# Michael Schumacher
Ne doit pas être confondu avec Mick Schumacher.
Pour les articles homonymes, voir Schumacher.
Michael Schumacher (prononcé en allemand : [ˈmɪçaʔeːl ˈʃuːmaxɐ] ), surnommé « Schumi », né le 3 janvier 1969 à Hürth-Hermülheim (RFA), est un pilote automobile allemand. Avec sept titres de champion du monde de Formule 1, 91 victoires en Grand Prix de Formule 1 et 68 pole positions, il possède l’un des plus beaux palmarès de ce sport. Michael Schumacher a détenu la plupart des records de la Formule 1. Il est l'un des plus grands champions du sport automobile.
Après un apprentissage en karting, dans des formules monoplaces, ainsi que dans le championnat du monde des voitures de sport, Michael Schumacher commence sa carrière en Formule 1 lors de l'année 1991, en tant que remplaçant au pied levé de Bertrand Gachot, dans la jeune écurie Jordan, peu avant le Grand Prix de Belgique à Spa-Francorchamps. Dès le Grand Prix suivant, il est recruté par l'écurie Benetton Formula, avec laquelle il conquiert ses deux premiers titres de champion du monde en 1994 et 1995. En 1996, il rejoint la Scuderia Ferrari qu'il contribue à relancer après une longue période d'insuccès, signant au volant des F1 de Maranello 72 de ses 91 victoires, lui apportant cinq titres mondiaux des pilotes consécutifs (de 2000 à 2004) et contribuant directement à l'obtention de six titres constructeurs ; il gagne ainsi le surnom de Baron rouge. À partir de 1997, il a comme adversaire en piste son frère Ralf, de six ans son cadet. Les deux frères n'ont jamais couru au sein de la même écurie. Ils constituent l'unique cas en Formule 1 de deux frères ayant gagné des Grands Prix.
Il prend une première fois sa retraite à l'issue de la saison 2006. Son dernier Grand Prix, au Brésil le 22 octobre 2006, malgré une défaite au championnat du monde face à Fernando Alonso, est marqué par une spectaculaire remontée de la dernière à la quatrième place, ponctuée par une douzaine de dépassements, démontrant qu'il quitte la compétition en pleine possession de ses moyens. De 2007 à 2009, il officie toujours à la Scuderia comme consultant et il reprend parfois le volant dans le cadre d'essais privés. Après un retour avorté en août 2009 à la suite d'un accident de moto et des douleurs au cou, Schumacher est de retour en Formule 1 en 2010 chez Mercedes. Il y effectue trois saisons sans obtenir de nouvelle victoire. Le 4 octobre 2012, il annonce officiellement la fin de sa carrière en Formule 1 à l'âge de 43 ans.
Le 29 décembre 2013, Michael Schumacher est victime d'un grave accident de ski à Méribel, en Savoie. Il souffre d'un traumatisme crânien avec coma qui nécessite une intervention neurochirurgicale immédiate ; son pronostic vital est engagé. Il sort du coma le 16 juin 2014 et quitte l'hôpital de Grenoble pour poursuivre une phase de réadaptation au Centre hospitalier universitaire vaudois de Lausanne jusqu'au 9 septembre où il est pris en charge à son domicile. On apprend, en septembre 2016, qu'il ne peut pas marcher ni se tenir debout. Sa famille et son entourage proche tiennent à ce qu'aucune information sur son état de santé ne soit divulguée, il en va ainsi les années suivantes. Ils témoignent cependant d'une impossibilité à communiquer avec lui dans le documentaire Schumacher sorti en septembre 2021.

## Biographie

### Jeunesse et débuts en compétition

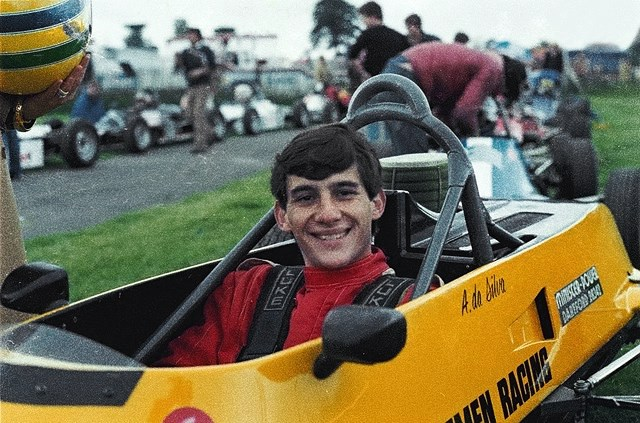
Dès sa jeunesse, Michael Schumacher est pris d'admiration pour Ayrton Senna (ici en 1981).

Michael Schumacher est né le 3 janvier 1969 à Hürth-Hermülheim en Allemagne dans une famille modeste. Son père, Rolf Schumacher, est maçon. Alors que Schumacher a quatre ans, il adapte le moteur d'une vieille tondeuse à gazon à son kart à pédales, avec lequel il jouait dans la maison. Désormais, il passe son temps à rouler devant chez lui, jusqu'au jour où il heurte un lampadaire. Pour sa sécurité, son père décide alors de l'amener régulièrement rouler sur la piste proche de Kerpen, où il travaille comme gardien. Michael Schumacher devient le plus jeune membre du club de karting de Kerpen-Horrem, tout en s'adonnant également au football, au tennis et à l'escalade,,.
Rolf Schumacher construit le premier « vrai » kart de Michael à l'aide de pièces d'occasion montées sur un châssis en bois et de pneumatiques usagés, jetés par les autres concurrents. Schumacher gagne son premier trophée à l'âge de cinq ans, alors que ses adversaires ont 13 ou 14 ans, puis son premier championnat du club à l'âge de six ans. Pour permettre à son fils de courir, Rolf Schumacher prend un deuxième emploi sur la piste, assurant la location et l'entretien des karts, tandis que son épouse Elisabeth, qui a peur pour son fils, travaille à la cafétéria du circuit. Néanmoins, lorsque Michael Schumacher a eu besoin d'un nouveau moteur de kart coûtant 800 Deutsche Mark, ses parents, ne souhaitant pas s'endetter, ont obtenu le soutien financier d'hommes d'affaires locaux : deux amis de la famille, Gerd Noack, un marchand de moquettes et Jürgen Dilk, un fabricant de machines à sous. Schumacher passe alors son temps sur le circuit avec son frère Ralf : motivé par ce soutien, il se sent redevable de leur donner le meilleur de lui-même. C'est à cet âge qu'il lui arrive son premier accident de kart, où il est victime d'une profonde plaie au genou. Son père l’incite alors à faire plus attention lors de ses manœuvres,.
En 1980, il se rend avec son père à Nivelles en Belgique, pour assister au championnat du monde de karting, où il découvre Ayrton Senna qui l'impressionne par son style de conduite. Le Brésilien devient alors l'idole du jeune Schumacher. C'est également à cet âge qu'il observe les autres jeunes pratiquant le karting à l'échelon régional ou national en Allemagne et qu'il se lie d'amitié avec certains d'entre eux, allant jusqu'à se rendre en discothèque avec ses amis plus âgés, alors qu'il n'a que 12 ans,.
En 1982, il obtient une licence de karting luxembourgeoise, pour contourner la législation allemande exigeant un âge minimum de 14 ans pour acquérir une licence de karting. L'année suivante, il obtient sa licence allemande. En 1984, toujours avec le soutien financier de Jürgen Dilk, il remporte le championnat d'Allemagne junior, alors qu'il dispose encore d'un matériel de moins bonne qualité que celui de ses concurrents. L'année suivante, il pilote pour le concessionnaire Eurokart Adolf Neubert et remporte à nouveau le titre de champion d'Allemagne junior. Il termine également deuxième du championnat du monde junior de karting, disputé au Mans,. La mort du pilote allemand Stefan Bellof, le 1er septembre 1985, lors des 1 000 kilomètres de Spa, suscite toutefois l'inquiétude de Jürgen Dilk, qui ne souhaite pas qu'il arrive le même sort à son protégé. Tentant de le convaincre d'arrêter le karting, Schumacher, au bord des larmes, le persuade de continuer à l'emmener sur les courses, en lui promettant de faire attention et de ne pas devenir pilote de Formule 1.

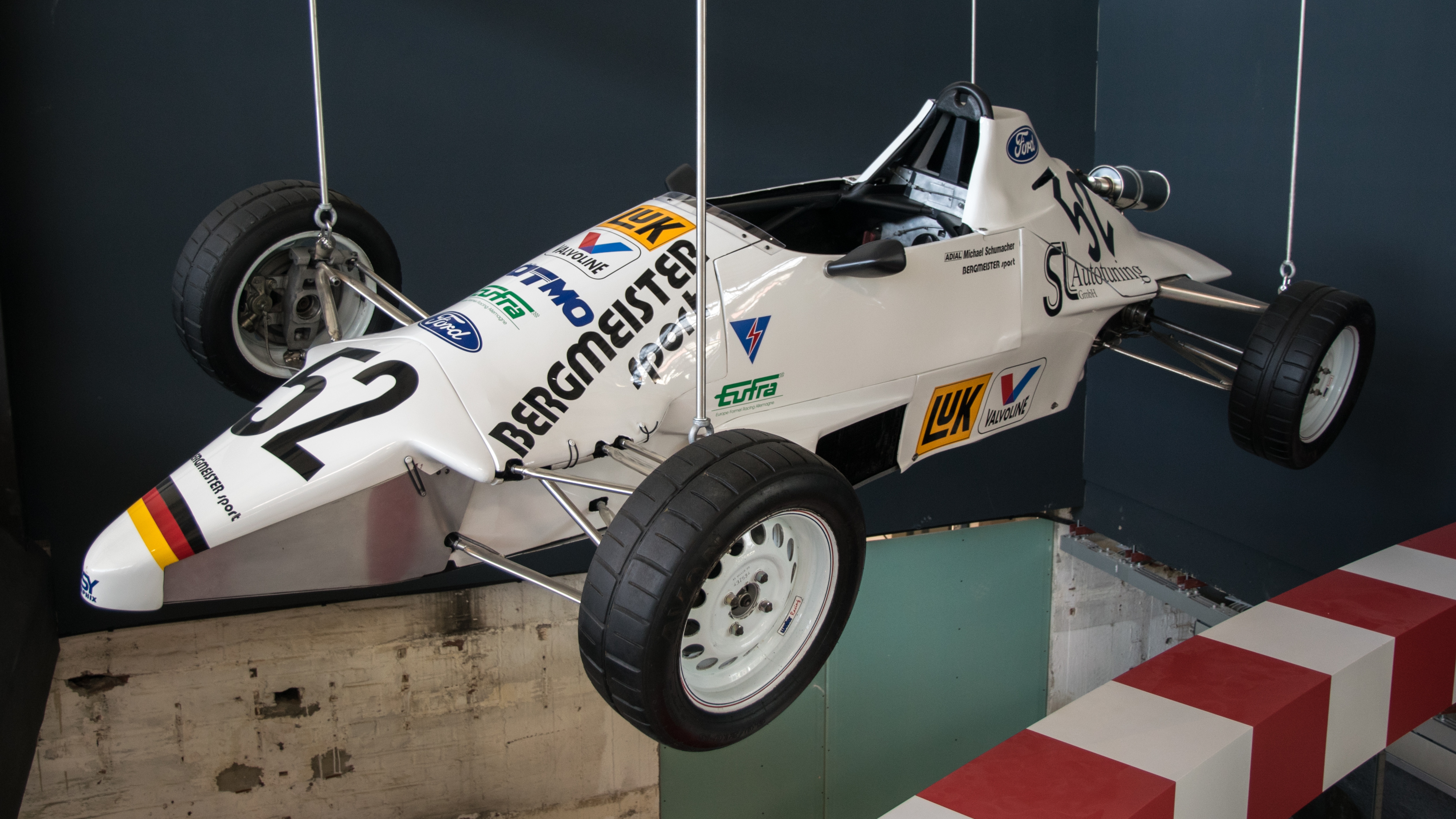
La Van Diemen RF188, monoplace de Formule Ford 1600 avec laquelle Michael Schumacher fait ses débuts en monoplace en 1988.

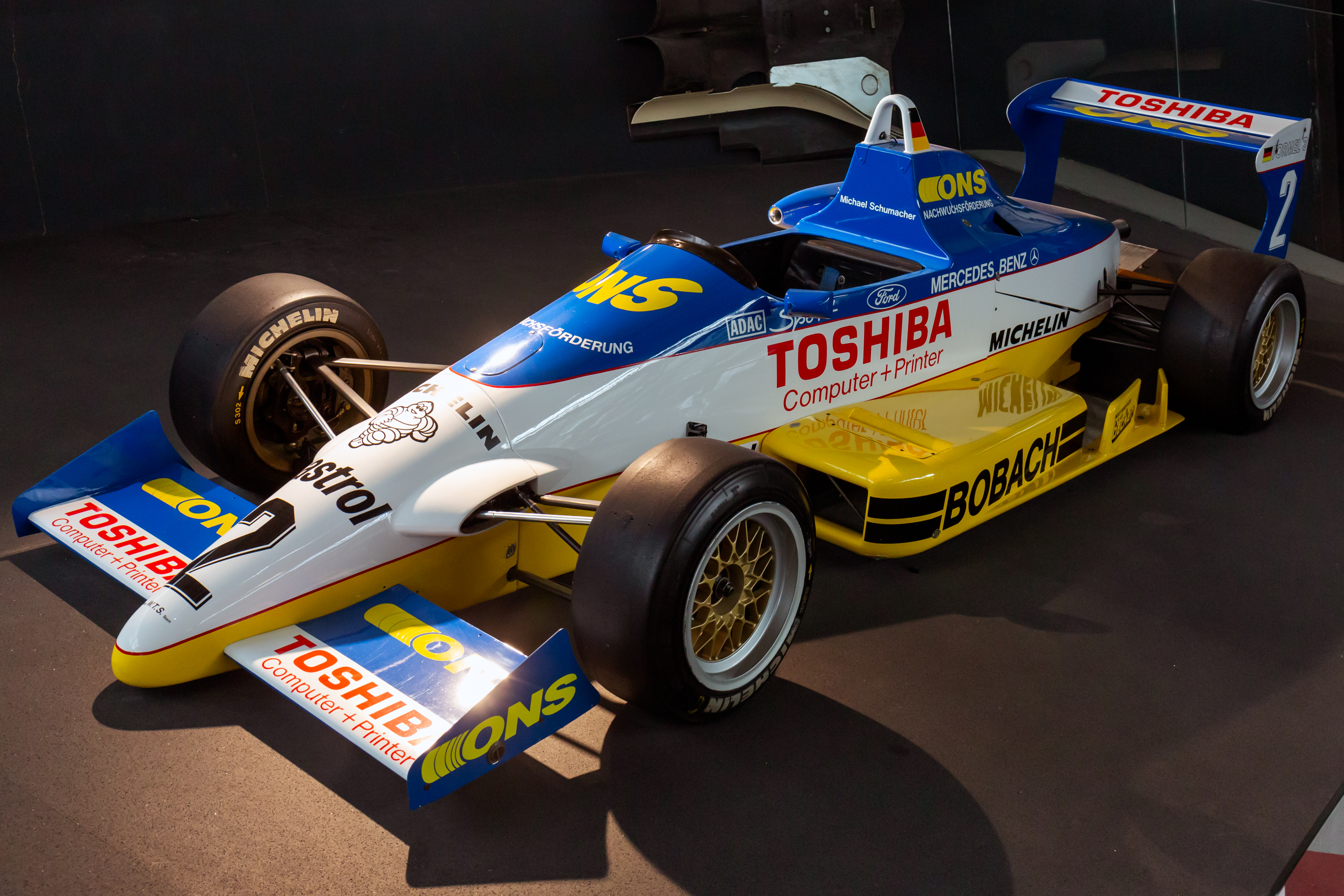
Au volant d'une Reynard 893, Michael Schumacher devient vice-champion d'Allemagne de Formule 3 en 1989.

En 1986, ayant désormais quitté la catégorie « junior », Schumacher se classe troisième du championnat d'Allemagne de karting et troisième du championnat d'Europe de karting. En 1987, il est sacré champion d'Allemagne de karting, mais aussi champion d'Europe de la discipline : il remporte le titre européen lors de la dernière manche, disputée à Göteborg en Suède, où il remporte la course alors que les Italiens Alessandro Zanardi et Massimiliano Orsini, qui mènent l'épreuve, se percutent au dernier virage du dernier tour de l'épreuve,.
Cette même année, Schumacher termine, au lycée, une scolarité difficile : il déteste l'école et tout comme son frère Ralf, manque souvent de faire ses devoirs à cause du temps passé sur le circuit de karting. Il s'intéresse néanmoins aux cours d'anglais, qu'il juge utile pour le sport automobile. Il souffre aussi de la comparaison avec ses autres camarades de classe, issus d'un milieu social plus aisé. Il suit alors une formation de mécanicien pour parfaire son bagage technique et « mieux décrire le comportement d'une voiture ». Il valide son diplôme avec six mois d'avance, soulageant ainsi sa famille qui lui souhaite ainsi d'avoir un travail correct plus tard. Néanmoins, Schumacher ne caresse pas ce dessein car cela lui demanderait de suivre des études plus approfondies : son formateur avoue qu'il « était très bon en pratique, mais pas très sérieux en cours », et qu'il a failli sécher ses examens.
Schumacher fait ses premiers pas en Formule Ford 1600 à l'automne 1987, lorsque Jürgen Dilk lui obtient une séance d'essais au sein de l'écurie Eufra, sur le circuit d'Hockenheim. Pourtant très nerveux la veille des essais, ne sachant pas comment s'y rendre (il parvient à contacter Dilk à minuit pour lui demander de l'y emmener), il décroche un contrat de quatre courses pour disputer le championnat d'Allemagne de Formule Ford 1600 en 1988. Trouvant très vite ses marques, il remporte des victoires dans toutes les catégories dans lesquels il concourt : sixième du championnat allemand où il dispute finalement six courses pour quatre podiums dont trois victoires, et une pole position, il est vice-champion d'Europe de Formule Ford 1600 derrière le Finlandais Mika Salo, avec trois podiums, dont deux victoires en quatre courses. Parallèlement, il participe au championnat d'Allemagne de Formule König qu'il remporte avec neuf victoires en dix courses, pour autant de podiums, et une pole position. En fin d'année, il participe au Formula Ford Festival à Brands Hatch, une épreuve où de nombreux jeunes talents se sont révélés, mais sa prestation se solde par un accident,,.
Schumacher est alors repéré par l'ancien pilote Willi Weber, conseillé par Domingos Piedade et Gerd Krämer, deux responsables chez Mercedes-AMG qui ont leur entrées en Formule 1 et qui suivent la relève allemande avec intérêt. Weber, alors patron de l'écurie WTS (pour Weber Trella Stuttgart), l'observe lors de plusieurs courses en Formule Ford et Formule König : « Ce garçon mérite une chance tellement il est bon. Tout ce qu'il fait semble être un jeu d'enfant. Il est si léger, si souverain. Il a forcément en lui quelque chose de particulier ». Weber lui offre en fin d'année 1988 une séance d'essais au volant d'une monoplace de Formule 3 au Nürburgring. Si le jeune pilote détruit sa voiture au bout de cinq tours où il pilote trop brutalement, Weber, convaincu qu'il tient un talent brut qu'il pourrait mener à la Formule 1, fait réparer la monoplace pour lui permettre de poursuivre les essais, au terme desquels il se montre plus rapide d'une seconde et demie que le titulaire Joachim Winkelhock. Séduit, Weber l'engage sans lui demander le moindre apport budgétaire et devient son manager pour les dix prochaines années,.
Même si les conditions de vie s'avèrent difficiles (Schumacher dort dans le van de l'équipe), il impressionne dès ses débuts en terminant sur le podium de ses trois premières courses et en s'affirmant face aux pilotes les plus expérimentés, comme Michael Bartels, et en faisant oublier Franck Schmilkler, le premier pilote de WTS. Il remporte sa première victoire au bout de cinq courses, lors d'une manche disputée sous la pluie où il lutte face à Heinz-Harald Frentzen. Avec un total de deux victoires, sept podiums, deux pole positions en douze courses, il est vice-champion d'Allemagne de Formule 3 1989, à égalité de points avec Frentzen, mais derrière l'Autrichien Karl Wendlinger. Paradoxalement, Weber est plutôt soulagé de voir son poulain échouer dans la quête du titre allemand : dans le cas contraire, il n’avait pas prévu d'évolution pour sa carrière,,. Pour autant, plus tôt dans l'année, Weber l'emmène assister à son tout premier Grand Prix de Formule 1, à Monaco, où la victoire se joue entre Ayrton Senna et Alain Prost. Schumacher est néanmoins déçu de cette expérience, voyant son compatriote Bernd Schneider, de cinq ans son aîné et ayant connu le succès en karting et en formules de promotion, échouer en pré-qualifications au volant de sa Zakspeed, alors qu'il le considère comme un « superbe pilote ».
Sa deuxième place en championnat d’Allemagne de Formule 3 lui permet de disputer en novembre 1989 le prestigieux Grand Prix de Macao de Formule 3, où s’affrontent les meilleurs jeunes pilotes du monde. Disputé en deux manches, Schumacher remporte la première, mais abandonne sur casse mécanique lors de la seconde, laissant la victoire finale à l'Australien David Brabham.

### Les années Mercedes

#### 1990: Formule 3, endurance avec Sauber et DTM avec Mercedes

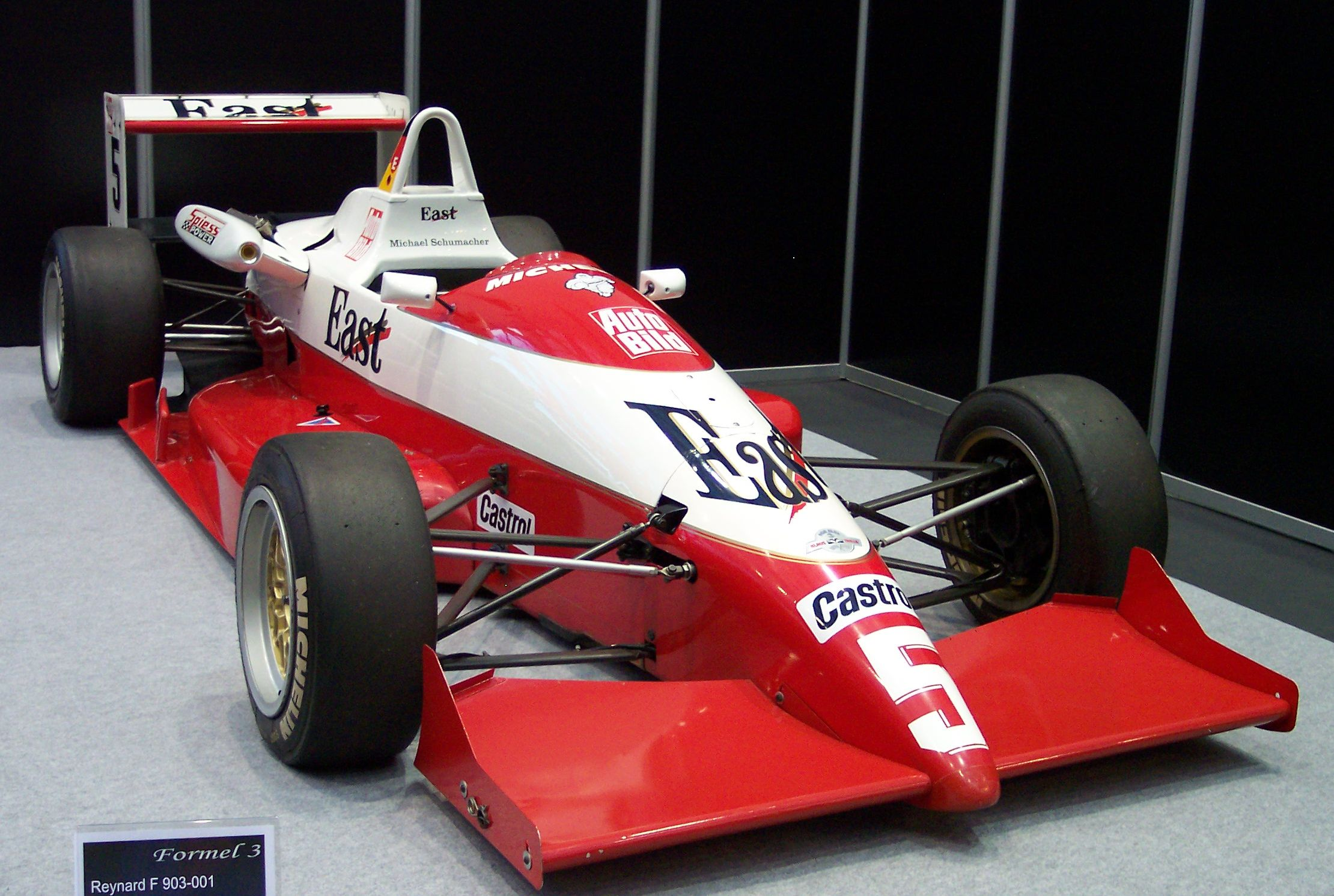
Michael Schumacher remporte le championnat d'Allemagne de Formule 3 1990 au volant d'une Reynard-Volkswagen F903.

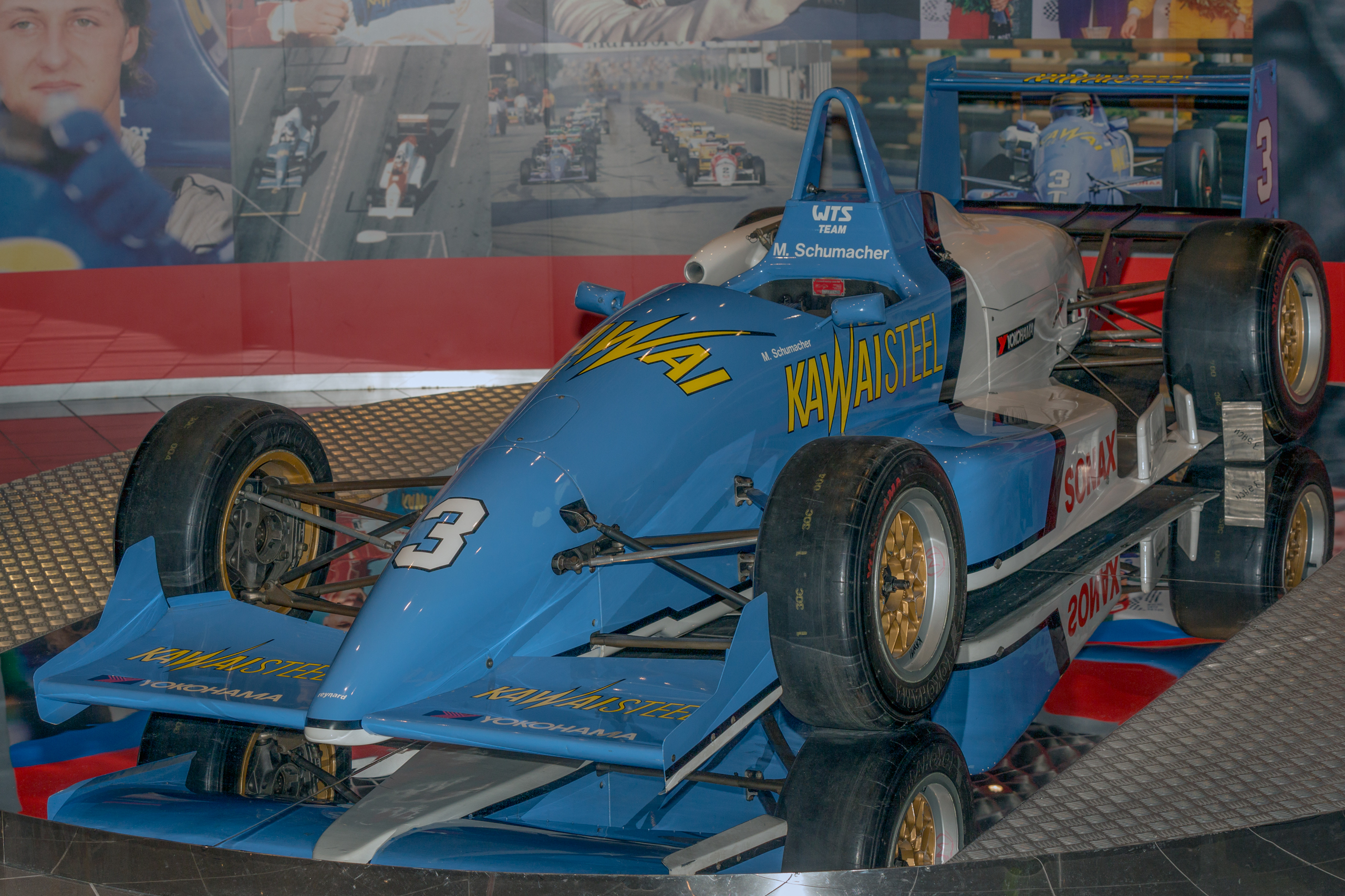
La Reynard-Volkswagen F903 avec laquelle Schumacher a remporté le Grand Prix de Macao de Formule 3 1990.

En 1990, la saison commence mal puisqu'au terme des trois premières manches, Schumacher accuse 42 points de retard sur le meneur du championnat, Wolfgang Kaufmann. Les observateurs émettent alors des réserves sur les capacités du jeune allemand, qui songe alors à revenir au karting. Il se reprend en remportant cinq des six courses suivantes, s'adjugeant le titre de champion d'Allemagne à une manche du terme de la saison. Pour cette dernière course, disputée à Hockenheim, il s'incline devant le Finlandais Mika Häkkinen, pilote invité et champion britannique de Formule 3 cette année-là. Il offre alors les 20 000 livres sterling de prime offerte au vainqueur à son père afin d'éponger les dettes de la famille,.
En fin d'année, il tient sa revanche face à Häkkinen lors du prestigieux Grand Prix de Macao de Formule 3, mais sa victoire est controversée : deuxième à trois secondes du Finlandais à l'issue de la première manche, l'Allemand prend la tête de la deuxième manche dès le premier tour, mais Häkkinen reste à moins de trois secondes de son rival, s'assurant ainsi virtuellement la victoire finale. Sous pression, Schumacher fait une erreur dans la ligne droite principale du circuit, laissant la possibilité au Finlandais de le dépasser. Il bloque alors Häkkinen, qui percute l'Allemand et termine sa course dans les glissières de sécurité, tandis que Schumacher remporte l'épreuve. Plus tard, le Finlandais dit avoir beaucoup réfléchi à cette course, en se demandant si Schumacher a « délibérément essayé de [m]e sortir ». En 2006, Schumacher considère Häkkinen comme le rival envers lequel il a le plus de respect,,.
En parallèle du championnat d'Allemagne de Formule 3, Michael Schumacher, ainsi que ses rivaux Heinz-Harald Frentzen et Karl Wendlinger, sont recrutés en 1990 par l'écurie Sauber-Mercedes qui dispute le championnat du monde des voitures de sport. Le constructeur allemand, dirigé par Jochen Neerpasch, souhaite en effet développer une filière de jeunes pilotes. Le choix de carrière de Schumacher est plutôt inhabituel puisque ses contemporains tentent généralement leur chance en Formule 3000 avant de rejoindre la Formule 1, d'autant que l'endurance est alors l'apanage des pilotes en fin de carrière. Néanmoins, Willi Weber estime que piloter des voitures développant plus de 700 chevaux et s'exposer aux conférences de presse serait bénéfique pour sa carrière : en effet, le programme des jeunes pilotes comprend la maîtrise de l'anglais, des cours de rhétorique et des simulations de direct devant les caméras, ce qui permet à Schumacher, alors réservé, de gagner en assurance et en décontraction lors de ses apparitions publiques, auprès des médias. Pour autant, malgré l'occasion d'intégrer Mercedes et d'obtenir un salaire annuel de 100 000 livres, Schumacher n'est d'abord pas intéressé par le choix de carrière de Weber, qui met cinq semaines à le convaincre de s'engager avec Mercedes,.

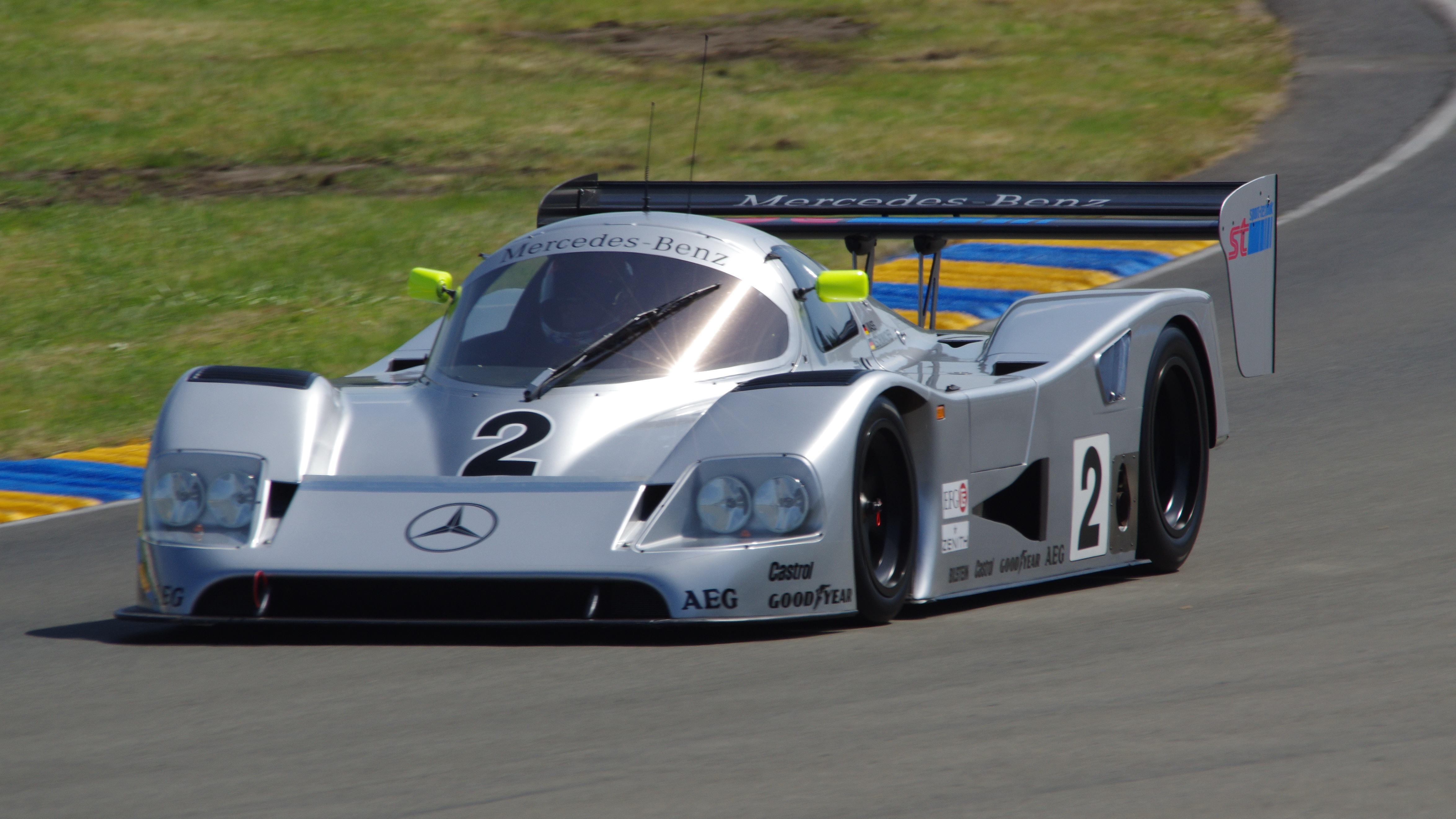
Michael Schumacher fait ses débuts en endurance au volant d'une Sauber Mercedes C11 (ici en démonstration en 2014).

En course, les trois jeunes allemands sont encadrés par les vétérans Jean-Louis Schlesser, Mauro Baldi et Jochen Mass, avec qui ils se relaient dans la Sauber Mercedes C11. Schumacher impressionne rapidement son nouveau patron, Peter Sauber : « Dès qu'il montait dans une voiture, il était rapide. Il n’avait pas besoin d'un long temps d’adaptation. Il a toujours aligné des chronos fantastiques du premier coup. Les autres finissaient souvent par le rattraper et à l'arrivée, les écarts étaient infimes. Mais Michael prenait toujours les devants. C’est ce qui le distinguait des autres pilotes ». En effet, en équipe avec Mass qui lui apprend les secrets de chaque circuit, Schumacher dispute quatre courses : lors de ses débuts à Silverstone, il est disqualifié dès les qualifications pour ne pas avoir porté sa ceinture de sécurité, ce qu'il nie ouvertement. Malgré ce temps d'adaptation, il finit deuxième à Dijon et au Nürburgring, puis remporte en fin d'année à Mexico le Trofeo Hermanos Rodriguez grâce à la disqualification de la Sauber Mercedes C11 de Schlesser et Baldi, ce qui lui permet de terminer à la cinquième place finale du championnat des pilotes,. Jochen Mass ne tarit pas d'éloges sur son jeune équipier : « Il me semblait évident dès le départ combien il était fort et combien son potentiel était important. Il n'a cessé de progresser. Il a surtout appris la discipline ». Effectivement, Schumacher, désormais au contact d'une équipe professionnelle de haut niveau, est initié à la mise au point électronique de la voiture et à l'approche informatique du moteur et de la mécanique. Ces facultés lui permettent, entre autres, de piloter vite en économisant le carburant, un domaine dans lequel excelle Frentzen, devenu son rival. Celui-ci est perçu par les observateurs comme étant plus talentueux, ce que ne supporte pas Schumacher, plus assidu au travail et se considérant comme plus méritant que lui, qui ne consacre pas toute sa vie à la course.
En fin d'année 1990, Schumacher est invité par Mercedes-AMG pour disputer à Hockenheim la dernière manche du DTM, le très relevé championnat allemand de voitures de tourisme. Il abandonne dès le premier tour après avoir envoyé hors de la piste le pilote BMW Johnny Cecotto, prétendant au titre, permettant à Hans-Joachim Stuck de remporter le championnat. Même si l'Allemand, inhabitué à piloter ce type de machine, présente ses excuses au Vénézuélien, celui-ci est persuadé que Schumacher l'a accroché délibérément, arguant que Mercedes ne voulait pas qu'un pilote BMW gagne le titre,.

#### 1991: participation aux 24 Heures du Mans et remplaçant en DTM

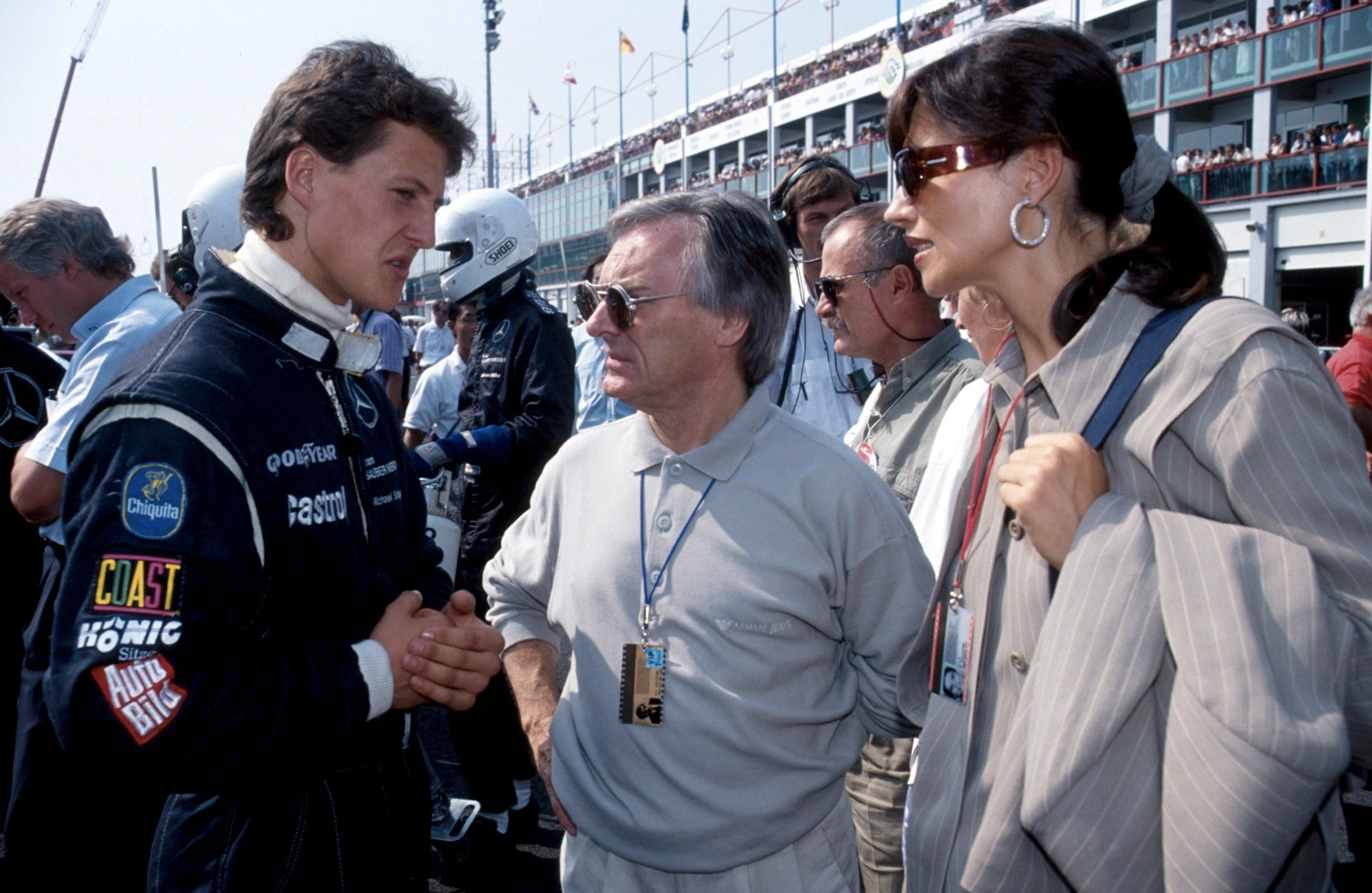
Michael Schumacher, avec Bernie Ecclestone lors des 430 kilomètres de Magny-Cours 1991.

En 1991, Schumacher, qui a renoncé à tenter sa chance dans le championnat international de Formule 3000, pilote à temps plein pour Sauber-Mercedes en championnat du monde des voitures de sport. Cette fois, il dispose d'un programme pour la saison complète au volant de la nouvelle Sauber Mercedes C291 qu'il partage avec Karl Wendlinger. La nouvelle voiture, pourtant très performante, se révèle peu fiable et ne permet finalement pas de rivaliser avec les Jaguar XJR-14 et Peugeot 905 : lors de la manche inaugurale à Suzuka, la voiture prend feu ; à Monza, c'est un problème de moteur qui force les deux hommes à abandonner,. Néanmoins l'équipage termine deuxième des 430 kilomètres de Silverstone. Renforcés par Fritz Kreutzpointer, Wendlinger et Schumacher disputent également les 24 Heures du Mans 1991 sur la Sauber Mercedes C11 à moteur turbo. Schumacher y brille en réalisant le meilleur tour en course mais à la suite d'une sortie de piste de Wendlinger dans le virage Dunlop en début de course puis à des ennuis de boîte de vitesses et de pompe à eau en fin d'épreuve, l'équipage doit se contenter de la cinquième place finale,.
C'est lors de l'épreuve mancelle que Schumacher fait la rencontre de Jean Todt, le directeur sportif de Peugeot, et de Ross Brawn, le directeur technique de Jaguar. Ce dernier est impressionné par les performances du jeune pilote, alors plus véloce que ses concurrents tout en consommant moins de carburant : « Les seules fois où Mercedes nous mettait au défi, c'était lorsque Michael pilotait. Lorsque nous nous préparions pour la course, nous devions toujours intégrer le facteur Michael »,.
En juillet 1991, Jochen Neerpasch offre la possibilité à Schumacher de disputer une manche du relevé championnat du Japon de Formule 3000. Cette pige, loin de la scène européenne, doit permettre à l'Allemand de se familiariser avec les monoplaces de Formule 3000, qui constituent l'antichambre de la Formule 1, sans avoir de répercussion sur sa carrière si l'expérience venait à tourner au fiasco. En effet, Willi Weber a dissuadé son poulain de disputer le championnat international de Formule 3000, arguant qu'il était nécessaire pour cela de disposer d'une équipe compétitive pour ne pas ruiner sa carrière. Néanmoins, à Sugo, Schumacher termine deuxième de la course, juste derrière son équipier Ross Cheever. Pour lui, « Sugo fut une expérience importante car l’opposition était particulièrement forte. La vitesse des virages en Formule 3000 est presque aussi élevée qu’en F1. J’ai eu de bonnes sensations. Une monoplace réclame un autre style de pilotage qu’une voiture de tourisme. Il fallait retrouver ce feeling »,,.

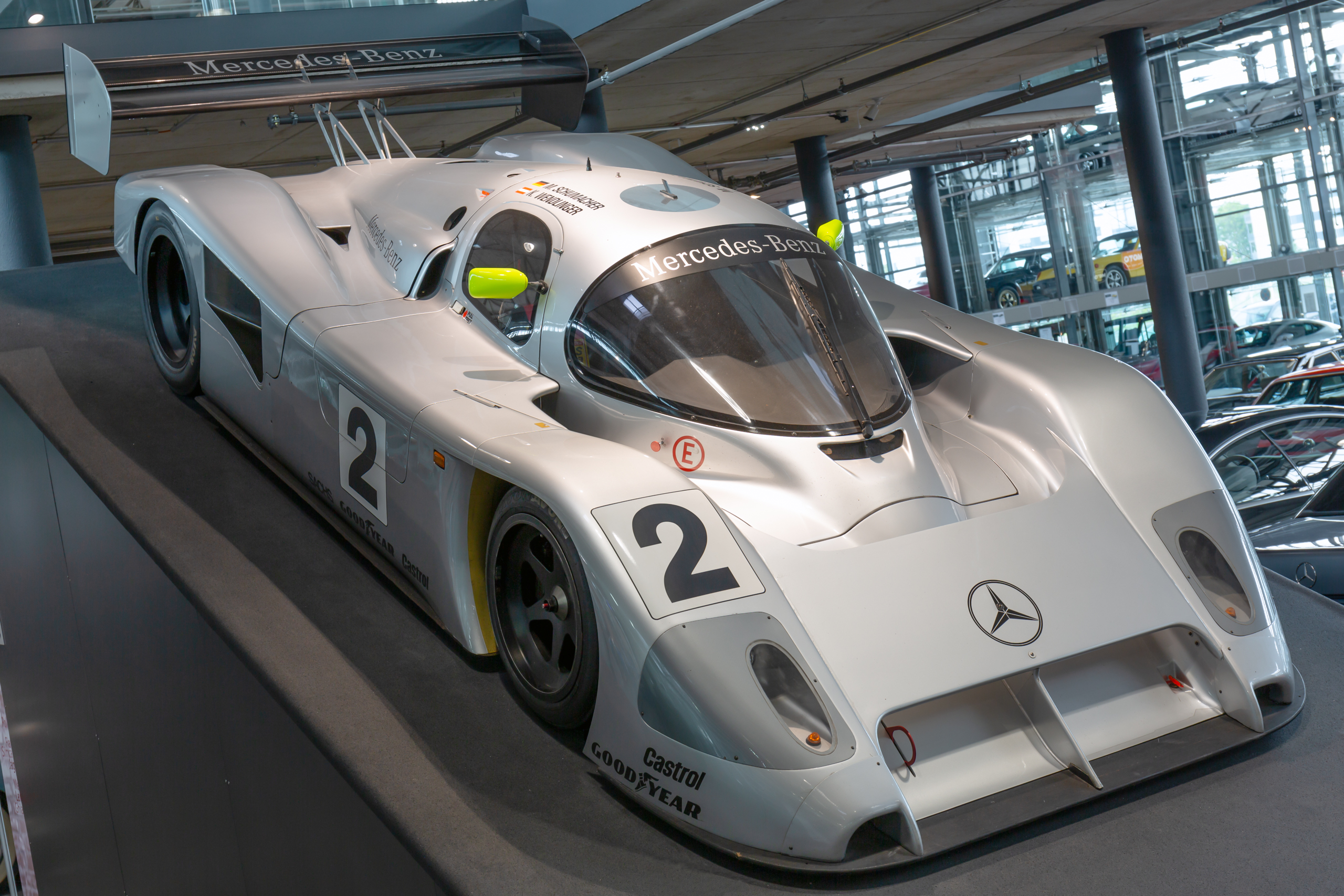
Au volant de la Sauber Mercedes C291, Schumacher et Wendlinger ne terminent qu'une course, à Autopolis, mais qu'ils remportent.

Dans le même temps, au cours de l'été 1991, Michael Schumacher est placé par Mercedes au sein de l'équipe Zakspeed pour disputer deux manches du DTM, en remplacement du Français Fabien Giroix. Lors de sa première course, disputée sur le Norisring, en vertu de la réglementation qui impose une pénalité à tout nouveau pilote, sa Mercedes-Benz W201 AMG DTM est lestée de 50 kilogrammes, ne le permettant que de terminer dernier. Sa meilleure performance constitue une quatorzième place obtenue lors de l'épreuve suivante, disputée début août à Diepholz.
Deux semaines plus tard, Schumacher reprend son programme en endurance sur le Nürburgring, où les problèmes de fiabilité de la C291 reviennent puisque l'équipage qu'il forme avec Wendlinger abandonne à nouveau sur casse au moteur. Auparavant, lors des essais, Schumacher s'accroche avec le pilote Jaguar Derek Warwick alors qu'il réalisait son meilleur tour : l'Allemand lui ferme en effet la porte pour l'empêcher de le dépasser, provoquant un accident. Warwick, persuadé que l'Allemand a délibérément provoqué cet accrochage, s'explique avec ce dernier, manquant de le frapper. Schumacher présente finalement ses excuses le lendemain et écope d'un avertissement de la part de la Fédération internationale de l'automobile,. Bien que recruté en Formule 1 à partir de la fin août, Schumacher termine son programme de sports-prototypes avec Sauber-Mercedes : après deux abandons à Magny-Cours et à Mexico, il conclut la présence du constructeur germano-suisse en endurance en remportant la victoire à Autopolis,,. Il termine le championnat à la neuvième place avec 43 points.

### Arrivée fracassante en Formule 1 avec Jordan Grand Prix à Spa-Francorchamps en 1991

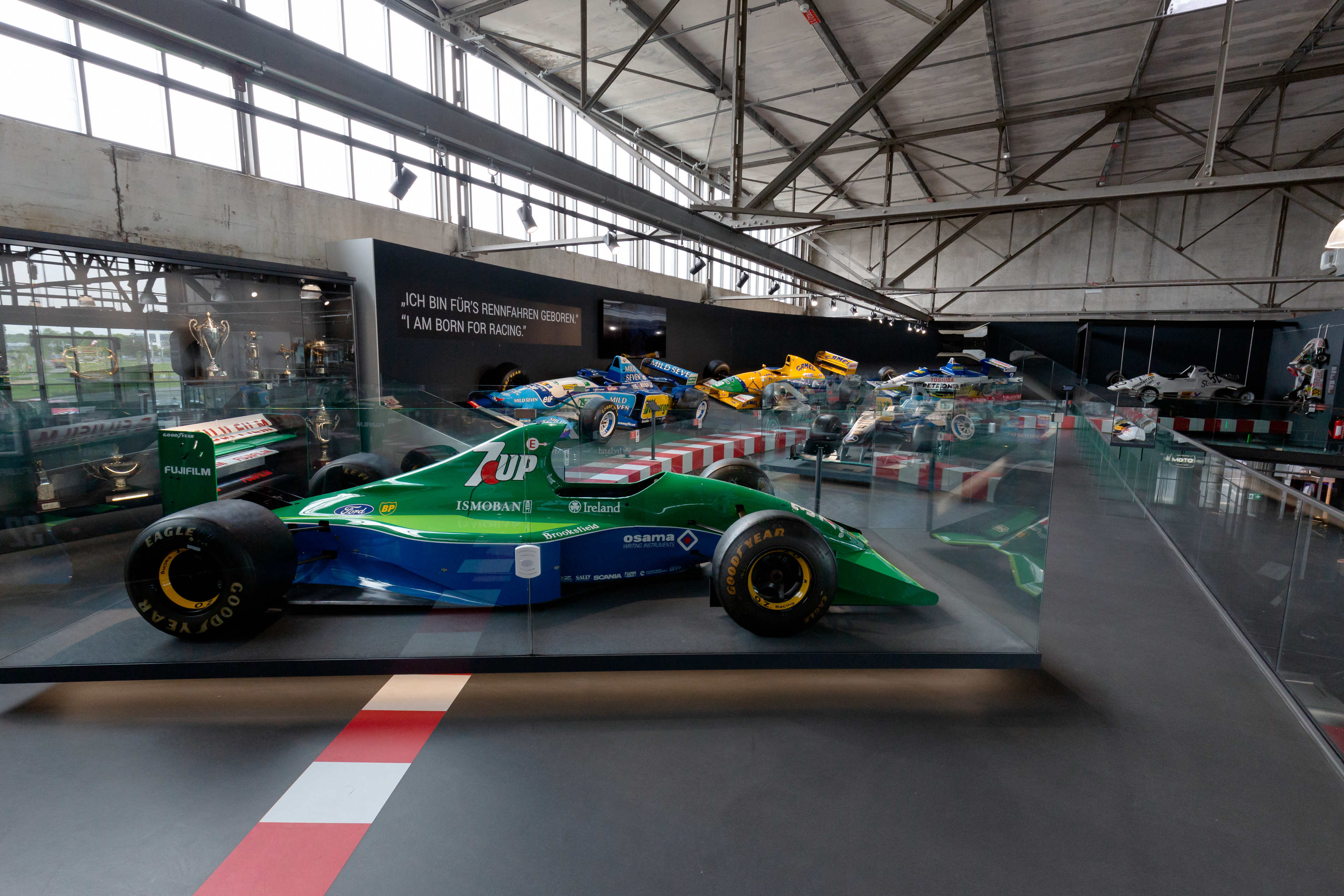
La Jordan 191 de Michael Schumacher exposée au Michael Schumacher Private Collection à Cologne.

Willi Weber tente d'approcher la Formule 1 dès 1990, lorsqu'il parle des performances de Schumacher en endurance à Ron Dennis, le patron de la prestigieuse écurie McLaren Racing, mais celui-ci se montre très sceptique à l'idée de faire carrière en sports-prototype, car ces machines mettent l’accent sur l'endurance du pilote et pas sur sa performance pure, ce qui constitue pourtant le fondement des Grands Prix de Formule 1.
Dans les coulisses du 430 kilomètres du Nürburgring 1991, Eddie Jordan, le patron de la nouvelle écurie de Formule 1 Jordan Grand Prix, prend contact avec Gerd Krämer pour trouver un remplaçant à son pilote Bertrand Gachot, alors condamné par la justice britannique à dix-huit mois de prison ferme à la suite d'une altercation avec un chauffeur de taxi londonien, qu'il a agressé au moyen d'une bombe lacrymogène. Krämer propose alors à Jordan les services de l'expérimenté Bernd Schneider ou du jeune Schumacher, que Jochen Neerpasch consent à libérer, mais dont Jordan n'a jamais entendu parler. Néanmoins, Jordan exige une contribution financière s'élevant à 150 000 livres sterling, que Krämer et Willi Weber sont prêts à s'acquitter au moyen d'un prêt bancaire et de leurs propres deniers. Finalement, Mercedes prend en charge la transaction par l'intermédiaire de la marque de confiserie Tic Tac, dont les logotypes ornent la Jordan 191, et de l'entreprise allemande Dekra,,,,,.
Le soir après la course, au terme de longues tractations avec Eddie Jordan (Willi Weber confie l'avoir appelé au téléphone toutes les heures), Schumacher est informé qu'il a rendez-vous dans deux jours à Silverstone pour tester une monoplace de Formule 1 en vue d'une titularisation pour le Grand Prix de Belgique (la veille de ce test, Schumacher doit rencontrer Jackie Oliver, le patron d'Arrows, mais celui-ci ne lui propose pas de poste dans son écurie). Cet essai, pour lequel Jordan demande un paiement de 80 000 livres, est financé par Weber. Sur la boucle sud du circuit anglais, le jeune Allemand impressionne les ingénieurs de Jordan Grand Prix par sa vitesse, même s'il part en tête-à-queue au début de son essai. Alors qu'il bat le record du tour établi par le titulaire Andrea De Cesaris en une dizaine de boucles, Trevor Foster, le directeur sportif de l'équipe, lui demande de ralentir, de peur d'abîmer la voiture, qui doit être envoyée à Spa-Francorchamps dès la nuit suivante (il faudra qu'un employé de Jordan se risque sur la piste pour l'arrêter), même s'il était loin de piloter à la limite : « Les trois premiers tours étaient particulièrement impressionnants. Ensuite, ça n'avait plus rien d'exceptionnel ». Schumacher, pourtant pessimiste sur ses chances d'obtenir ce poste, est finalement engagé par Eddie Jordan pour deux courses, tandis que Willi Weber confirme à l'Irlandais que son protégé a déjà piloté « à peu près cent fois » sur le difficile tracé de Spa-Francorchamps, un mensonge qu'il découvrira avec colère lors du weekend de course,,,,,.

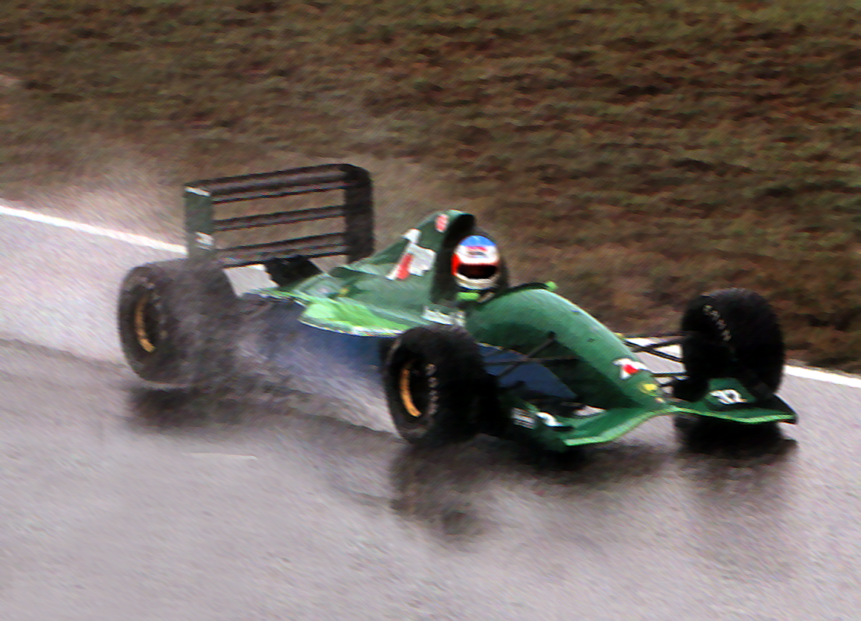
Michael Schumacher lors de ses débuts en Formule 1 à bord de la Jordan 191 à Spa-Francorchamps en 1991.

Schumacher se rend sur le circuit de Spa-Francorchamps, à une centaine de kilomètres de Kerpen, le jeudi précédent le Grand Prix de Belgique. Son équipier Andrea De Cesaris lui communique les rapports de boîte de vitesses à passer dans chaque virage mais la reconnaissance du circuit prévue à bord d'une voiture de location n'a pas lieu, l'Italien se sentant fatigué. Schumacher parcourt alors deux tours de circuit à vélo. Le soir même, Jordan le contraint à signer une lettre d'intention selon laquelle Schumacher doit parapher « le » contrat après la course belge qui fera de lui un pilote de l'équipe irlandaise jusqu'à la fin de la saison 1993, sans quoi le Suédois Stefan Johansson le remplacera avec effet immédiat. Afin de ne pas perdre cette occasion de faire ses débuts en Formule 1, Gerd Krämer conseille à Schumacher de signer cette lettre, en la modifiant légèrement : ainsi, l'Allemand se dit être d'accord pour parapher « un » contrat, ce qui ne l'engage à rien puisque ce terme ne fait pas mention de façon explicite à un quelconque accord,,.
Malgré un assez mauvais niveau de forme, dû aux problèmes de sommeil rencontrés depuis sa course de Formule 3000 au Japon et un rhume contracté dans l'avion du retour, le novice allemand impressionne immédiatement le milieu de la Formule 1 par ses performances et sa fougue, assimilés à celle des débuts de Jean Alesi en 1989 : onzième à l'issue des premiers essais libres, puis huitième provisoire en qualifications le vendredi avec une seconde d'avance sur son expérimenté équipier, il force le respect de ses aînés, notamment Ayrton Senna qui le qualifie de « spécial », et s'affirme auprès d'eux, accusant Alain Prost d'avoir été « lent » et de l'avoir gêné durant son meilleur tour et lui brandissant le poing alors qu'il se range sur les graviers pour laisser passer le triple champion du monde. Cinquième des essais du samedi matin après avoir mené la séance pendant une heure, il prend la septième place finale des qualifications, à cinq longueurs d'avance sur De Cesaris, ce qui constitue la meilleure performance de la saison de Jordan dans cet exercice. En course, celui que les médias anglais surnomment « Wonder Boy » sort cinquième du premier virage mais son embrayage casse, le contraignant à l'abandon dès les premiers hectomètres,,,,.
Déçu de sa prestation, il est réconforté par l'analyse technique de sa voiture, qui montre une erreur de montage, même si une minorité d'observateurs voient en cette défaillance mécanique une théorie du complot fomentée par Jordan et Schumacher pour ne pas entacher, en course, la forte impression donnée en qualifications. Surtout, les spécialistes, eu égard aux performances d'Andrea De Cesaris qui a réussi à lutter avec Senna pour la victoire finale, estiment que Schumacher aurait pu gagner facilement dès sa première apparition dans la discipline-reine du sport automobile. Cette première expérience pour le jeune pilote, couronné d'éloges par Eddie Jordan et perçu par les observateurs comme la meilleure prestation d'un débutant depuis celle de Senna en 1984, ne lui fait pourtant pas forte impression : « Je suis un peu déçu par les systèmes de freinage. Tout le monde m’avait dit que la décélération de telles monoplaces était formidable. Je ne trouve pas qu’elle soit si exceptionnelle. […] Je suis quand même très surpris de ma performance. Je ne pensais pas qu'une F1 était si facile à piloter »,,,.

### Les années Benetton

#### 1991: imbroglio judiciaire entre Jordan et Benetton, Schumacher surclasse Piquet
Impressionné par les performances de Michael Schumacher, Flavio Briatore, le directeur sportif de l'écurie Benetton Formula, convainc Alessandro Benetton, le propriétaire de l'équipe, et Tom Walkinshaw, son directeur, de le recruter. Dès le weekend du Grand Prix de Belgique, Jochen Neerpasch, le responsable de la filière de jeunes pilotes de Mercedes, entre en relations avec Briatore afin d'obtenir, pour son pilote, un contrat pour la saison 1992, arguant que Schumacher n'a aucune obligation vis-à-vis de Jordan Grand Prix. En outre, la compétitivité à long terme de l'écurie irlandaise est remise en question par Schumacher lui-même, qui apprend lors d'essais privés que l'écurie sera équipée en 1992 du moteur Yamaha, jugé ni performant, ni fiable. Enfin, Schumacher roule pour Jordan avec le statut de pilote-payant, ce qui ne serait pas le cas avec Benetton. Convaincus par les arguments de Neerpasch, Willi Weber et son pilote acceptent l'offre de Benetton : le mercredi suivant la course belge, soit le 28 août, Schumacher paraphe un contrat de cinq ans avec l'écurie britannique ; celui-ci doit néanmoins être libéré de cet engagement au cas où Mercedes se lancerait en Formule 1 en 1993,,,.

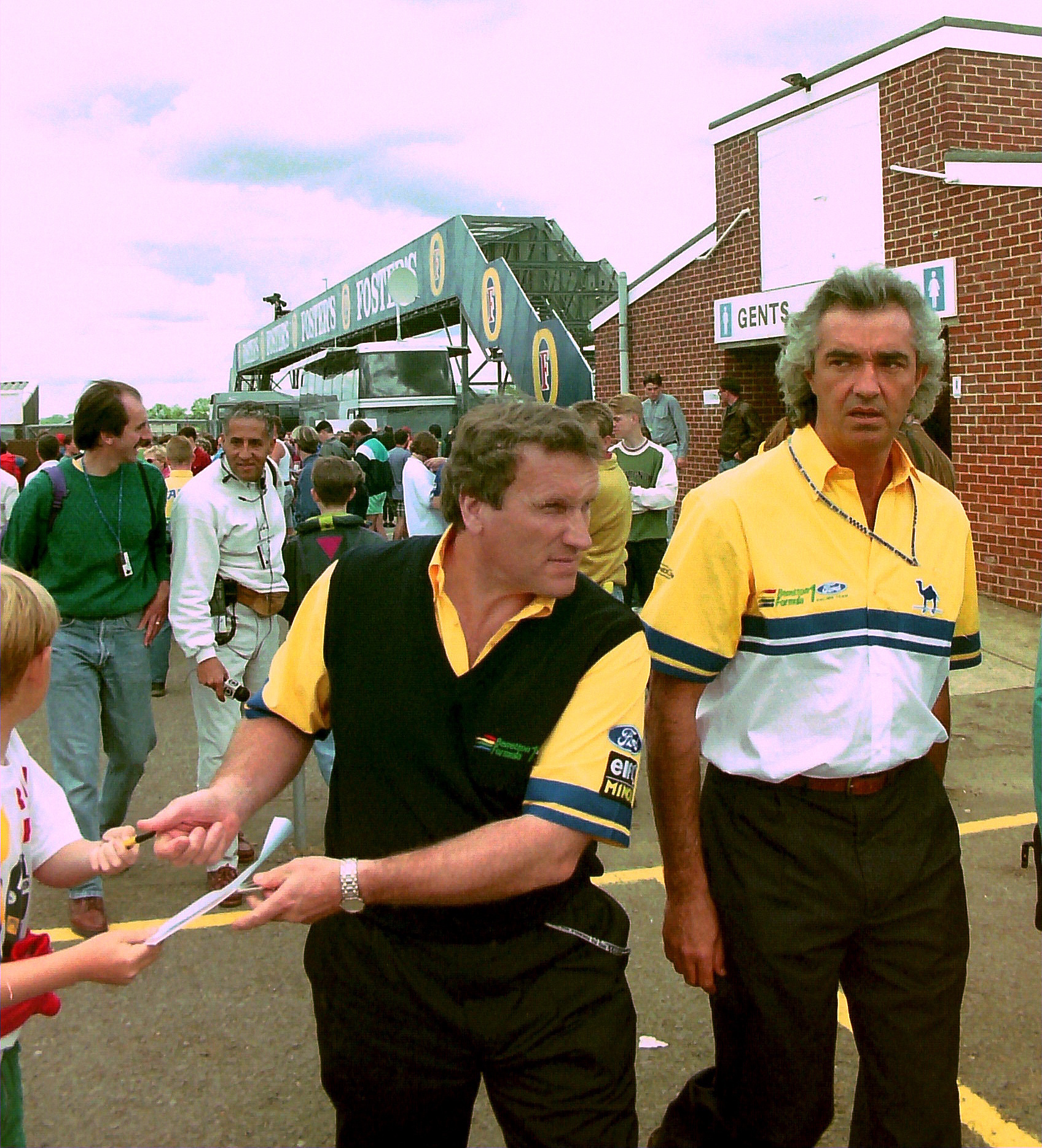
Les dirigeants de Benetton, Tom Walkinshaw (à gauche) et Flavio Briatore (à droite) engagent Michael Schumacher jusqu'à la fin de la saison 1995, au détriment de Jordan.

Le 2 septembre, alors que Schumacher doit signer un contrat de deux ans avec Jordan (celui-ci est en train de mouler son baquet chez Benetton), Weber et Neerpasch, accompagnés de Julian Jakobi, annoncent à Eddie Jordan que les commanditaires de Schumacher exigent des espaces publicitaires plus importants sur sa voiture. L'Irlandais refuse ces conditions, ce qui entraîne alors pour Mercedes la fin immédiate du financement du baquet de Schumacher chez Jordan. Le lendemain matin, Schumacher prévient Eddie Jordan par fax qu'il ne pilotera plus pour lui. Ce dernier, qui estime que la lettre d'intention signée par Schumacher est valide, se pourvoit en justice, mais la Haute Cour de Londres statue en sa défaveur. Le même jour, Briatore, afin de faire de la place à sa nouvelle recrue, limoge son second pilote, Roberto Moreno, pour incapacité physique et morale à piloter, alors que celui-ci a signé le meilleur tour en course à Spa-Francorchamps. Le Brésilien porte plainte auprès du tribunal de commerce de Milan et obtient une ordonnance provisoire empêchant Schumacher de rouler pour Benetton. Finalement, dans la nuit du jeudi 5 au vendredi 6 septembre, précédant les premiers essais du Grand Prix d'Italie, Bernie Ecclestone, le détenteur des droits commerciaux de la Formule 1, désireux de voir la réussite d'un pilote allemand en Formule 1 et ainsi conquérir le marché allemand, réunit Eddie Jordan, Willi Weber, Flavio Briatore et Tom Walkinshaw à la Villa d'Este, sur le lac de Côme pour permettre un dénouement à cet imbroglio judiciaire : Moreno accepte une indemnité de 500 000 dollars de la part de Benetton et termine la saison chez Jordan, tandis que Briatore conserve son nouveau pilote,,,.
Cette affaire ébranle les autres pilotes du paddock, à tel point qu'Ayrton Senna parle d'une « insécurité de l'emploi inadmissible ». Son compatriote, Nelson Piquet, dénonce cette situation qui a entraîné le limogeage de son ami Moreno, mais le triple champion du monde rentre vite dans le rang, Briatore, qui réfléchit à titulariser Martin Brundle, Pierluigi Martini ou Ivan Capelli à sa place en 1992 le menace de le licencier sur le champ. Pour autant, Ecclestone considère que la transaction s'est déroulée dans les règles, de « façon légal et moral », tout comme Jean-Marie Balestre, le président de la Fédération internationale du sport automobile pour qui il ne s'agit que d'une affaire de conscience,. Plus tard, Jochen Neerpasch avoue que l'objectif initial était que Schumacher devait poursuivre avec Jordan jusqu'à la fin de la saison, avant de rejoindre Benetton en 1992.

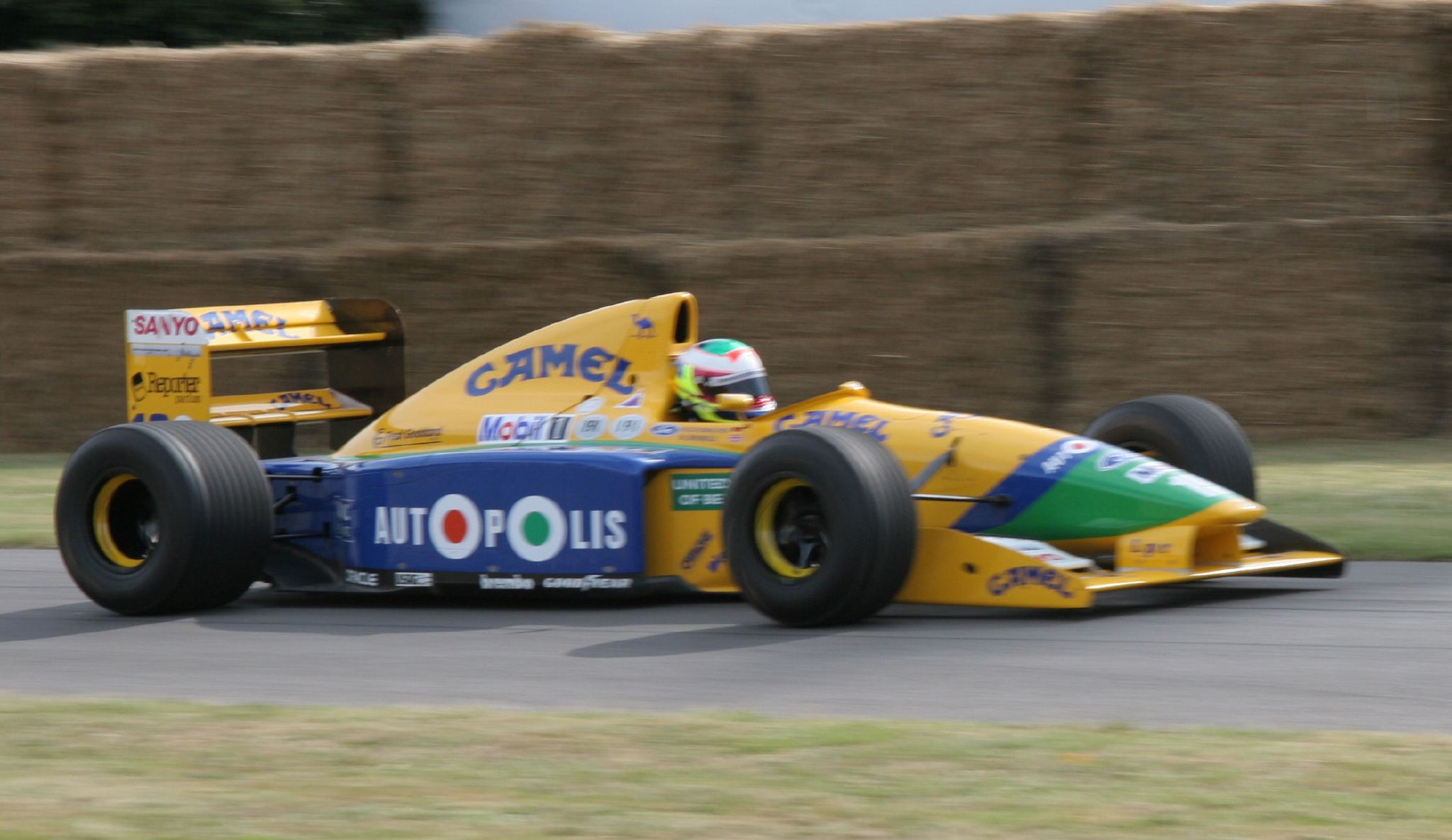
La Benetton B191 avec laquelle Schumacher marque ses premiers points en Formule 1.

À Monza, Schumacher est de nouveau le centre de l'attention du monde de la Formule 1 en dominant son triple champion du monde de coéquipier tout au long des essais et en se qualifiant septième, juste devant lui, alors qu'il n'a découvert la Benetton B191 en essais privés à Silverstone que le mardi précédant le Grand Prix d'Italie, lors desquels il bat le record du tour de Piquet, à tel point que Giorgio Ascanelli, l'ingénieur de piste de Piquet, lui exhorte de ne pas pousser autant la voiture. En course, l'Allemand se révèle être le « meilleur des autres » face aux dominants pilotes des écuries McLaren, Williams et Ferrari avec qui il tient le rythme et termine cinquième, devant Piquet, marquant ses deux premiers points en Formule 1,,. Le jeune Allemand devient alors le pilote de référence de Benetton, tandis que Piquet, alors considéré comme performant lorsqu'il était face à Moreno, semble condamné à la retraite en fin d'année. Schumacher, dont la faculté d'adaptation à la Formule 1 surprend les observateurs, explique que « la vitesse de passage en courbe, le freinage et l'accélération sont bien un peu supérieurs aux voitures d'endurance, mais pas tant que ça. Et la manière de régler les voitures est identique », des propos qui surprennent les acteurs de la discipline-reine du sport automobile, qui se perçoit comme bien plus exigeante que les autres. Conscient que son aisance auprès des médias et que son aplomb envers les autres pilotes est parfois perçu comme de l'arrogance, il reconnait néanmoins que ses débuts prometteurs s'expliquent autant par son talent que par la qualité de son matériel : « Sans la bonne voiture, la bonne équipe, vous ne pouvez pas aller loin. J'ai eu de la chance d'avoir pu montrer mon potentiel ; si au lieu d'une Jordan ou d'une Benetton, j'avais eu une Coloni [alors une monoplace abonnée aux non-préqualifications], qu'aurais-je pu faire ? ». En outre, Piquet ignore totalement son jeune équipier et ne prend part aux debriefings que lorsque celui-ci n'est plus dans les parages,.
Au Portugal à Estoril, il se classe sixième, derrière Piquet, et récidive à Barcelone lors du Espagne : montrant à nouveau sa faculté d'adaptation en dominant la première séance d'essais libres sur un circuit inédit au calendrier du championnat du monde, il est cinquième des qualifications, reléguant Piquet, dixième, à une seconde. En course, il profite des bonnes performances de ses gommes Pirelli et double Ayrton Senna (McLaren) et Riccardo Patrese (Williams) pour occuper la troisième place derrière Gerhard Berger (McLaren) et Nigel Mansell (Williams), qu'il prend en chasse. Or, sa Benetton part en aquaplanage au tiers de l'épreuve et rentre dans le rang, finissant sixième. Les observateurs découvrent alors la dextérité du pilotage du jeune Allemand sous la pluie : désormais comparé à Gilles Villeneuve, ceux-ci estiment qu'il aurait pu remporter son quatrième Grand Prix sans son tête-à-queue,,,.
Schumacher connaît néanmoins une fin de saison plus difficile : à Suzuka, au Japon, il perd le contrôle de sa monoplace alors qu'il aborde le difficile virage du 130R à 310 km/h, et percute le mur par l'arrière. Le souffle coupé, souffrant de multiples contusions et ecchymoses au cou, l'Allemand considère cet accident comme le plus dur de sa carrière : « Evidemment, quand j’ai retrouvé ce virage, je l’ai abordé plus prudemment, pas aussi rapidement. Mais je me suis repris pour finalement retrouver le même état d’esprit qu’avant. Tout va bien pour moi à partir du moment où je sais pourquoi un accident est survenu ». Portant une minerve le reste de l'épreuve, il abandonne à la suite de la casse de son moteur Ford-Cosworth au 35e tour,. Enfin, sous le déluge de l'ultime manche de la saison, à Adélaïde en Australie, il part en tête-à-queue au sixième tour en tentant de dépasser son équipier, emboutit la Ferrari d'Alesi et termine sa course dans le mur de béton. Finalement, Schumacher se classe quatorzième du championnat des pilotes avec quatre points marqués pour six Grands Prix disputés et en ayant dominé ses deux équipiers.

#### 1992: le début de la rivalité Schumacher-Senna, première victoire en Belgique

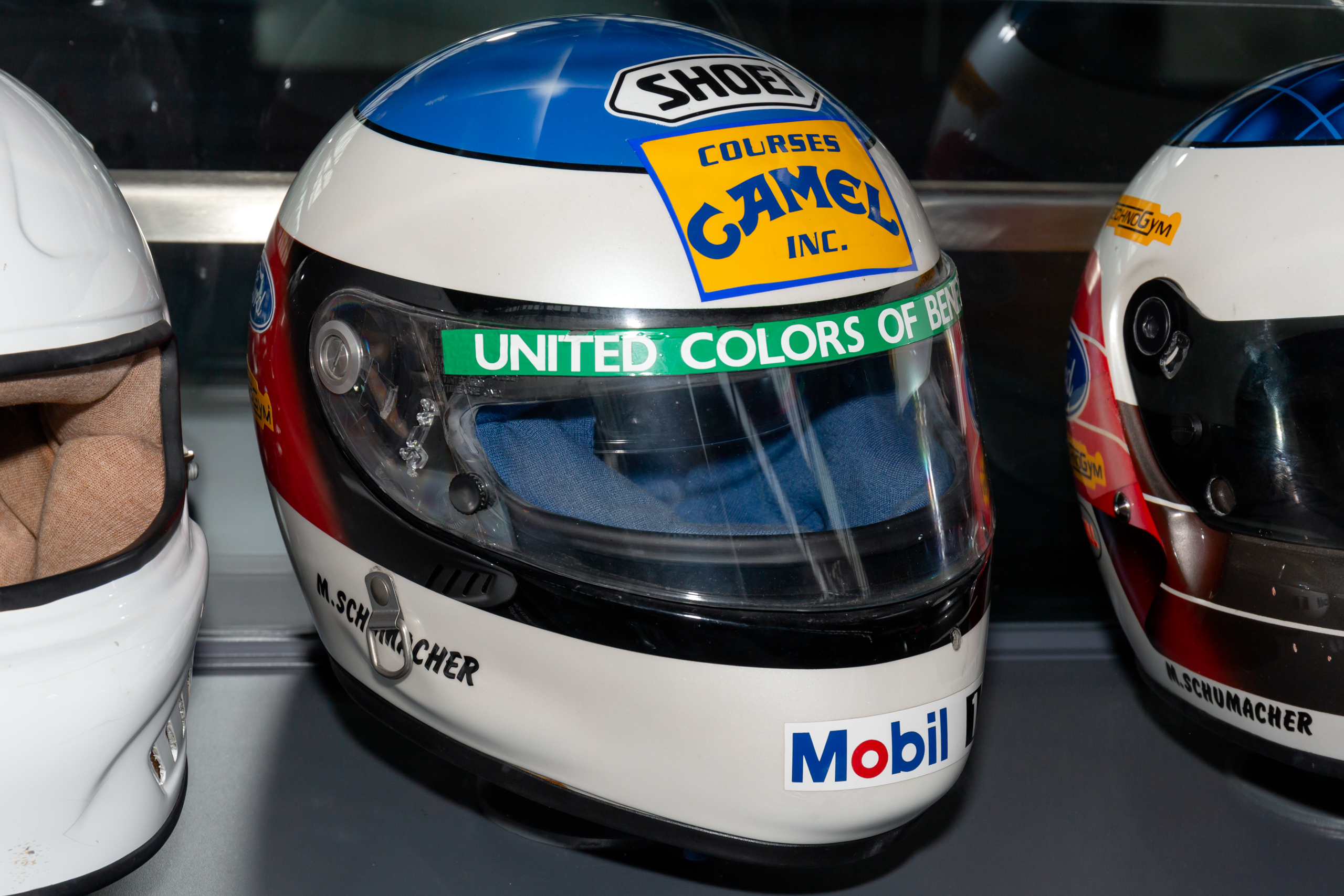
Le casque intégral porté par Schumacher en 1992, dont le design est signé Sid Mosca.

En novembre 1991, lors d'une fête donnée à Kerpen, où il vit toujours avec ses parents qu'il aide au restaurant familial, Schumacher entame une relation avec Corinna Betsch, l'ancienne compagne de Heinz-Harald Frentzen qui ne digère pas cette idylle, pensant que Corinna l'a quitté car sa carrière était au point mort. Le jeune couple, lassé des intrusions des journalistes et de ses supporters dans sa vie privée, déménage à Monaco,,.
L'intersaison 1991-1992 est marquée par l'annonce, par l'écurie Sauber au mois de février, de son arrivée en Formule 1 en 1993. L'équipe suisse doit engager en course des monoplaces conçues et motorisées par Mercedes, qui, en difficultés financières, renonce à s'engager directement sous son nom propre et cède les plans de la future Sauber C12 à Peter Sauber. Ce dernier annonce que Karl Wendlinger et Michael Schumacher piloteront pour lui, mais Flavio Briatore, le patron de Benetton Formula, s'oppose à cette manœuvre, expliquant que c'est bien Sauber, et non Mercedes, qui rejoint la discipline-reine du sport automobile. Pour autant, Jochen Neerpasch précise que le contrat de Schumacher stipule que ce dernier doit être libéré par l'équipe britannique si Mercedes engage des voitures en Formule 1, peu importe l'équipe qui exploite ce matériel. En outre, le pilote allemand ne souhaite pas non plus retourner chez Sauber, décision actée par Norbert Haug, le directeur de la compétition de Mercedes, qui décide de ne pas intenter d'action en justice pour faire appliquer le contrat liant Schumacher à la structure germano-suisse,,.

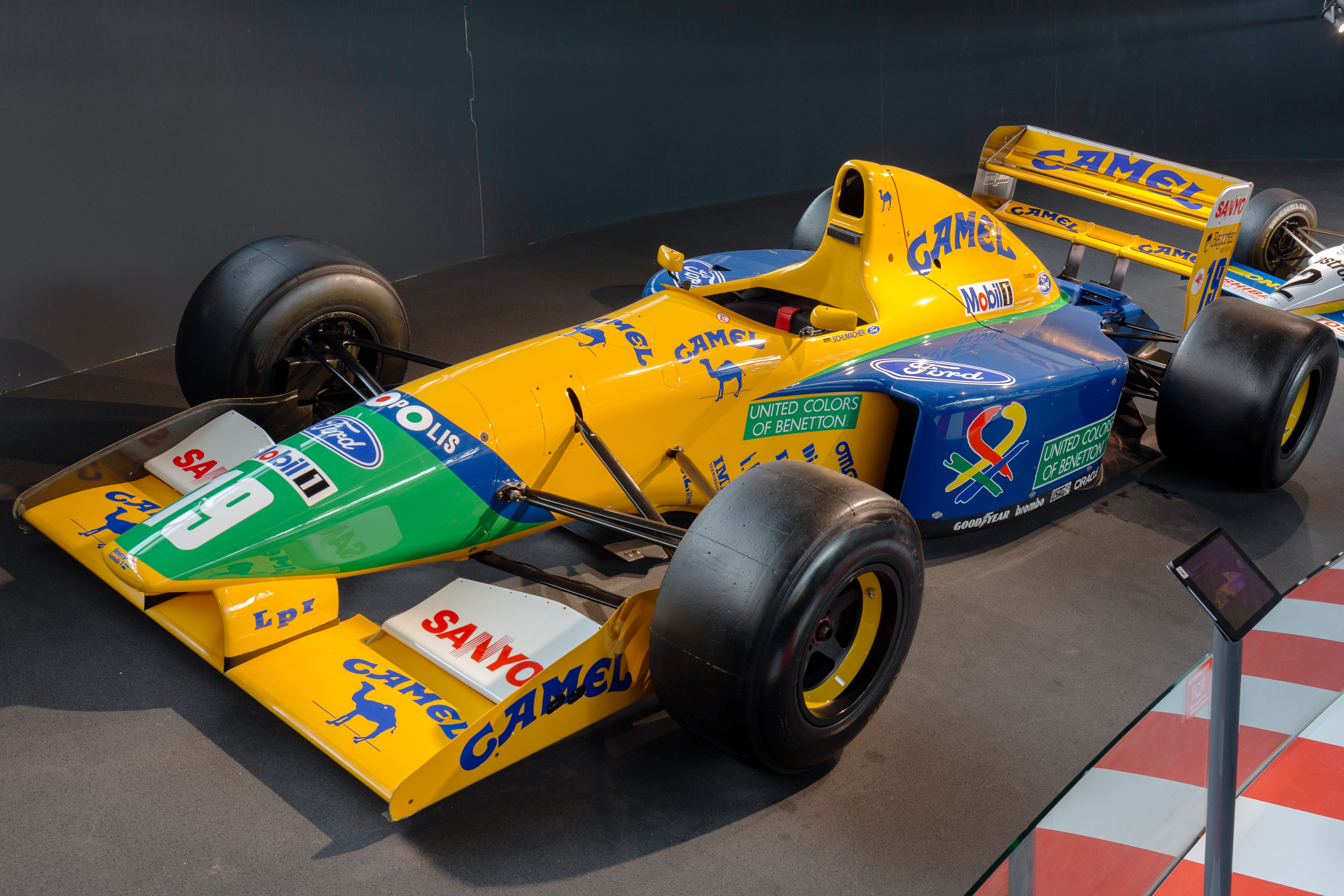
La Benetton B191B avec laquelle Michael Schumacher décroche son premier podium en Grand Prix.

En 1992, Benetton, alors en déficit budgétaire, affiche des ambitions mesurées, eu égard à un moteur V8 Ford-Cosworth moins performant que les blocs V12 Honda de McLaren, les V12 de la Scuderia Ferrari et le V10 Renault de Williams. En outre, l'équipe britannique commence le championnat avec la B191B, adaptation du châssis de la saison précédente, en attendant que Ross Brawn, le nouveau directeur technique, et son adjoint Rory Byrne, finalisent la nouvelle B192, confiée à Schumacher et à son nouvel équipier, Martin Brundle,. Malgré ces faiblesses techniques, Schumacher se distingue dès la manche inaugurale en Afrique du Sud, où qualifié sixième, Schumacher termine quatrième en dominant largement son équipier. Au Mexique, l'Allemand obtient son premier podium en Formule 1 après huit participations en se classant troisième après s'être élancé de cette même position depuis la ligne de départ et joué les troubles-fêtes face aux intouchables pilotes Williams-Renault Nigel Mansell et Riccardo Patrese lors des essais,.
Deux semaines plus tard, sur le circuit d'Interlagos au Brésil, Schumacher, surnommé « le petit Mozart de la Formule 1 » par les observateurs, défie Ayrton Senna devant son public, celui qu'il considère comme son principal adversaire à moyen terme pour atteindre le titre mondial. Cinquième des qualifications, l'Allemand tente dès le premier virage de dépasser la Williams de Mansell, alors qu'il se fait déborder par Senna, qui le touche. Le Brésilien, dont le moteur Honda connaît quelques problèmes, est rapidement dépassé par le pilote Benetton, mais reprend rapidement le dessus sur celui-ci. Senna bouchonne alors un groupe de plusieurs pilotes menés par Schumacher. Finalement, l'Allemand lance une dernière attaque, concluante, sur le triple champion du monde au treizième tour, alors que ce dernier abandonne sur problème électrique, et termine troisième, à un tour des pilotes Williams. Bien que satisfait de ce deuxième podium consécutif, Schumacher s'en prend ouvertement à Senna devant les journalistes brésiliens : « J'étais plus rapide que lui et il a joué une sorte de jeu, ce qui m'a surpris, je ne m'attendais pas à ce genre de pilotage de la part d'un triple champion du monde. Lors des dix premiers tours, il allait aussi vite qu'il pouvait mais ensuite ce fut très difficile pour moi de doubler. Il freinait dans le virage lent puis accélérait et s'échappait dans la ligne droite. Finalement, quand il m'a permis de dépasser, il a pris l'aspiration et m'a redoublé. Ce style de pilotage a donné aux autres derrière moi l'opportunité de me doubler et ça me contrarie ». Ces déclarations arrivent aux oreilles d'un Senna livide,, qui quelques mois plus tard, explique qu'il n'apprécie guère que ce « jeune idiot » règle ses comptes devant la presse au lieu de venir s'expliquer avec lui, l'invitant à consulter la télémétrie. Dans le même temps, Luca di Montezemolo tente d'approcher Schumacher pour lui offrir un volant au sein de la Scuderia Ferrari,,,,.

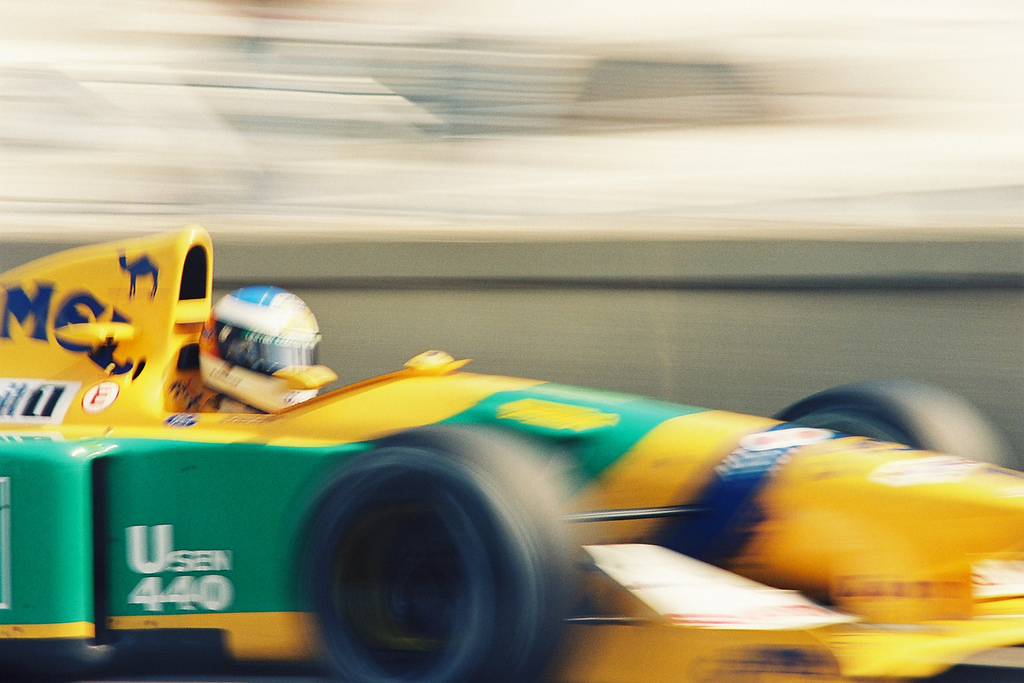
Schumacher au volant de la Benetton B192 sur le circuit de Monaco.

Un mois plus tard, en Espagne, au volant de la nouvelle Benetton B192 préparée pour lui, bien que dépourvue de suspension active à l'instar des autres bolides du haut du tableau, Schumacher se qualifie en première ligne pour la première fois de sa carrière, malgré une sortie de piste lors des essais, détruisant sa nouvelle voiture. Élancé depuis la deuxième place, il prend un mauvais départ et perd deux places. Après un dépassement d'autorité sur Jean Alesi et l'abandon de Riccardo Patrese, l'Allemand profite des fortes intempéries pour réduire son retard sur Nigel Mansell qui a réduit son rythme de course, sans pour autant chercher à rattraper le pilote Williams et risquer la sortie de piste, pour terminer deuxième de l'épreuve. Mansell justifie alors cette baisse de régime en milieu de course en expliquant que le « gamin » a sans doute trouvé un raccourci, mais la plaisanterie laisse de marbre son cadet,. Sur le rapide circuit d'Imola, à Saint-Marin, le novice allemand, malgré le bénéfice du nouveau moteur V8 Ford-Cosworth HBA VII, est devancé par son équipier Martin Brundle. Cherchant à le dépasser, il part en tête-à-queue et abandonne, ayant détruit ses suspensions. Deux semaines plus tard, dans les rues monégasques, il termine quatrième après une lutte face à Patrese et un accrochage avec Alesi en début de course, en tentant de le dépasser dans l'épingle de Loews. Il retrouve ensuite le podium en finissant deuxième au Canada.
Les manches estivales s'avèrent plus compliquées pour Schumacher : en France à Magny-Cours, l'Allemand tente de dépasser Ayrton Senna par l'intérieur dans le virage d'Adélaïde, mais le Brésilien se rabat. Schumacher poursuit néanmoins sa manœuvre et accroche le triple champion du monde. S'il s'en tire avec un aileron avant arraché, Senna abandonne. La course étant interrompue momentanément à cause de la pluie, Senna se rend à la rencontre du pilote Benetton, lui expliquant qu'il a fait une « grosse erreur, pire encore qu'au Brésil, avec des pneus et des freins froids » et qu'il aurait pu déclencher une catastrophe. Surtout, le pilote McLaren, n'ayant pas digéré les propos de Schumacher à Interlagos, lui signifie qu'il vient directement parler de ces problèmes, au lieu de passer par les médias. En réalité, Senna, conscient que Schumacher s'affirme désormais comme son futur grand rival, cherche à donner une leçon au jeune pilote, espérant « l'avoir effrayé et que cela le ralentira un peu » et qu'il lui a porté le « mauvais œil ». En effet, lors de la deuxième partie de la course, Schumacher accroche Stefano Modena (Jordan), toujours à Adélaïde, et abandonne à son tour. Sermonné par Flavio Briatore, il présente ses excuses à Senna après la course, avouant qu'il est allé trop vite dans ce virage,,. Néanmoins, il ne se laisse pas intimider : deux semaines plus tard, à Silverstone, où il termine quatrième, il explique que « si quelqu'un fait une erreur à mes yeux, je dois le dire », même si c'est au sujet de Senna. La confrontation atteint son point d'orgue lors d'une séance d'essais à Hockenheim en marge du Grand Prix d'Allemagne : Senna gêne Schumacher dans son tour rapide en roulant lentement, puis en mettant brusquement les gaz, l'obligeant à freiner brutalement. Plus tard dans la journée, le scénario inverse se reproduit et Schumacher pile devant les stands, manquant d'être percuté par le Brésilien. Ulcéré par ce qu'il considère comme un manque de respect à son égard, le triple champion du monde s'explique violemment avec l'Allemand et lui assène un coup de poing, que celui-ci esquive. Des mécaniciens interviennent pour séparer les deux antagonistes. Il s'ensuit alors un entretien privé entre les deux hommes, qui règlent finalement à l'amiable leur contentieux,.
La manche germanique suscite l'engouement des Allemands pour leur pilote national, à qui ils réclament autographes et photographies, alors que la presse teutonne épluche sa vie privée. Adulé comme l'ont été Rudolf Caracciola et Bernd Rosemeyer dans les années 1930, Schumacher termine troisième à Hockenheim, après avoir lutté contre Patrese et Brundle, devant 100 000 de ses compatriotes. Ému par ce soutien, l'Allemand déclare : « lorsque je suis entré pour la première fois dans le Stadium au volant de la Benetton-Ford, j'ai ressenti une émotion très particulière »,,. Trois semaines plus tard, en Hongrie, il file vers une quatrième place finale lorsqu'en fin de course, surpris par le freinage de Gerhard Berger (McLaren), il freine brusquement à son tour et est percuté par l'arrière par Brundle, sans dommage immédiat, mais dans la longue ligne droite des stands, son aileron arrière s'envole : il perd le contrôle de sa Benetton et finit dans les graviers.

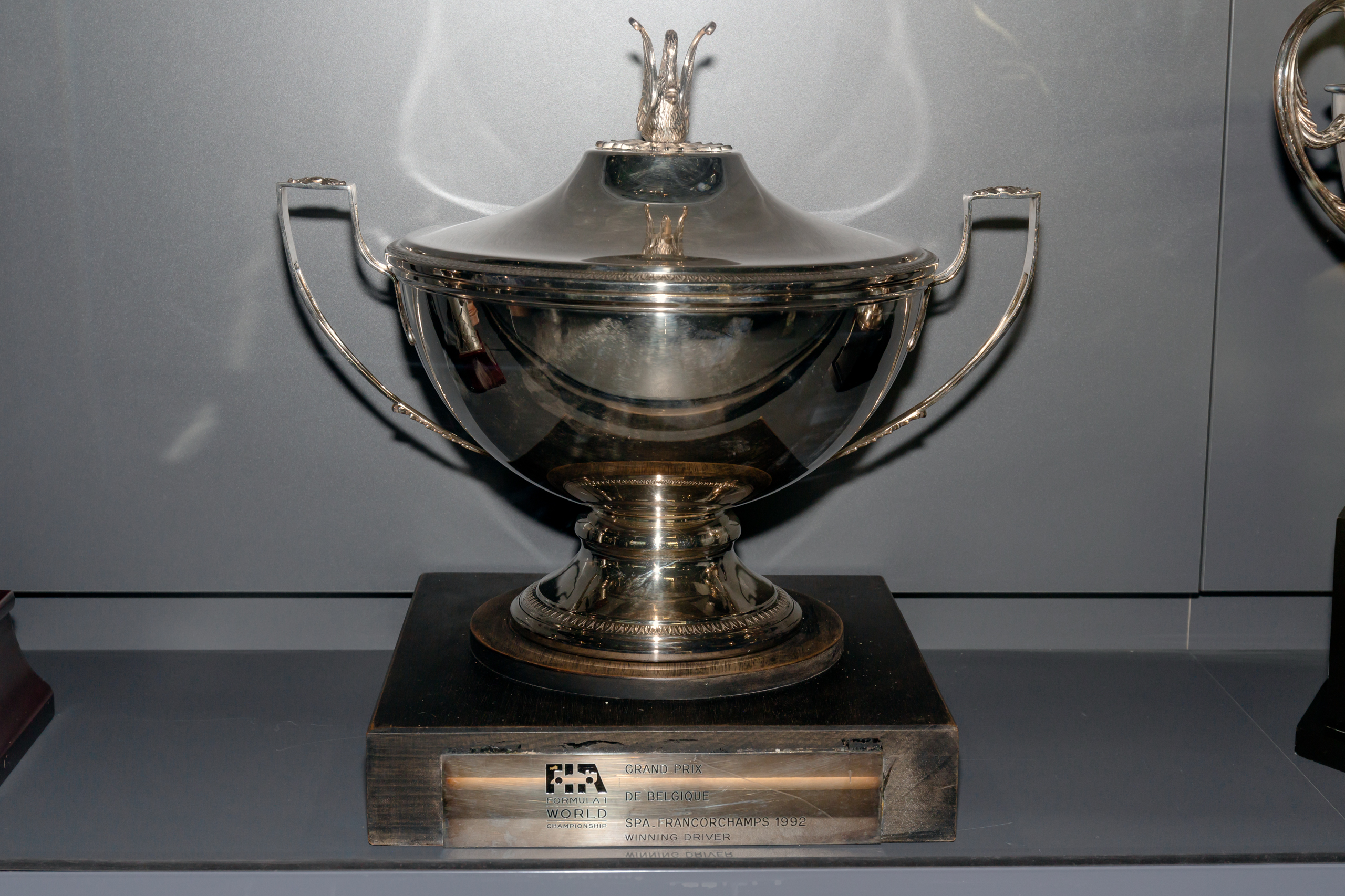
Le trophée du vainqueur du Grand Prix de Belgique 1992, premier succès de Schumacher en Formule 1.

C'est finalement un an après ses débuts en Formule 1 que Michael Schumacher remporte son premier Grand Prix, en Belgique, sur le circuit de Spa-Francorchamps qui l'a vu faire ses débuts. Troisième des qualifications, alors convaincu qu'il peut enlever la course, l'Allemand conserve cette position jusqu'au vingt-neuvième tour, où il cède sa position à Brundle après être parti à la faute à Stavelot. Il se dit alors qu'il ne gagnera pas la course. Néanmoins, observant l'usure des pneus pluie de son équipier, il chausse alors les pneus slicks. Sur une piste s'asséchant, il affiche alors un rythme de cours supérieur aux pilotes Williams, qui roulent en pneus pluie. Mansell et Patrese changent leurs gommes tardivement, laissant les commandes de la course à l'Allemand à dix tours de l'arrivée et jusqu'au drapeau à damiers. Également auteur de son premier meilleur tour en course, il s'agit du premier succès d'un pilote allemand depuis celui de Jochen Mass lors du Grand Prix d'Espagne 1975. Ému aux larmes par cette prestation qu'il considère comme une victoire à domicile, félicité tant par Briatore, Webber, Jürgen Dilk, devenu président de son fan club, que par Senna et Mansell, Schumacher s'accorde une semaine de vacances aux îles Canaries pour fuir les sollicitations des médias allemands,,,.
En septembre, Schumacher, malgré un accrochage au départ avec Thierry Boutsen (Ligier) effectue une belle remontée de la vingt-cinquième à la troisième place du Grand Prix d'Italie après avoir démenti les rumeurs le liant à McLaren pour 1993,. Au Portugal, il finit septième après s'être élancé depuis la voie des stands à la suite d'un changement de moteur. Fin octobre, à Suzuka au Japon, Schumacher essuie son unique abandon de la saison, à cause d'une rupture de boîte de vitesses. Enfin, en Australie, à la lutte pour la victoire avec Berger, l'Allemand prend la deuxième place et réalise le meilleur tour en course, achevant ainsi le championnat en se classant troisième avec 53 points, derrière les deux pilotes Williams et à trois unités de Patrese,.

#### 1993: deuxième victoire au Portugal

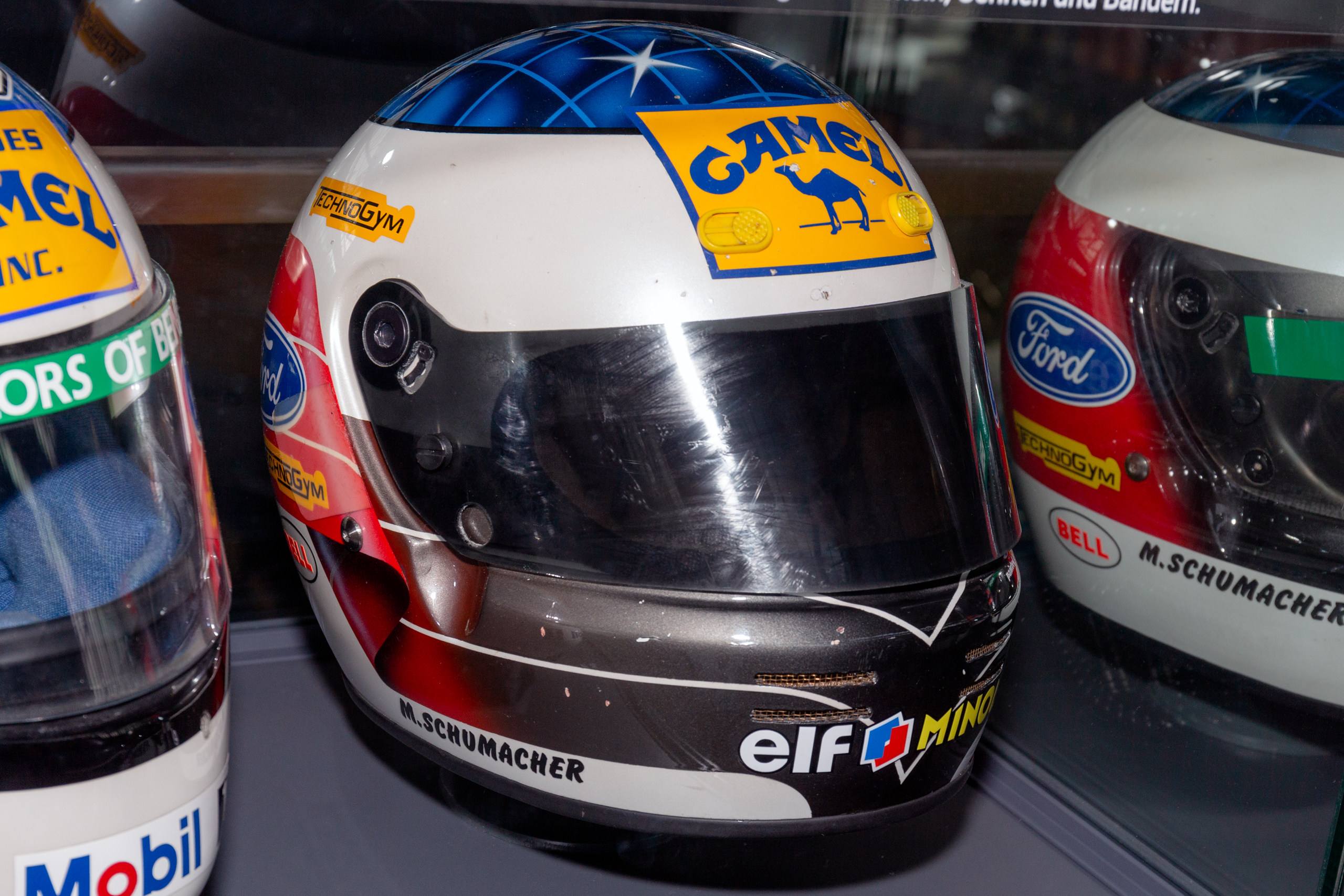
Le casque porté par Michael Schumacher en 1993.

Pour 1993, avec le retrait de Honda qui fournissait les moteurs de l'écurie McLaren, Benetton apparaît comme la principale rivale de Williams-Renault, qui bénéficie du retour d'Alain Prost, annoncé comme le grand favori du championnat. La nouvelle Benetton B193 est confiée à Schumacher et au vétéran italien Riccardo Patrese, transfuge de Williams. Évolution de la B192 et équipée du moteur V8 Ford-Cosworth, la B193 est dotée de nombreuses assistances électroniques au pilotage : boîte de vitesses semi-automatique, contrôle électronique de transmission, suspension active et freins antiblocage. Lors de la présentation de cette monoplace, Benetton, disposant désormais d'une nouvelle usine à Enstone, ambitionne de remporter quelques victoires avant de viser le titre mondial en 1994. En outre, une version B de la B193 doit être alignée dès le début de la saison européenne,,,.
Pour autant, bien que Prost considère Benetton et Schumacher comme ses principaux adversaires à l'issue des essais d'intersaison, le Grand Prix d'Afrique du Sud, manche inaugurale du championnat du monde disputée à Kyalami, met au jour une B193 incapable de rivaliser avec la Williams FW15C et moins performante que la McLaren MP4/8 d'Ayrton Senna, équipée d'un bloc Ford-Cosworth client moins puissant que celui utilisé par Benetton. Troisième des qualifications derrière Prost et Senna, Schumacher livre une bataille en piste contre le Brésilien tout au long de l'épreuve : à mi-course, alors qu'il tente un dépassement autoritaire, Senna lui ferme la porte, entraînant un léger accrochage. Schumacher part en tête-à-queue dans le bac à graviers et abandonne. L'Allemand souhaite se plaindre auprès des commissaires de course, mais Flavio Briatore et Tom Walkinshaw l'en dissuadent, sachant qu'une telle procédure n'aboutirait pas. Il admet finalement une erreur de pilotage, tandis que Senna reconnaît que son adversaire était plus rapide que lui et aurait pu le dépasser plus tard,.

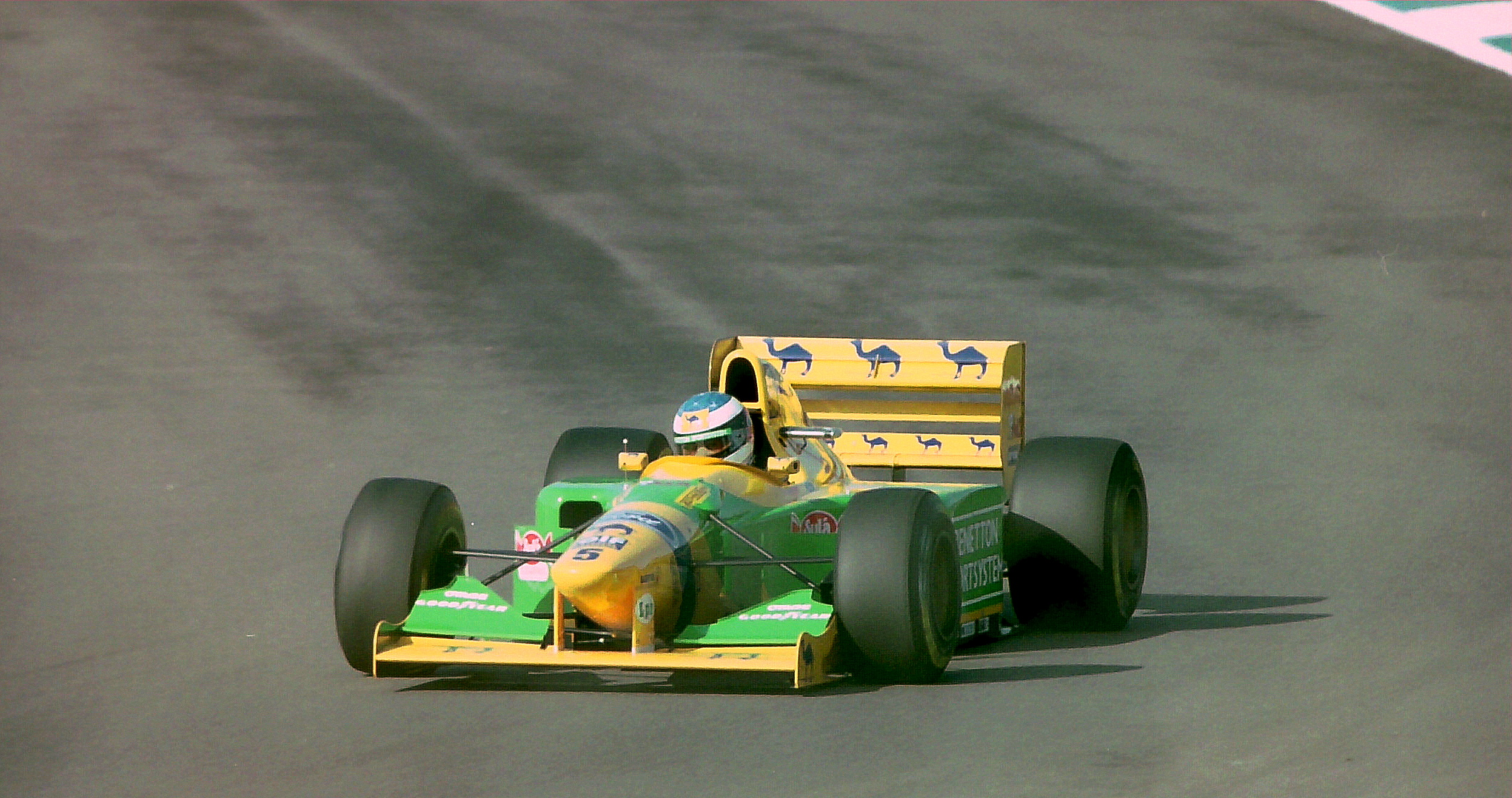
Malgré un moteur Ford-Cosworth plus performant, Schumacher, ici au Grand Prix d'Europe 1993, est dominé toute la saison par Ayrton Senna.

Cette première manche du championnat pose les fondations d'une saison écrasée par Prost et la supériorité technique de Williams, et d'une rivalité entre Senna et Schumacher (qui prend de plus en plus le Brésilien pour modèle), attisée par l'antagonisme entre Benetton et McLaren, qui se disputent au sujet du moteur Ford, la première disposant d'un contrat d'exclusivité pour disposer du bloc HB VII de dernière génération, tandis que la seconde, se contentant d'un statut d'écurie cliente, ne possède que la version HB VI également fournie à Minardi et Lotus et dont l'équipe britannique estime le déficit de puissance à trente chevaux. Senna, qui estime que « chaque course disputée avec le moteur classique est une course de perdue », menace de quitter la Formule 1 si Benetton n'autorise pas Ford à céder son moteur le plus puissant, ce que Flavio Briatore refuse catégoriquement, puisqu'il a financé une partie de son développement,,.
Cela n'empêche par Senna de remporter, sous la pluie, le Grand Prix du Brésil, tandis que Schumacher, en difficulté lors de son premier arrêt où sa B193 est tombé de son cric pendant que les mécaniciens changeaient les pneumatiques, fait une remontée dans le peloton, obtient le meilleur tour en course et termine troisième après une lutte pour le podium contre Johnny Herbert (Lotus) dans les derniers tours de la course,. Lors de la manche suivante, disputé sous des trombes d'eau à Donington Park, Schumacher, au volant d'une B193B plus légère mais dépourvue d'antipatinage, abandonne au vingt-troisième tour : il bloqué ses roues arrière, part en tête-à-queue et s'enlise dans le bac à graviers.

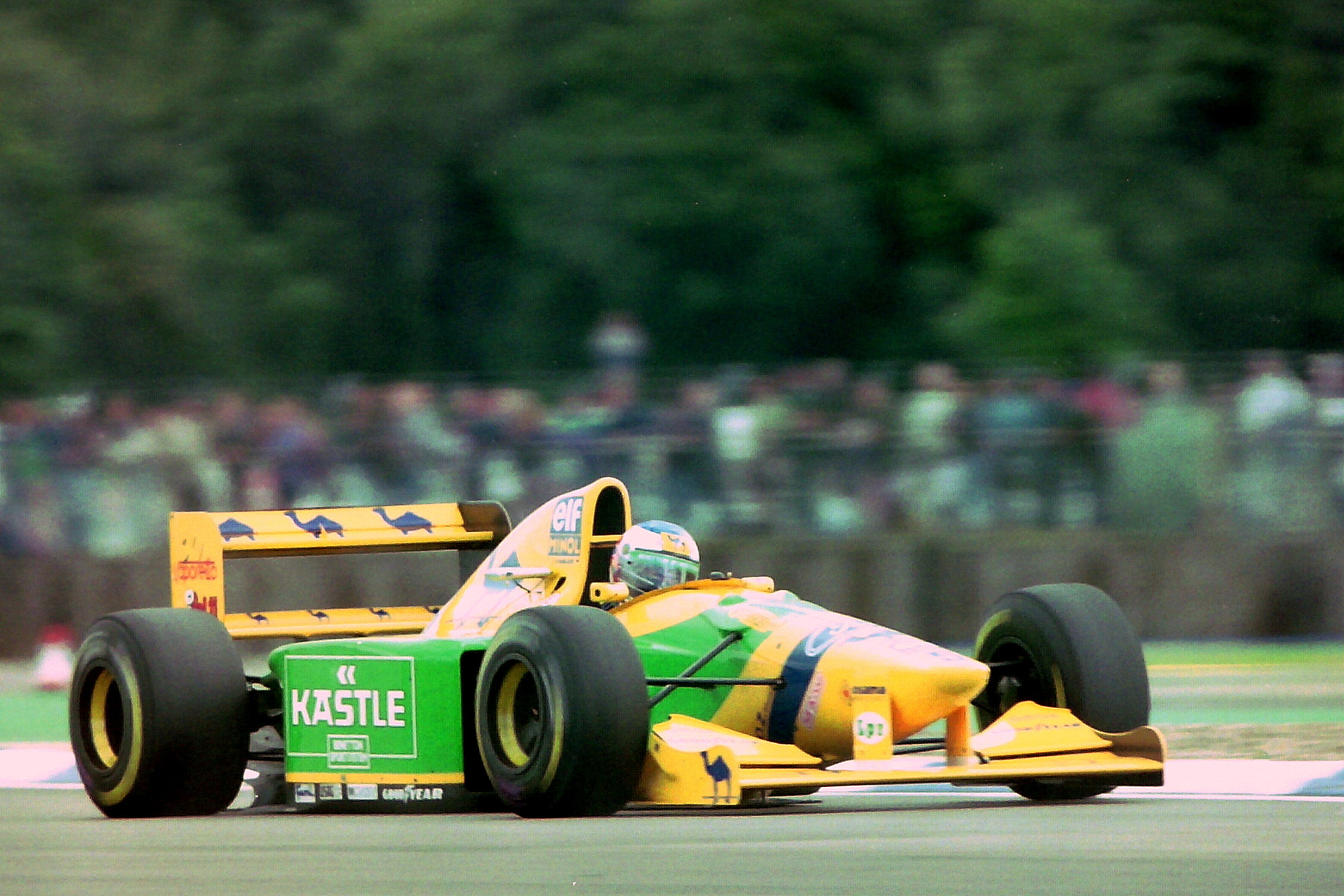
Schumacher à bord de la Benetton B193B lors des essais du Grand Prix de Grande-Bretagne 1993.

À Saint-Marin, la querelle entre Benetton et McLaren reprend : cette dernière obtiendra le moteur Ford-Cosworth HB VII à partir du Grand Prix de Grande-Bretagne, au moment où Benetton disposera du nouveau bloc HB VIII, ce qui provoque la colère de Ron Dennis. À l'issue des essais du vendredi, celui-ci porte réclamation au sujet des pneumatiques Goodyear « E » expérimentaux utilisés par Schumacher et obtient l'annulation des temps obtenus par le pilote Benetton. Bernie Ecclestone, vice-président de la Fédération internationale de l'automobile et détenteur des droits commerciaux de la Formule 1, convoque Dennis et Briatore dans le camion atelier de Goodyear et les somme de cesser leurs querelles pour préserver l'image de la discipline. En outre, Ecclestone intervient auprès de la direction de course afin que Schumacher récupère ses chronos. En piste, l'Allemand termine deuxième de l'épreuve,,. Il monte ensuite sur la troisième marche du podium en Espagne, après avoir tenté une remontée sur Senna et glissé sur une flaque d'huile en fin de course qui lui a fait perdre toute chance de rattraper le Brésilien,.

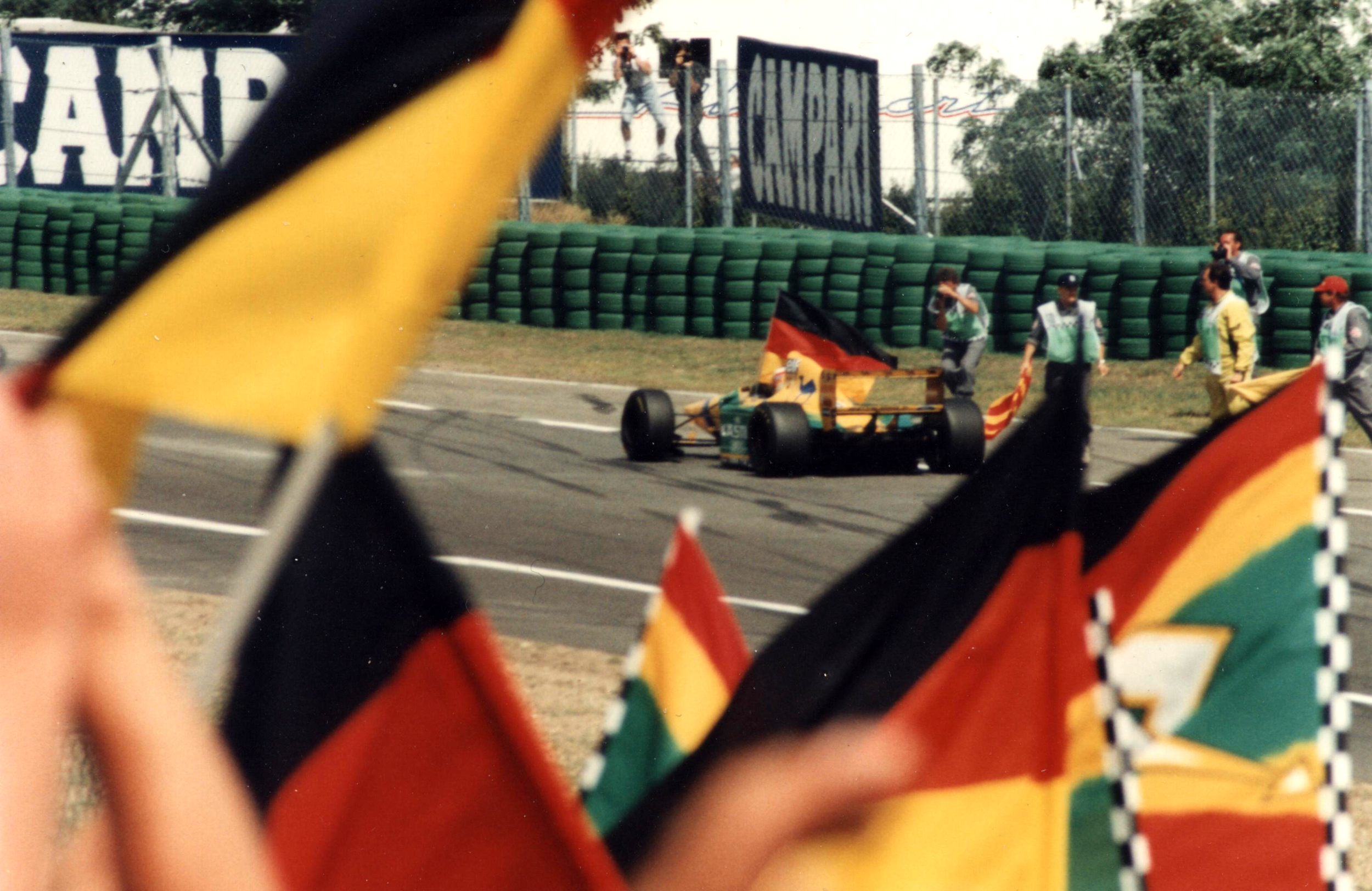
La célébration de la deuxième place de Schumacher, devant son public, au Grand Prix d'Allemagne 1993.

À partir du Grand Prix de Monaco, les B193B sont équipées de l'antipatinage, qui permet d'améliorer les performances en piste de la voiture. Deuxième des qualifications, Schumacher profite de l'abandon d'Alain Prost (Williams) pour s'emparer de la tête de l'épreuve. Malgré une confortable avance sur Senna, il abandonne à son tour, à la suite d'une fuite du liquide hydraulique de la suspension active, qui provoque un début d'incendie sur sa monoplace. Il concrétise ensuite avec une série de podiums : deuxième au Canada, Schumacher réalise le meilleur tour en course et bat le record du circuit, malgré un problème d'antipatinage au départ, puis troisième en France et en Grande-Bretagne,,,. Cette série se termine en Allemagne : disposant du nouveau moteur V8 Ford-Cosworth HB VIII, il finit deuxième devant 100 000 spectateurs. La « Schumachermania » s'empare du public teuton qui vient admirer le jeune pilote allemand et acheter les nombreux produits dérivés sous licence officielle, une première en Formule 1, et estampillés « Schumi », lancés par Willi Weber et son agent commercial Michael Spatz, et présentés par le pilote lui-même le jeudi précédent l'épreuve. Schumacher boucle son tour d'honneur en fin de course en brandissant un drapeau allemand, fêtant sa deuxième place comme une victoire devant son public
La suite de la saison s'avère plus contrastée : en Hongrie, Schumacher abandonne à la suite de deux sorties de piste provoquées par deux tête-à-queue, entraînant la casse de sa pompe à carburant. En Belgique, il remonte le peloton à la suite d'un mauvais départ causé par une défaillance de son antipatinage et termine deuxième après deux dépassements autoritaires sur Senna puis Prost,. En Italie, son moteur explose alors qu'il occupait la deuxième place.

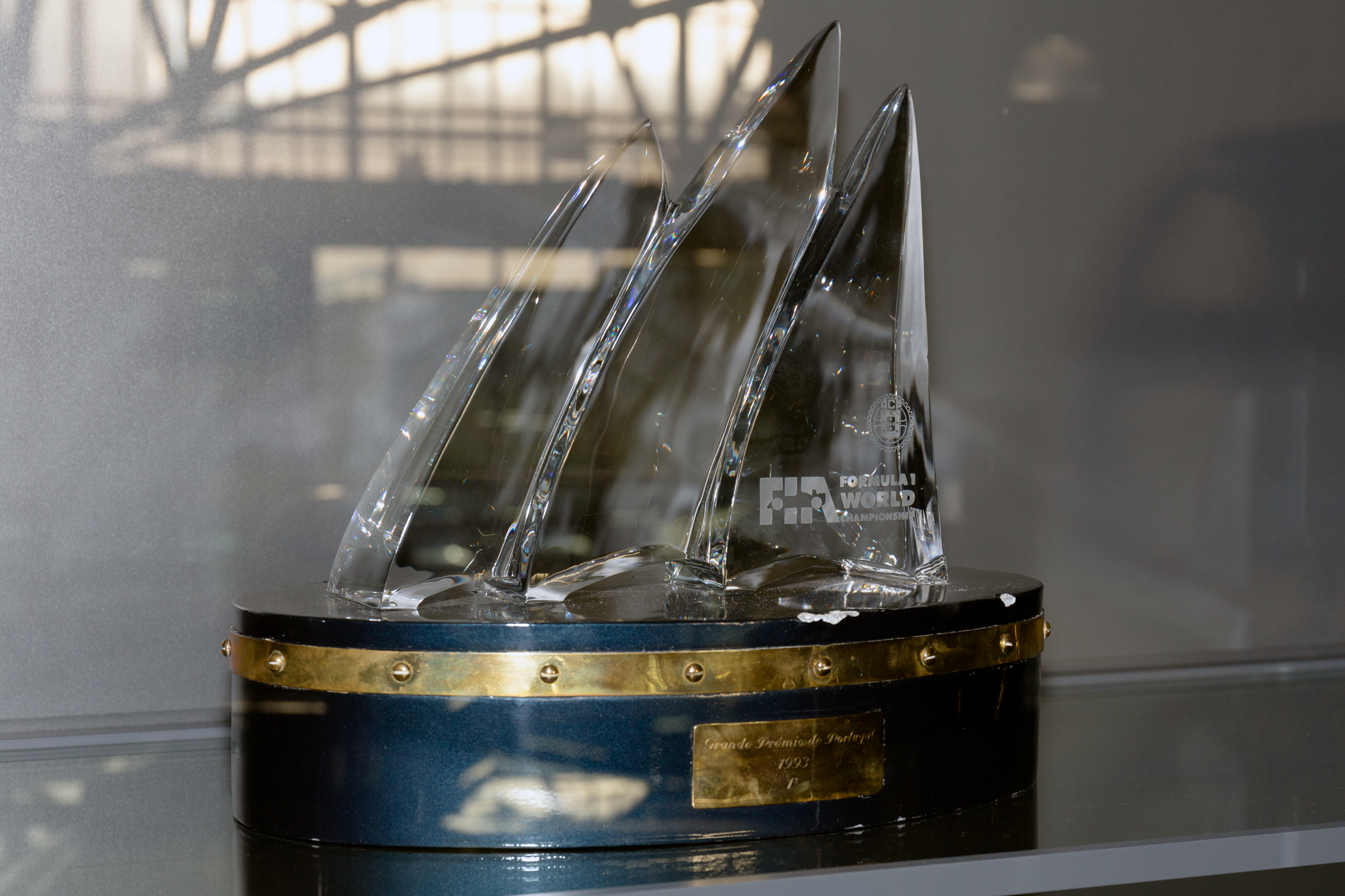
Le trophée du vainqueur du Grand Prix de Portugal 1993, deuxième succès de Schumacher en Formule 1.

L'Allemand atteint néanmoins l'apogée de sa saison lors du Grand Prix du Portugal : après des essais révélant une monoplace instable, Schumacher prend le départ de la course avec le mulet. Optant pour une stratégie osée à un seul arrêt, il remporte la deuxième victoire de sa carrière, juste devant Prost qui obtient son quatrième titre de champion du monde et salue au passage la stratégie de son concurrent. Schumacher décrit son weekend de course : « Pendant 48 heures, je ne savais plus du tout où j'en étais. Nous avons eu tellement de problèmes avec la voiture pendant les deux premières journées d'essais que nous avons travaillé jusqu'à 23 heures hier soir pour examiner les données, pour essayer de comprendre ce qui n'allait pas avec la voiture. Même quand je m'endormais, j'avais tous ces chiffres qui défilaient devant mes yeux. Lors du warm-up, nous sommes passés au mulet et je dois dire que c'était une décision parfaite. Au départ, nous avions prévu deux arrêts, mais quand je me suis retrouvé devant Alain, j'ai tout fait pour ne plus stopper. J'ai pris mille précautions pour préserver mes pneus. Jusqu'à ce que je vois Alain derrière moi. Alors j'ai attaqué un peu plus »,.
Schumacher termine son année par accrochage au Japon avec Damon Hill en tentant de le dépasser ainsi que Gerhard Berger (Scuderia Ferrari), endommageant son bras de suspension avant gauche, et par une panne moteur pour la dernière manche en Australie,. Auteur de neuf podiums et cinq meilleurs tours en course, Schumacher se classe quatrième du championnat du monde des pilotes avec 52 points, derrière Prost, Senna et Hill, et avec 32 unités de plus que son équipier Riccardo Patrese, limogé par Benetton avant de prendre sa retraite sportive. L'Allemand prolonge son contrat avec l'écurie italo-britannique de deux saisons, jusqu'à la fin de l'année 1996,.

#### 1994-1995: double champion du monde avec Benetton

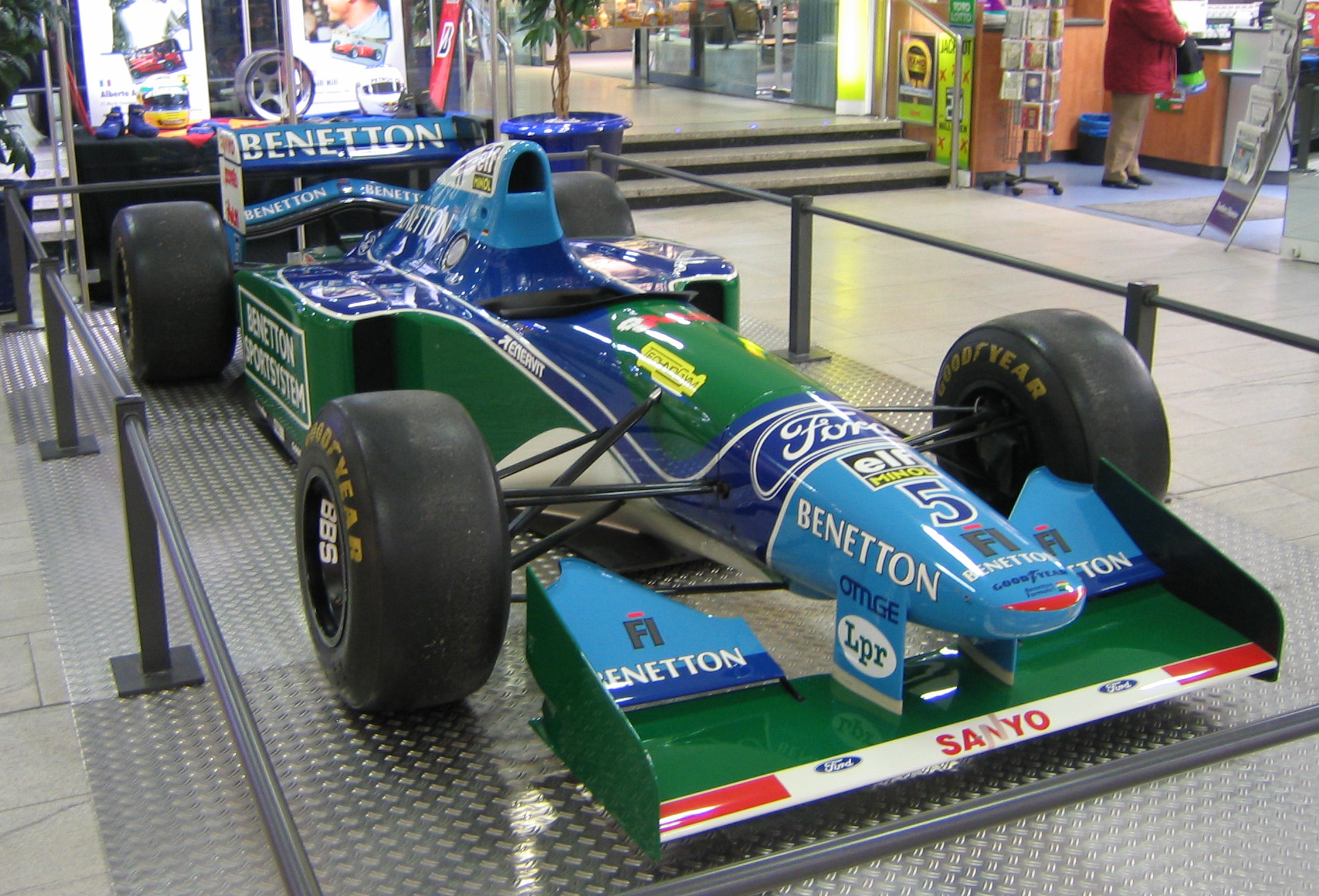
La Benetton B194, monoplace avec laquelle Schumacher est devenu champion du monde pour la première fois en 1994.

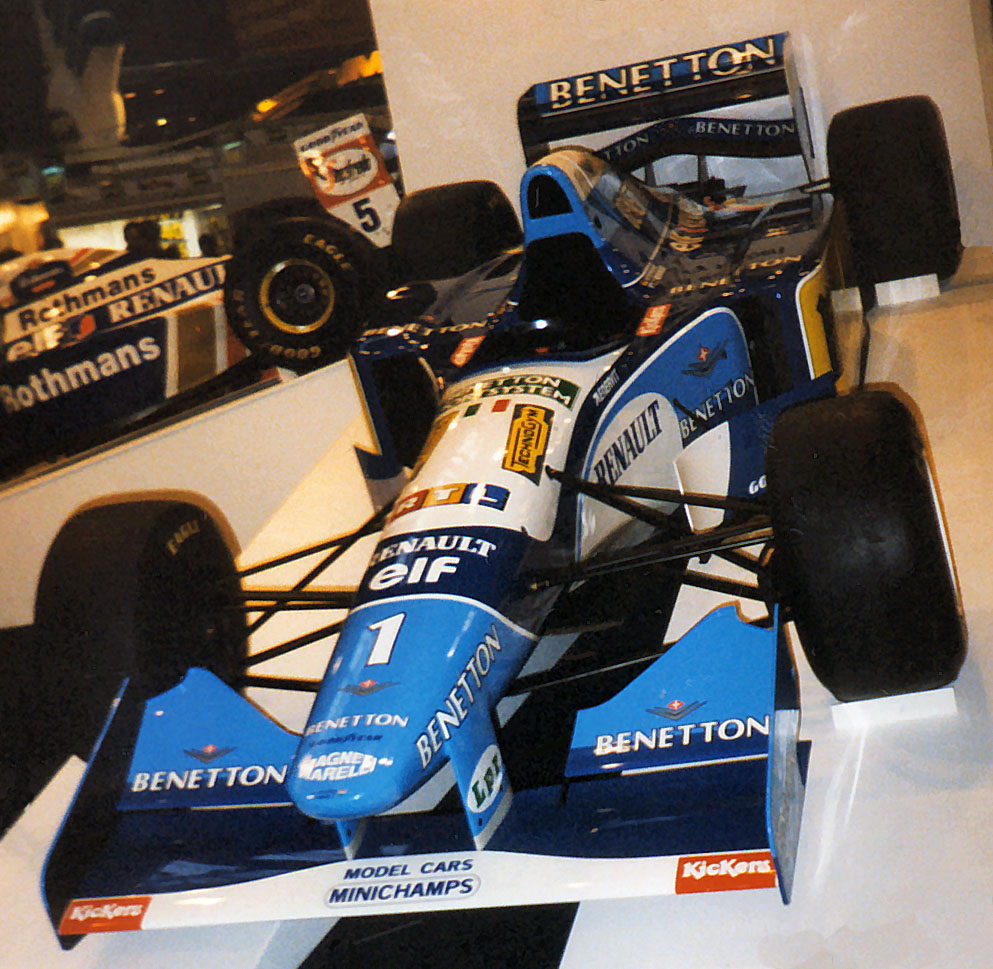
La Benetton B195 de son second titre mondial en 1995.

Début 1994, eu égard à ses impressionnantes prestations lors des essais hivernaux, Schumacher est présenté comme le principal outsider d'Ayrton Senna au championnat. Le duel tant attendu entre les deux meilleurs pilotes du monde va pourtant tourner court, puisque après les deux premières manches de l'année remportées par Schumacher (grâce à une meilleure gestion des arrêts au stand au Brésil, et à l'accrochage entre Larini et Senna au Japon), Senna trouve la mort alors qu'il menait la course à Imola, lieu de la troisième épreuve de la saison. Au sixième tour de la course, Schumacher roule juste derrière le pilote brésilien, quand il le voit perdre le contrôle de sa Williams dans le virage rapide de Tamburello et se fracasser dans le mur. « On a vu tellement d'accidents comme celui-là, même pires » raconte-t-il, « On ne s'attendait pas à ça. On se disait, il a peut-être un bleu sur le bras ou une jambe cassée. Puis on y retourne, ils remettent la grille en place. Personne ne vient nous expliquer quoi que ce soit et on se dit que la course doit continuer ». Il la remporte, et en apprenant avant d'aller sur le podium que l'état de Senna est grave, y apparait très marqué. « On est montés sur le podium, on nous a dit "il est dans le coma", mais le coma, ça peut être beaucoup de choses. Il peut s'en sortir le lendemain. et parce que tu ne crois toujours pas la situation est particulière ou très grave, tu ne l'imagines pas ». La confusion règne longtemps à Imola, mais en fin de journée, il apprend le décès du triple champion du monde brésilien. « Mais je n'y croyais toujours pas, je ne pouvais l'imaginer à ce moment-là Je me disais, non, il va être champion, il manquera une ou deux courses et il reviendra », se souvient-il l'année suivante, la gorge nouée. « Le pire, a a été les deux semaines qui ont suivi, quand j'ai vraiment dû accepter sa mort. C'était totalement insensé ». Il raconte avoir perdu le sommeil et avoir vu la mort à chaque virage du circuit de Silverstone où il était venu dans la foulée pour des essais. Quand en 2000, il remportera avec Ferrari sa 41e victoire à Monza, égalant le total de Senna, il fondra en larmes en conférence de presse à la question d'un journaliste à ce sujet, ne pourra pas la reprendre et celle-ci sera interrompue.
Lors de la suite de cette saison 1994, face à une opposition clairsemée, Schumacher a alors le champ libre pour filer vers sa première couronne mondiale. C'est sans compter sur les ennuis de Schumacher et de Benetton avec le pouvoir sportif. À Silverstone, Schumacher, bien qu'ayant terminé second, est déclassé pour ne pas avoir obtempéré à une pénalité consécutive à une manœuvre illégale (dépassement) lors du tour de formation. Cela lui vaudra une suspension de deux Grands Prix pour non-respect du drapeau noir. Puis, en Belgique, il est disqualifié (il avait terminé premier), les commissaires ayant constaté une usure excessive de la planche de bois située sous la voiture.
Ces différents avatars permettent à l'inattendu Damon Hill, qui endosse avec courage le rôle de pilote Williams numéro 1 depuis la disparition de Senna, de revenir dans la lutte pour le titre. Schumacher doit ainsi attendre l'ultime course de l'année en Australie pour décrocher le titre mondial, titre qui se jouera sur un accrochage avec Damon Hill. Ce dernier était sur le point de le dépasser et de lui prendre le titre mondial puisque l'Allemand venait de partir à la faute et de heurter un muret de béton. Mais malgré ce final chaotique, Schumacher est, avec huit succès (Brésil, Pacifique, St-Marin, Monaco, Canada, France, Hongrie et Europe) en quatorze courses, l'incontestable pilote de l'année.
En 1995, avec sa Benetton désormais équipée du V10 Renault, Schumacher réédite sa domination sur la Formule 1, avec neuf succès (Brésil, Espagne, Monaco, France, Allemagne, Belgique, Europe, Pacifique et Japon), égalant le record de Nigel Mansell en 1992, et un deuxième titre mondial.

### Les années Ferrari

#### 1996-1999: pari osé chez Ferrari

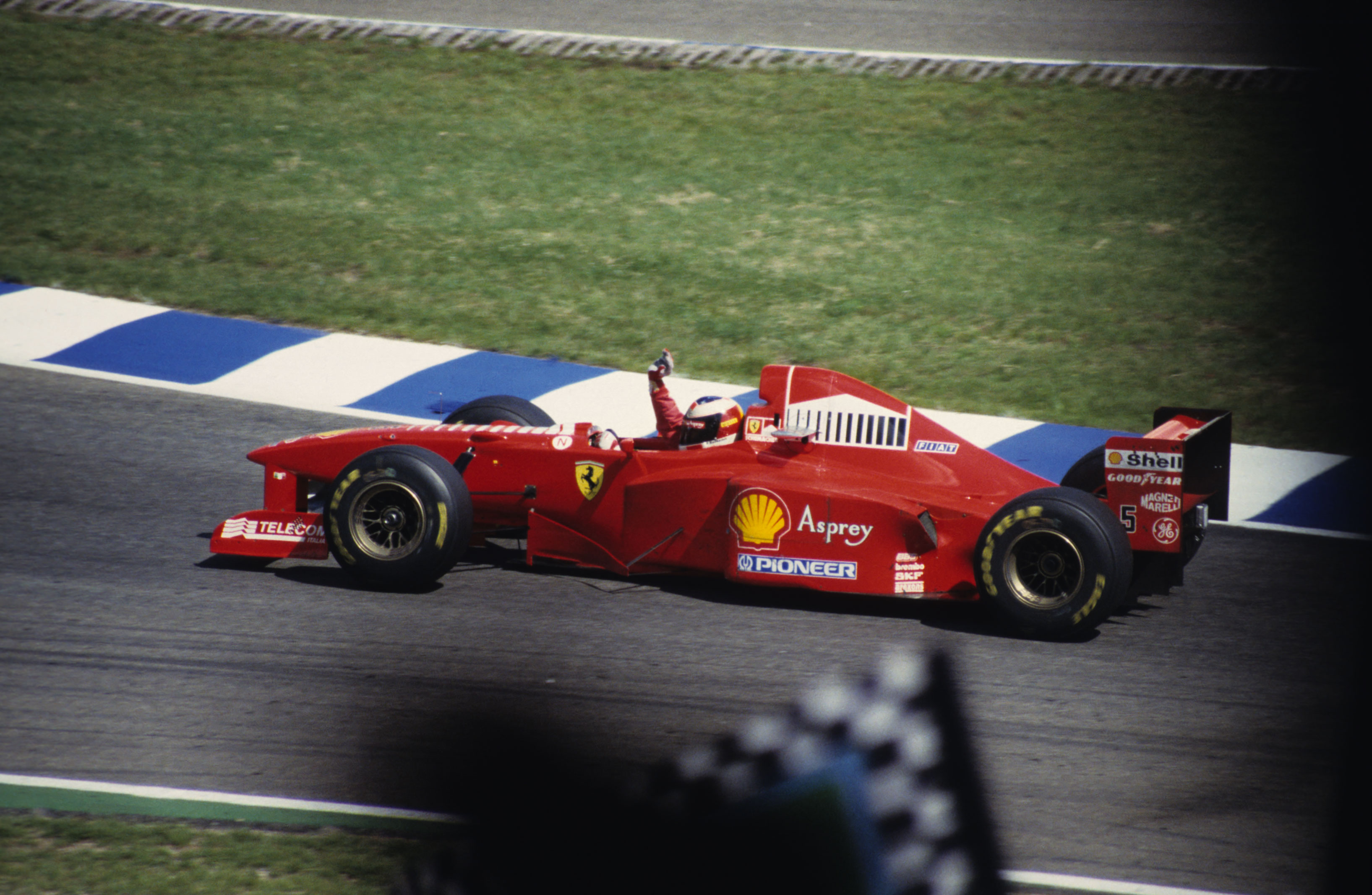
Michael Schumacher au volant de la Ferrari F310B lors du Grand Prix d'Allemagne 1997.

L'année 1996 est l'année du changement. Il abandonne l'écurie Benetton avec laquelle il vient de conquérir deux titres mondiaux, et arrive avec son no 1 chez Ferrari, une équipe en pleine reconstruction sous l'impulsion du Français Jean Todt. Pari osé, qui mettra quelque temps avant de s'avérer gagnant. Malgré une voiture peu efficace, il parvient à atteindre la troisième place du championnat des pilotes, en remportant trois Grands Prix, une première pour Ferrari depuis la saison 1990. Il gagne ainsi en Espagne sous une pluie battante, au terme d'une domination rappelant les démonstrations des plus grands pilotes de l'histoire, mais aussi en Belgique et surtout en Italie, devant des milliers de tifosi en délire. Ces derniers ont trouvé leur nouvelle idole, et commencent à entrevoir des jours meilleurs pour la Scuderia après les années noires qu'elle vient de traverser.
En 1997, tandis que les progrès de Ferrari se confirment, Schumacher décroche cinq victoires (Monaco, Canada, France, Belgique et Japon) et aborde l'ultime course de la saison avec un point d'avance sur Jacques Villeneuve. Surpris par une attaque de son rival, Schumacher donne un coup de volant en sa direction et provoque un accrochage. Las, ce geste n'a d'autre effet que de provoquer son propre abandon, ainsi qu'une immense polémique sur le comportement anti-sportif du pilote allemand. Villeneuve est sacré et Schumacher est déclassé du championnat, pour conduite antisportive. Il se verra aussi imposer par la FIA de participer à des actions pour la sécurité routière. Schumacher conservera cependant tous ses points et ses victoires acquis lors de cette saison 1997.
En 1998, toujours sur Ferrari, il gagne six Grands Prix (Argentine, Canada, France, Grande-Bretagne, Hongrie et Italie) mais est à nouveau battu au championnat dans l'ultime course de la saison, cette fois par Mika Häkkinen, sur McLaren-Mercedes. En 1999, le duel Häkkinen-Schumacher se poursuit, mais est interrompu par la blessure de Schumacher, victime d'une fracture de la jambe au Grand Prix de Grande-Bretagne à la suite d'une violente sortie due à une rupture mécanique dans le virage de Stowe. Il revient en fin de saison pour essayer, sans succès, de faire gagner le titre pilotes à son coéquipier Eddie Irvine. Malgré une étonnante démonstration de force en Malaisie où il offre la victoire à Irvine, il est impuissant au Japon pour contrer Häkkinen. Avec deux victoires dans la saison (Saint-Marin et Monaco), il termine cinquième du classement pilotes, et contribue au titre de champion constructeurs de la Scuderia Ferrari, le neuvième et le premier depuis 1983.

#### 2000-2004: le règne sans partage du «Baron Rouge»

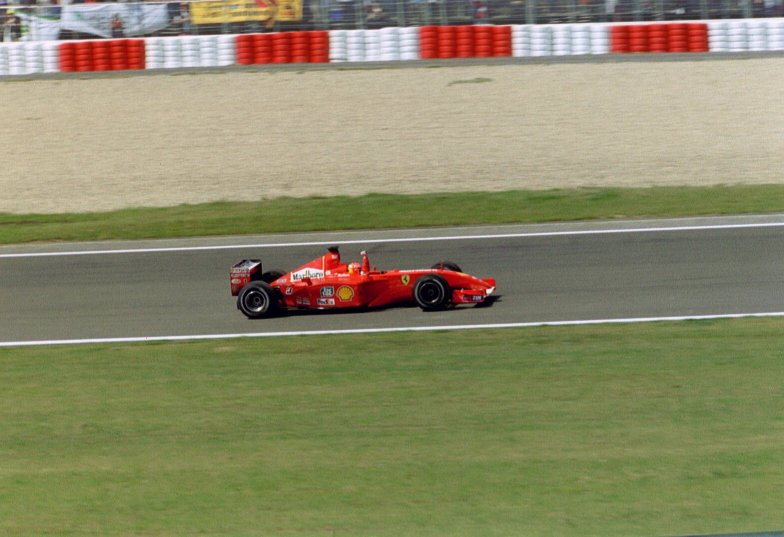
Michael Schumacher fêtant sa victoire au Grand Prix d'Europe 2001.

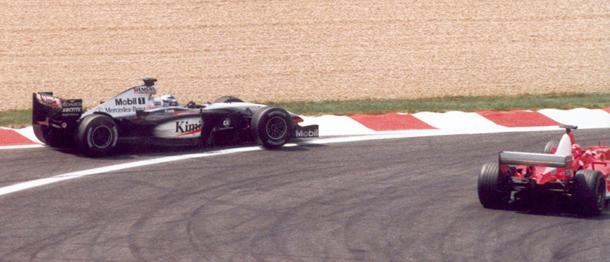
GP de France 2002 : Schumacher déborde Räikkönen et décroche la victoire et le titre.

L'année 2000 est celle de la consécration pour le tandem Schumacher-Ferrari. Après un début de saison impérial favorisé par les problèmes de fiabilité rencontré par les McLaren (il remporte les trois premiers Grands Prix en Australie, Brésil, Saint-Marin, puis s'impose en Europe et au Canada) et malgré un passage à vide durant l'été (trois abandons consécutifs notamment) qui permet à Häkkinen de refaire une grande partie de son retard, et même de prendre l'avantage au championnat du monde après le Grand Prix de Hongrie, il est titré après une fin de saison dominatrice puisqu'il gagne les quatre derniers Grands Prix de la saison (Italie, États-Unis, Japon, Malaisie). Michael Schumacher devient le premier pilote depuis Jody Scheckter en 1979 à être titré sur Ferrari. Ce succès est le premier d'une longue série pour l'Allemand.
En 2001, il décroche son quatrième titre après avoir remporté neuf Grands Prix (Australie, Malaisie, Espagne, Monaco, Europe, France, Hongrie, Belgique et Japon), égalant une troisième fois (après 1995 et 2000) le record de Mansell en 1992.
Le scénario se répète en 2002 avec onze victoires (Australie, Brésil, Saint-Marin, Espagne, Autriche, Canada, Grande-Bretagne, France, Allemagne, Belgique et Japon) qui lui permettent d'établir un nouveau record, et un titre acquis dès le GP de France disputé au mois de juillet, grâce à une formidable voiture. Jamais dans l'histoire un pilote n'avait été sacré aussi tôt dans la saison. Cette saison quasi parfaite est cependant entachée par le Grand Prix d'Autriche, durant lequel Barrichello, dominateur durant tout le week-end, est obligé de céder la tête de la course à son coéquipier à proximité de l'arrivée.
En 2003, face à une opposition souvent mieux armée (au cœur de l'été, les Michelin de ses adversaires dominent les Bridgestone de Ferrari), il ne gagne que six courses, et doit attendre le dernier Grand Prix de la saison pour décrocher son sixième titre, le Finlandais Kimi Räikkönen étant resté menaçant jusqu'au bout. Le titre s'est joué au Grand Prix des États-Unis, où Schumi remporta une superbe victoire, sous la pluie, parti de la septième place sur la grille. Ce titre aura un goût triste pour Michael qui, lors du Grand Prix de Saint-Marin, a perdu sa mère Elisabeth, décédée d'une hémorragie. Ce jour-là, il remporta la victoire, son frère Ralf terminant quatrième.
En 2004, Schumacher et la Scuderia reprennent leur domination sur la Formule 1, pour une saison de tous les records. Schumacher s'impose à treize reprises sur dix-huit courses et est sacré champion du monde pour la septième fois. Fin 2004, il participe à la « Race of Champions » où il s'incline en finale contre Heikki Kovalainen mais remporte son duel tant attendu face au champion français de rallye Sébastien Loeb. En 2004, Schumacher est le deuxième sportif le mieux payé au monde, derrière le golfeur Tiger Woods. Ses revenus annuels sont estimés à environ 80 millions de dollars.

#### 2005-2006: une année difficile avant le retour à la compétitivité

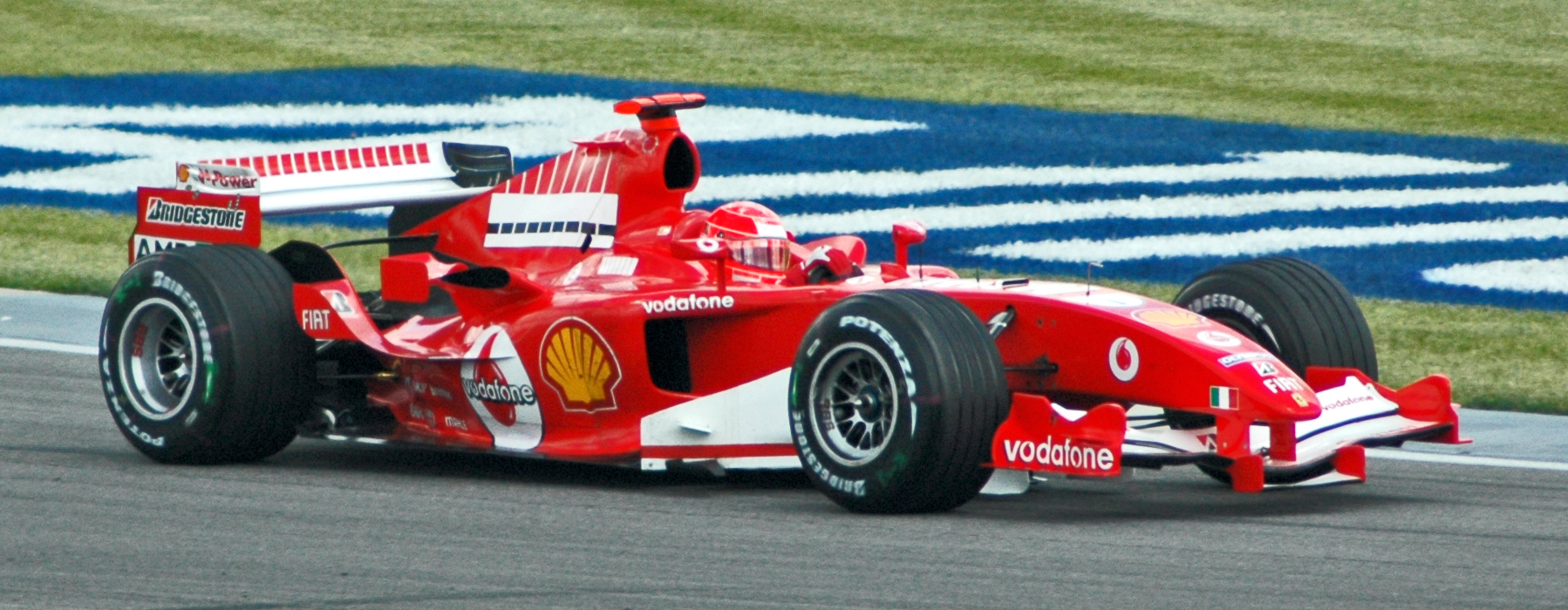
Michael Schumacher lors d'une séance d'essais du Grand Prix des États-Unis 2005

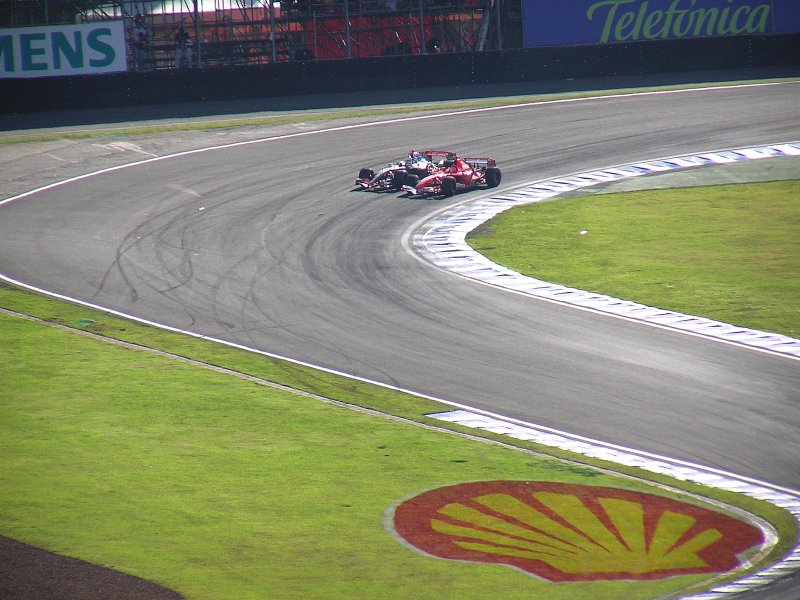
Michael Schumacher dépasse Kimi Räikkönen dans les derniers tours du Grand Prix du Brésil 2006, son dernier Grand Prix avec la Scuderia Ferrari

L'année 2005 se révèle être une année bien difficile pour Schumacher et la Scuderia Ferrari : au volant d'une voiture décevante, équipée qui plus est de pneus Bridgestone bien peu performants, il ne remporte qu'un seul Grand Prix, celui des États-Unis à Indianapolis, déserté par les pilotes équipés de pneus Michelin (leurs pneus ne permettant pas de concourir dans des conditions de sécurité suffisante). Il termine cependant la saison à une inespérée troisième place au championnat pilote, profitant intelligemment des ennuis de Montoya et Fisichella lors des dernières courses.
En 2006, sa voiture est plus performante, et le samedi 22 avril 2006, en réalisant le meilleur temps des essais qualificatifs lors du Grand Prix de Saint-Marin, Michael Schumacher s'adjuge la soixante-sixième pole position de sa carrière et dépasse donc le record — mythique et paraissant à l'époque inaccessible — du nombre de pole positions (65) détenu jusque-là par le Brésilien Ayrton Senna, qu'il avait égalé lors du Grand Prix de Bahreïn pour l'ouverture de la saison. Il lui aura fallu 238 Grands Prix contre seulement 161 au pilote brésilien pour réaliser cette performance. Cette saison, la lutte pour le titre est acharnée avec le jeune champion du monde espagnol Fernando Alonso. Bien mieux parti que le septuple champion du monde, Alonso mène largement le championnat à mi-saison avec six victoires et neuf podiums. Ferrari et Schumacher se ressaisissent à partir du Grand Prix des États-Unis et réduisent peu à peu leur retard sur les Renault. Le 10 septembre 2006, il annonce sa retraite pour la fin de la saison, après avoir remporté le Grand Prix d'Italie à Monza.
Bien qu'il ait pris la tête du championnat à l'issue du Grand Prix de Chine, alors qu'il ne restait que deux courses à disputer, son abandon lors du Grand Prix du Japon en raison de l'explosion de son moteur et une crevaison dès le début de l'épreuve lors du Grand Prix du Brésil auront eu raison de ses ambitions. Il se retire temporairement sur une quatrième place et la place du vice-champion du monde.

### 2007-2009: l'entre-deux carrières

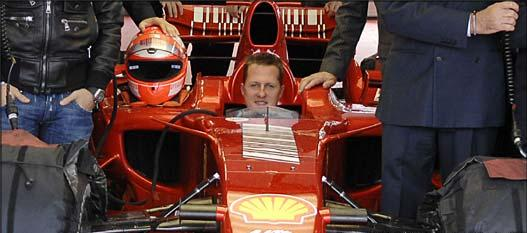
Michael Schumacher dans la F2007 en octobre 2007

Le 29 octobre 2006, Ferrari révèle que Michael Schumacher occupera les fonctions d'assistant de Jean Todt à la direction de la gestion sportive, ce dernier ayant par ailleurs été nommé administrateur délégué de la marque Ferrari. Les nouvelles fonctions du pilote allemand ne doivent pas l'amener à reprendre le volant d'une monoplace, pourtant, les 13 et 14 novembre 2007, la Scuderia Ferrari fait appel à lui pour essayer la F2007 en vue de sa mise au point face au nouveau règlement 2008 interdisant les aides au pilotage. Contre toute attente, il établit le meilleur chrono sur le circuit de Montmelo (Espagne) lors de ces deux journées.
Il court en moto sans prétendre en faire son occupation principale, parfois sous le nom d'emprunt Marcel Niederhausen et s'occupe également de la carrière de son fils Mick en karting.
Le 13 février 2009, Michael a un grave accident lors d'un entraînement en moto sur le circuit de Cartagène en Espagne  qui lui crée une grave blessure au cou et à la nuque.
Le 29 juillet 2009, Ferrari annonce officiellement le retour à la compétition de Schumacher pour remplacer Felipe Massa, gravement blessé lors d'un accident au Grand Prix de Hongrie,. Schumacher a pour mission d'assurer l'intérim dès le Grand Prix d'Europe à Valence, le 21 août 2009, à condition d'obtenir l'agrément des médecins de la FIA.
Le 10 août 2009, Willi Weber, manager du pilote allemand, arrête la mise en production d'articles promotionnels destinés à célébrer le retour de Schumacher en championnat du monde. Weber doute en effet des capacités de son client à reprendre les Grands Prix et craint une répétition de la mésaventure survenue en 1997, lorsqu'il a investi un million d'euros dans le merchandising pour célébrer le premier titre de Michael Schumacher avec Ferrari, titre finalement ravi par Jacques Villeneuve. Weber, par cette décision, indique aux amateurs de Formule 1 que le retour de Schumacher en compétition n'est qu'hypothétique et que le pilote doit se soumettre à des examens médicaux avant de recevoir l'autorisation de piloter une F1 en compétition.
Le 11 août 2009, après une journée de tests réalisée le 31 juillet au Mugello sur une F2007 et une reprise intense des entraînements, dont deux jours de roulage en kart à Lonato del Garda les 5 et 6 août, Schumacher annonce son impossibilité à reprendre la compétition, à la suite de son accident de moto survenu un peu plus tôt dans l'année, et aux douleurs à la nuque que cet accident a occasionné.

### Retour en Formule 1 avec Mercedes

#### 2010: dominé par Nico Rosberg

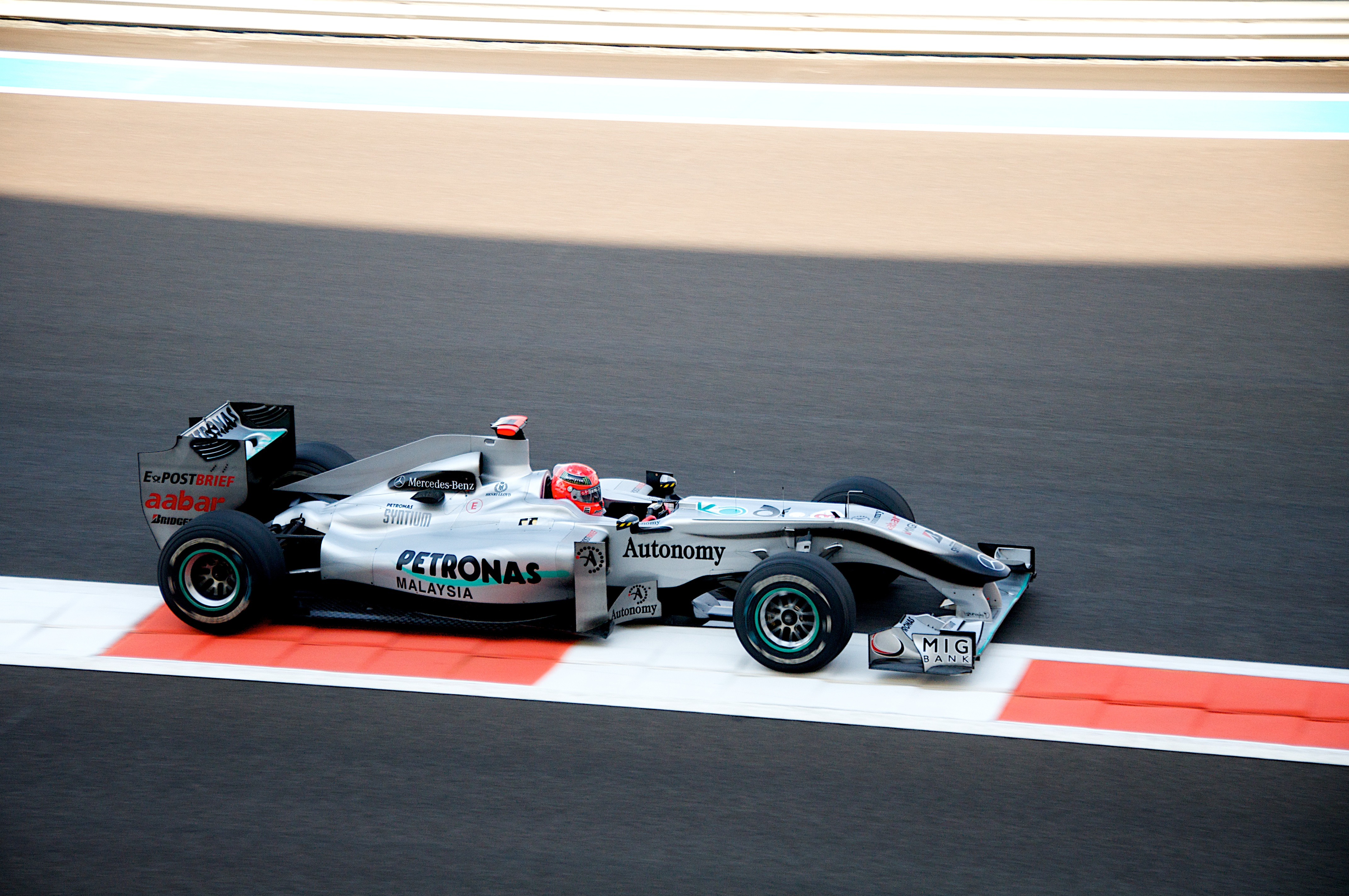
Schumacher au Grand Prix d'Abou Dabi 2010

Le 23 décembre 2009, Mercedes Grand Prix recrute Schumacher aux côtés de Nico Rosberg. Il retrouve Ross Brawn avec qui il a gagné ses sept couronnes mondiales. Les premières courses sont assez difficiles pour l'Allemand car les nombreux changements de réglementation depuis qu'il a pris sa première retraite ne jouent pas en sa faveur. Il avoue d'ailleurs être un peu « rouillé » en séance de qualification. Il inscrit néanmoins ses premiers points dès la première épreuve, à Bahreïn où il se classe sixième puis termine dixième en Australie et en Chine. Après les quatre premières courses, il a abandonné une fois et pointe à la dixième place du championnat avec dix points quand son coéquipier est second du championnat avec cinquante points et deux podiums.
Lors du retour du championnat en Europe, son écurie aligne une nouvelle version de la monoplace à empattement long qui convient mieux à son style de pilotage. Schumacher se classe alors quatrième des Grands Prix d'Espagne et de Turquie mais lors des sept courses suivantes, il ne parvient pas à se classer mieux que septième, finissant même à plusieurs reprises hors des points.
Il enchaîne ensuite trois places d'honneur en se classant sixième au Grand Prix du Japon, quatrième du Grand Prix de Corée du Sud et septième au Grand Prix du Brésil. Lors du dernier Grand Prix de la saison, à Abou Dabi, Schumacher abandonne après un violent contact avec Vitantonio Liuzzi qui aurait pu tourner à la catastrophe : parti en tête-à-queue et bloqué en piste, Schumacher est percuté par la Force India dont le museau passe à ras de son casque.
Schumacher termine le championnat à la neuvième place avec 72 points alors que son coéquipier a inscrit 70 points de plus que lui. C'est son pire classement depuis 1999 où, à cause d'une fracture de la jambe, il n'avait participé qu'à dix courses sur seize.

#### 2011: deuxième saison chez Mercedes

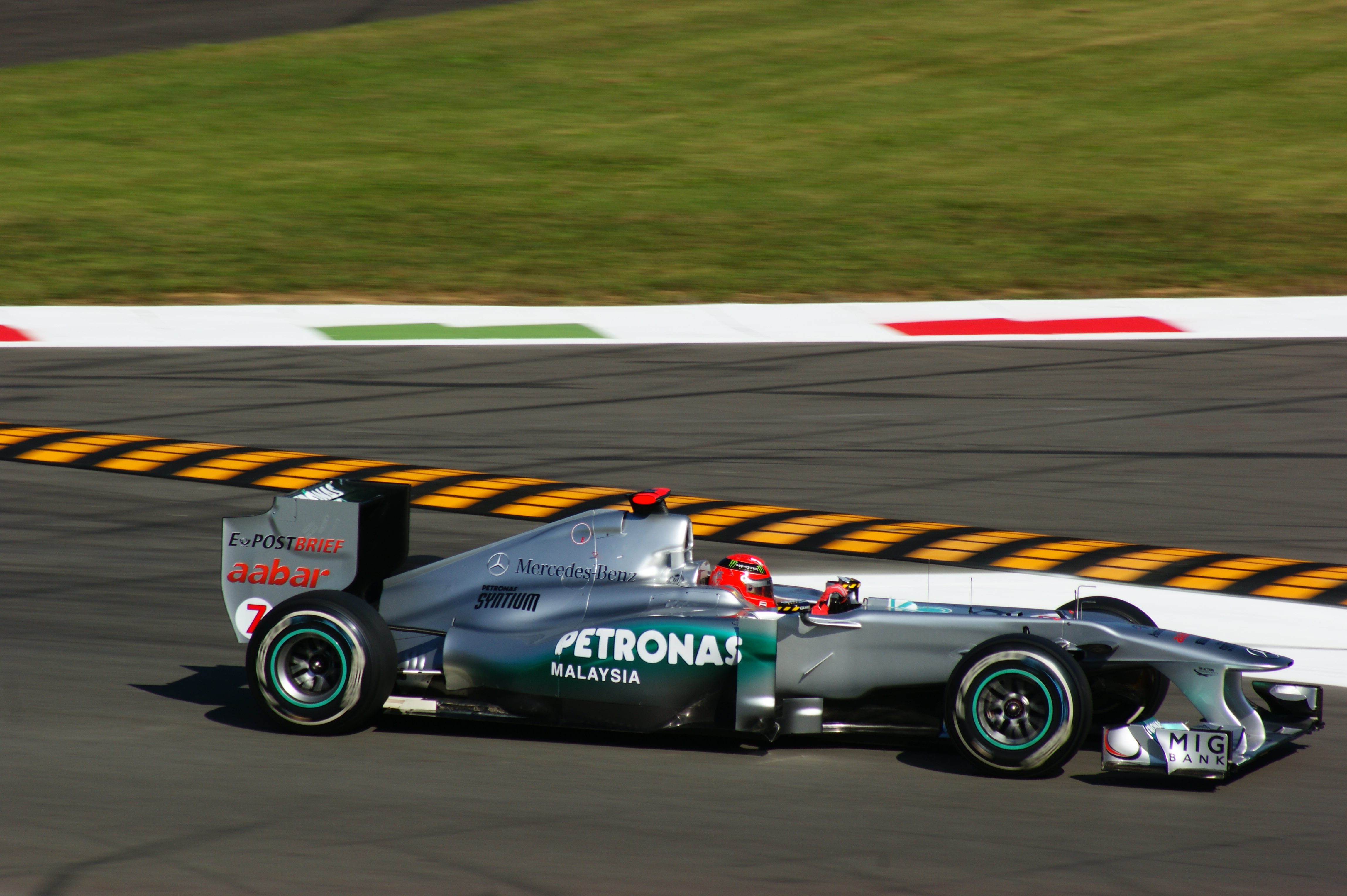
Schumacher au Grand Prix d'Italie 2011.

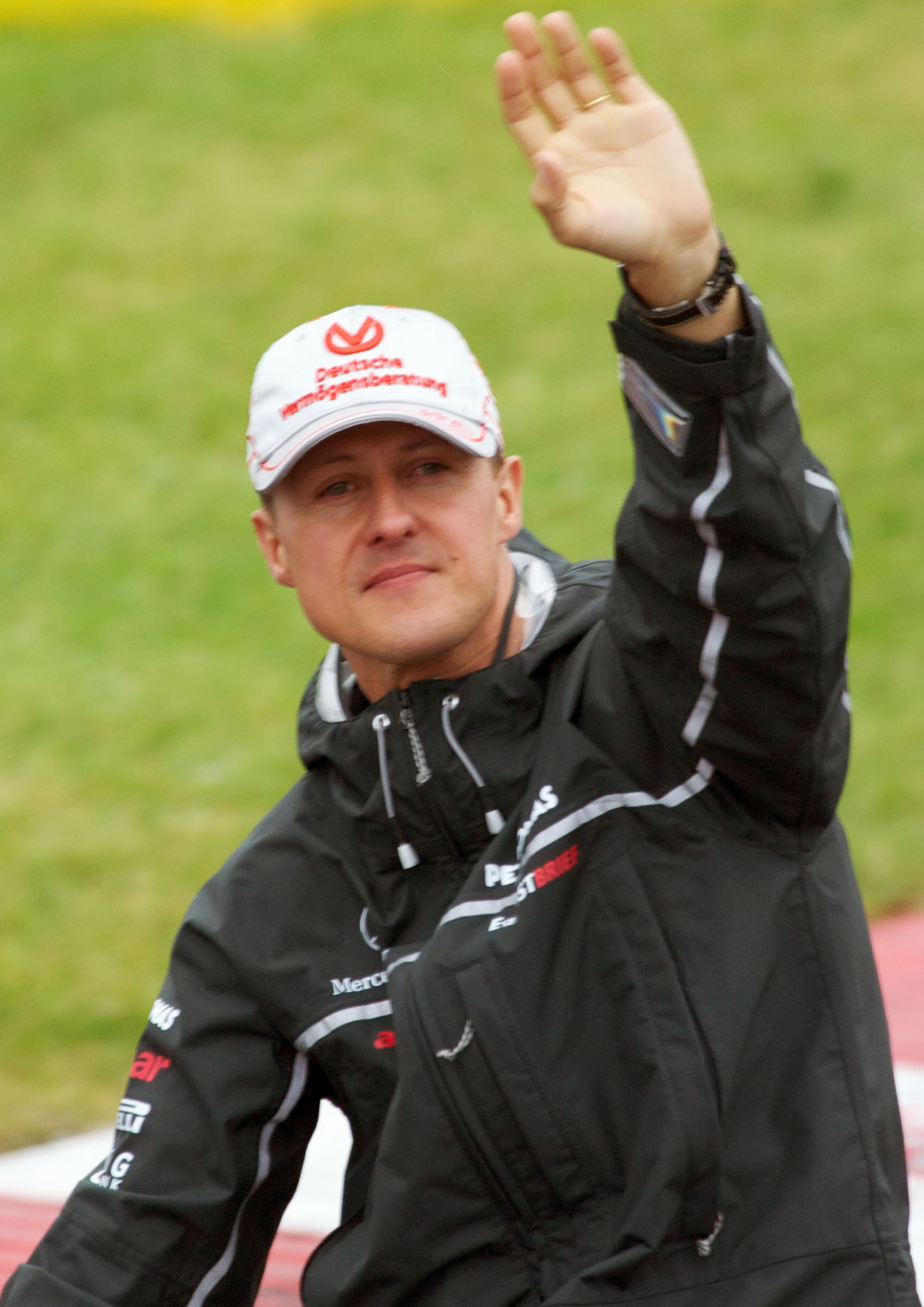
Michael Schumacher en 2011.

En 2011, si Schumacher est encore en début de saison dominé par son coéquipier, l'écart de performance entre les deux pilotes se réduit. Schumacher abandonne lors du grand prix inaugural en Australie à cause d'un problème de suspension mais termine neuvième en Malaisie et devançant pour la première fois Nico Rosberg au championnat, qui reprend l'avantage en Chine où Schumacher se classe huitième.
Schumacher termine sixième en Espagne puis, lors du tumultueux Grand Prix du Canada disputé sous la pluie, se hisse en course à la deuxième place, est troisième à quatre tours de la fin et termine finalement quatrième de l'épreuve, son meilleur résultat depuis le début de la saison.
Neuvième en Grande-Bretagne puis huitième de son Grand Prix national, il fête ses vingt ans de Formule 1 au Grand Prix de Belgique où il part dernier après un accident en qualification mais termine cinquième, devançant son coéquipier. Il réédite cette performance lors du Grand Prix suivant, en Italie. La fin de saison est plus contrastée puisqu'il termine trois fois dans les points (sixième au Japon, cinquième en Inde puis septième à Abou Dabi) et abandonne deux fois sur accrochage à Singapour et en Corée.
S'il termine huitième du championnat du monde avec 76 points, il a considérablement rattrapé son retard sur son coéquipier qui le précède seulement d'une place au championnat du monde et à qui il ne concède plus que treize points contre soixante-dix l'année précédente. Satisfait de ses résultats, il décide d'honorer sa troisième année de contrat avec Mercedes pour la saison suivante.

#### 2012: dernière saison en Formule 1 chez Mercedes

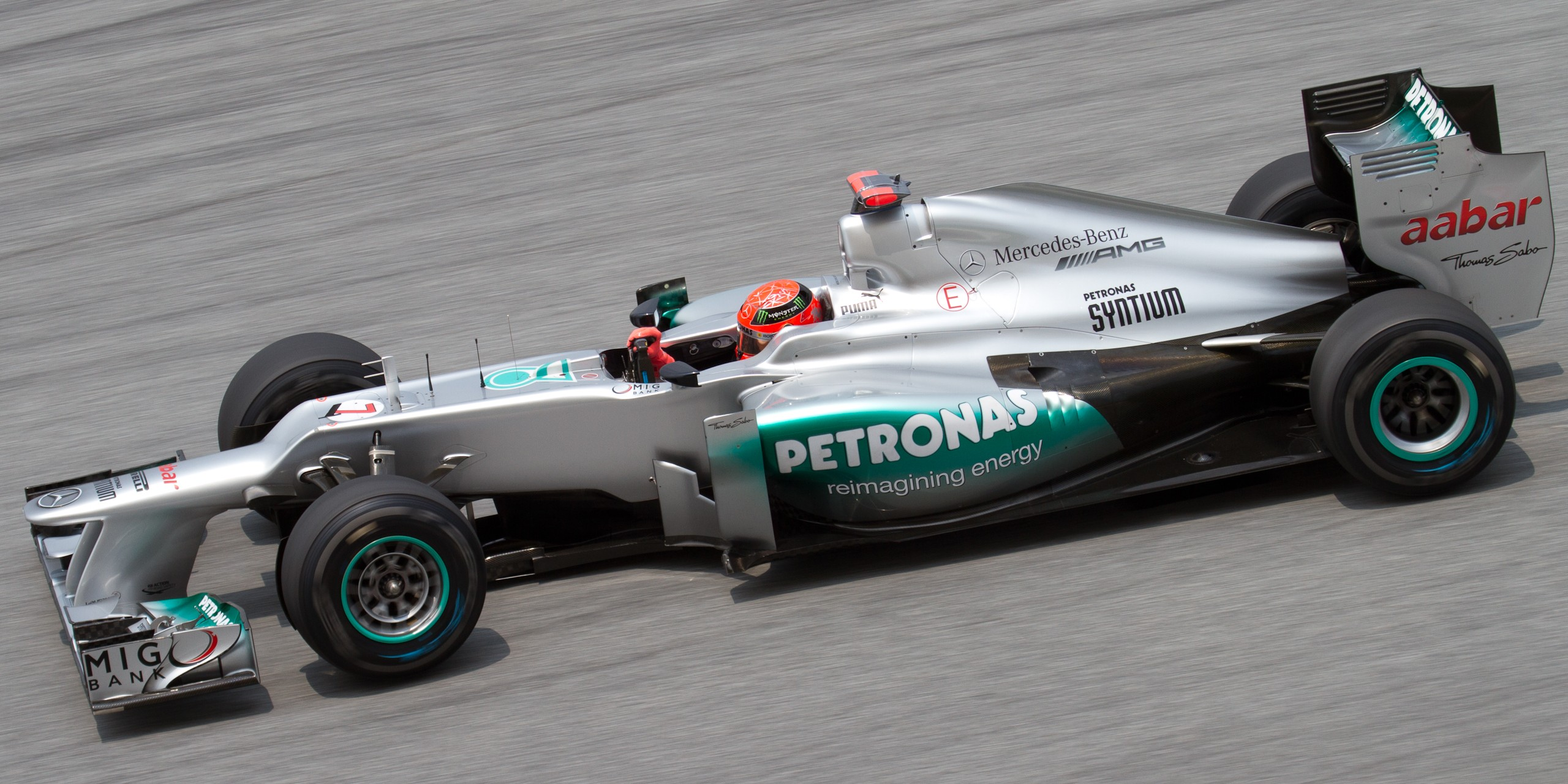
Schumacher au Grand Prix de Malaisie 2012

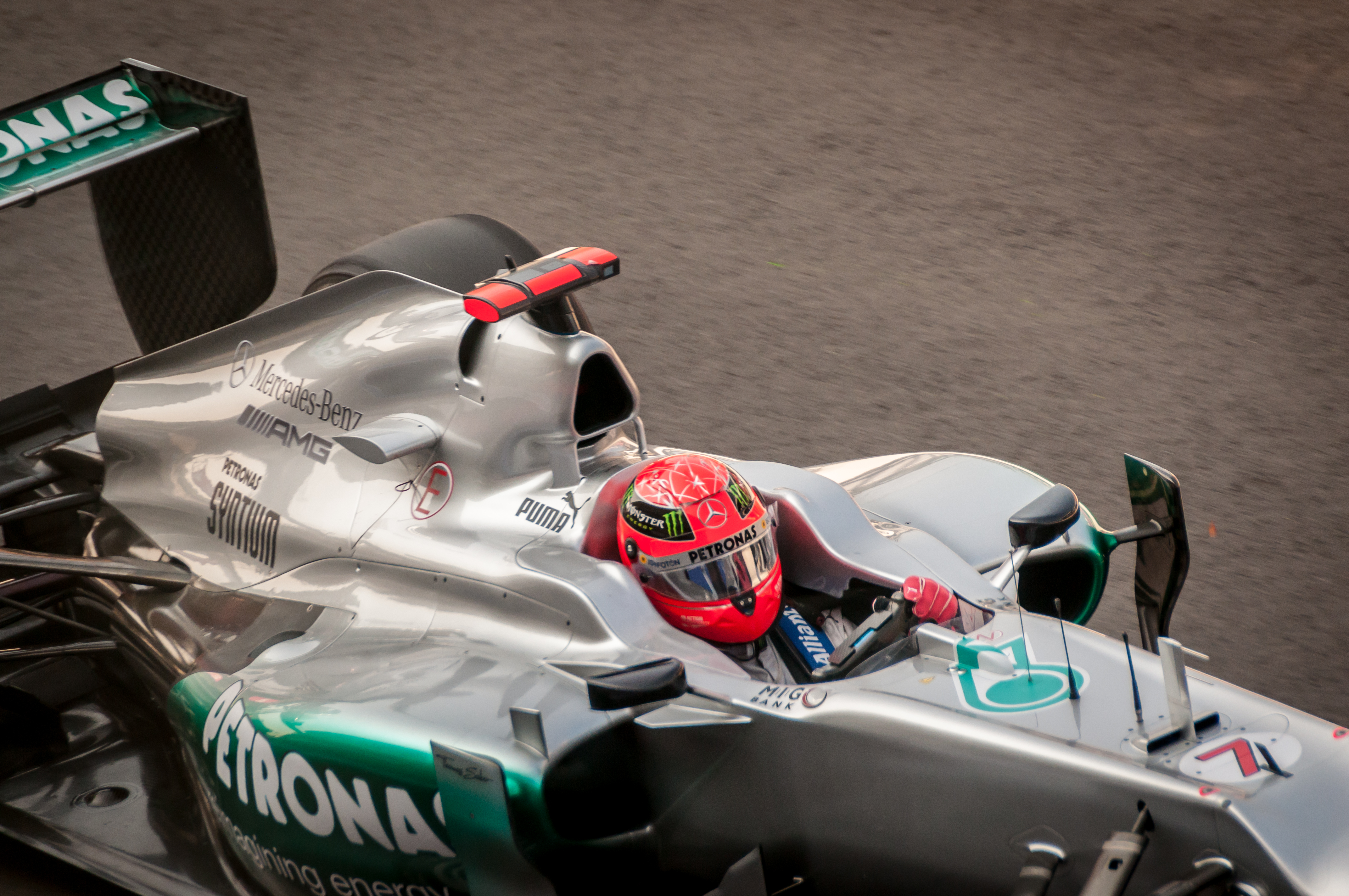
Schumacher au Grand Prix d'Italie 2012

En 2012, Schumacher a toujours Rosberg comme coéquipier et réussit à hausser de plus en plus son niveau pour le devancer de plus en plus souvent, notamment en qualifications. Lors du Grand Prix inaugural, en Australie, il se qualifie quatrième quand Rosberg est septième. Il occupe la troisième place en course avant d'abandonner au bout de dix tours, sur un souci de boîte de vitesses. En Malaisie, il se qualifie troisième mais s'accroche avec Romain Grosjean dès le départ et termine dixième. En Chine, la première ligne est monopolisée par les Mercedes et Schumacher réalise ainsi sa meilleure qualification depuis presque six ans. Le lendemain, il occupe une solide deuxième place avant d'abandonner après son arrêt au stand au douzième tour, l'écrou de sa roue avant-droite n'étant pas encore serré au moment où il est reparti.
À Bahreïn, il se qualifie dix-huitième mais doit changer sa boîte de vitesses : il part vingt-deuxième et termine dixième à plus d'une minute du vainqueur. Au Grand Prix d'Espagne, il accède une nouvelle fois à la troisième phase de qualification mais abandonne en course après un accrochage avec Bruno Senna qui lui vaut une sanction de cinq places de pénalité sur la grille du Grand Prix de Monaco. Ainsi, bien qu'il réalise le meilleur temps de la séance qualificative, il n'obtient pas la pole position, dévolue à Mark Webber, second des qualifications, et s'élance de la sixième place sur la grille,,,. Après un nouvel abandon au Canada après une casse d'aileron, Schumacher retrouve le podium pour la première fois depuis son retour à la compétition en terminant troisième sur le circuit urbain de Valence.
Il termine à deux reprises dans les points en Grande-Bretagne puis en Allemagne, où il se classe à deux reprises septième. Après un abandon sur panne mécanique en Hongrie, il termine une nouvelle fois septième en Belgique puis sixième à Monza, pour le Grand Prix d'Italie. Au Grand Prix de Singapour, il commet une erreur de pilotage et percute violemment Jean-Éric Vergne, contraignant les deux pilotes à l'abandon. La semaine suivante, le 28 septembre 2012, l'écurie Mercedes Grand Prix dirigée par Ross Brawn et Nick Fry, annonce que Lewis Hamilton vient de signer avec elle un contrat de trois ans et remplacera donc Schumacher à partir de la saison 2013.
Le 4 octobre 2012, à l'occasion du Grand Prix du Japon, il confirme officiellement qu'il prend sa retraite de pilote de Formule 1 dès la fin de la saison,.
L'Allemand alors âgé de 43 ans, déclare ne plus se sentir aussi fort qu'en sa jeunesse et préfère donc quitter le monde de la F1 après 19 années de compétition. La « tournée asiatique » ne se déroule pas au mieux pour Schumacher qui, après l'abandon de Singapour, termine hors des points à Suzuka (onzième), à Yeongam (treizième) et en Inde (vingt-deuxième). S'il ne termine que seizième du Grand Prix des États-Unis, il termine sa carrière en Formule 1 en se classant dans les points, septième, du Grand Prix du Brésil.
Schumacher se classe treizième du championnat du monde des pilotes avec quarante-neuf points contre quatre-vingt-treize pour son coéquipier Rosberg (neuvième) qui a réussi à obtenir la première victoire de sa carrière. Il a inscrit des points à huit occasions, est monté sur un podium et a réalisé le meilleur tour en course pour son Grand Prix national.

## Grave accident de ski
Le dimanche 29 décembre 2013 vers 11 heures, à Méribel, en Savoie, Michael Schumacher est victime d'un grave accident de ski. Alors qu'il se trouve en compagnie de son fils Mick et de trois amis, il descend sur une vingtaine de mètres dans une zone non balisée entre les pistes Georges Mauduit et La Biche, lorsqu'il heurte un rocher émergeant au-dessus de la neige, en effectuant un virage ; il retombe violemment et frappe de plein fouet, du côté droit de la tête, l'arête d'un rocher en contrebas. Sous le choc, son casque éclate en trois parties. Schumacher, « sonné mais conscient », selon les pisteurs-secouristes qui interviennent quelques minutes après son accident, est dans un premier temps héliporté vers le centre hospitalier intercommunal Albertville-Moûtiers puis évacué vers le centre hospitalier universitaire de Grenoble où il subit une opération en début d'après-midi,,. En fin de soirée, le CHU de Grenoble annonce que Michael Schumacher souffre d'un « traumatisme crânien avec coma qui a nécessité une intervention neurochirurgicale immédiate » puis, une heure plus tard, qu'il est atteint d'une hémorragie cérébrale et que son pronostic vital est engagé,,.
Le 30 décembre 2013, les médecins du CHU de Grenoble précisent que Schumacher reste « dans une situation critique sur le plan de la réanimation cérébrale, son pronostic vital demeure engagé. » Le neurochirurgien Stephan Chabardès évoque « l'apparition d'hématomes intracrâniens, des contusions et autres œdèmes ainsi que des apparitions de lésions cérébrales diffuses. » Jean-François Payen, chef du service anesthésie-réanimation, déclare : « Michael Schumacher est placé sous hypothermie thérapeutique. Nous contrôlons sa température corporelle, entre 34 et 35 °C. Notre objectif est d'assurer une bonne oxygénation de son cerveau. On travaille heure par heure. On va essayer de se donner un peu de temps, en attendant il est sous anesthésie générale par médicaments pour éviter au maximum toute stimulation extérieure. » Le professeur indique également que « malgré son casque, il est arrivé avec des lésions assez importantes. Le choc a dû se faire à une haute énergie cinétique ; il est tombé sur le côté, il avait des mouvements spontanés de ses quatre membres mais ne répondait pas aux questions. » Schumacher subit, plus tard dans la soirée, une opération afin d'évacuer un hématome intracrânien et de placer un dispositif pour diminuer la pression intracrânienne,. Le lendemain, Jean-François Payen, chef du service de réanimation, déclare : « Le scanner de ce matin montre des signes de légères améliorations. La situation est mieux contrôlée qu'hier. On ne peut pas dire qu'il soit hors de danger mais on a gagné un peu de temps dans son évolution,,. »
Le 13 janvier 2014, les médecins commencent à procéder à des examens afin de déterminer quelles zones du cerveau restent fonctionnelles et celles qui sont endommagées. Le 30 janvier, l'agent et attachée de presse de Schumacher, Sabine Kehm, annonce que l'Allemand est amené progressivement vers une éventuelle sortie du coma artificiel dans lequel il est plongé : « La sédation de Michael a été réduite afin de permettre de commencer la phase de réveil, qui pourrait prendre beaucoup de temps,. »
En février 2014, il est soigné pour une pneumopathie qui serait une probable conséquence de son intubation. Le 16 juin, Sabine Kehm annonce que Michael Schumacher, sorti du coma, quitte l'hôpital de Grenoble,,,. Il poursuit sa réadaptation au Centre hospitalier universitaire vaudois de Lausanne, qui est à la pointe en matière de neurologie et de recherche sur le cerveau, mais selon le chef du Département des neurosciences cliniques Richard Frackowiak, il y est aussi hospitalisé principalement en raison de la proximité avec la ville de Gland où réside la famille. Il reste au CHUV jusqu'au 9 septembre 2014 où il est pris en charge à son domicile,,,,,,. En septembre 2016, l'avocat de la famille Schumacher déclare que Michael ne peut toujours pas marcher ni se tenir debout seul. Les soins qu'il reçoit à son domicile coûtent environ 10 millions d'euros par an. Son entourage reste avare d'informations sur sa convalescence, pour éviter d'alimenter des rumeurs, si bien qu'aucun pronostic ne peut être établi. En avril 2021, plus de sept ans après son accident, le mystère sur son état réel reste entier, et un emballement de la presse a lieu à propos d'une supposée mise en vente de la propriété de Gland par l'épouse du pilote (renforcé par la vente auparavant d'un jet privé et d'un chalet norvégien où la famille passait ses vacances), qui serait nécessaire compte tenu du coût des soins estimé à 56 000 euros par semaine,.
Le 15 septembre 2021, Netflix sort le documentaire Schumacher qui lui est consacré, et où témoignent ses proches et sa famille. Son épouse, Corinna Schumacher, y dit notamment : « Je n'ai pas accusé Dieu pour ce qui s'est passé. C'est toujours terrible de se dire pourquoi nous ? Pourquoi Michael ? Mais pourquoi ça arrive aussi aux autres ? Il me manque tous les jours. Mais il est là. Il est différent, mais il est là, et ça nous donne de la force. On est ensemble, on vit ensemble à la maison. Il suit des traitements. On fait tout pour améliorer son état et lui faire sentir notre famille, notre lien. » Son fils Mick Schumacher qui était à ses côtés sur les pistes de Méribel au moment de son accident et était alors âgé de quatorze ans, regrette de ne pas pouvoir partager son expérience avec son père alors qu'au moment où le documentaire est filmé, il est un pilote de Formule 1 : « Je crois que Papa et moi, on se comprendrait différemment aujourd'hui, tout simplement parce qu'on parle le même langage, celui du sport automobile. On aurait beaucoup à se dire, et ce serait super si c'était le cas. Je serai prêt à renoncer à tout pour ça, oui ».
Le 13 avril 2025, on apprend, alors que son état de santé est entouré du plus grand mystère depuis 11 ans, qu'il a signé de ses initiales, avec l'aide de sa femme Corinna, le casque de l'ex-pilote Jackie Stewart, lors de sa retraite en 1973. Le casque sera vendu au profit de l'association « Race Against Dementia », fondée par Stewart après que sa femme a été diagnostiquée de démence.

## Polémiques et incidents

### Accrochages et incidents lors de batailles pour le titre
- Grand Prix de Macao de Formule 3 1990

Vainqueur du championnat d'Allemagne de Formule 3, Schumacher est l'un des favoris de l'unique épreuve de la Coupe intercontinentale de Formule 3 de la FIA, au même titre que le Finlandais Mika Häkkinen, vainqueur du championnat britannique de Formule 3. La première manche de la course est dominée par Häkkinen tandis que Schumacher est second à plus de trois secondes. Dans la seconde manche, Schumacher prend l'avantage sur son rival au premier freinage, mais ce dernier peut se contenter de terminer sur les talons de l'Allemand pour remporter le Grand Prix étant donné que la victoire finale se joue par addition des temps des deux manches. Profitant d'une erreur de Schumacher, Häkkinen entreprend de le dépasser en vue de l'arrivée : la manœuvre se solde par un accrochage et provoque l'abandon d'Häkkinen, la victoire finale revenant à Schumacher. Les images de l'accident permettent difficilement de se forger un avis sur la responsabilité de Schumacher.
- Grand Prix d'Australie 1994

Sa deuxième moitié de saison ayant été fortement entravée par ses démêlés avec le pouvoir sportif (deux disqualifications et deux courses de suspension), Schumacher aborde l'ultime manche du championnat avec seulement un point d'avance sur Damon Hill. Auteur d'un excellent départ, Schumacher prend la tête du Grand Prix. Après avoir subi une forte pression de Hill dans la première partie de l'épreuve, Schumacher parvient à creuser l'écart, jusqu'à ce qu'il commette une erreur dans un virage à gauche, heurtant un mur de béton avec son train avant droit. Revenant en piste avec une suspension endommagée, Schumacher voit Hill revenir sur lui et tenter de le déborder par l'intérieur du virage suivant. Schumacher resserre sa trajectoire et provoque l'accrochage et l'abandon des deux pilotes, synonyme de titre mondial pour l'Allemand
Cet accident décisif pour l'attribution du titre mondial fut immédiatement classé sans suite par la direction de course, alors qu'Hill et Williams restèrent relativement discrets sur l'incident. En 2006, à l'annonce de la première retraite sportive de Michael Schumacher, Damon Hill déclare : « Michael Schumacher laissera une trace immense dans l'histoire de notre sport. Il en a aussi laissé une belle sur les flancs de ma Williams à Adélaïde en 1994. »,
- Grand Prix d'Europe 1997

Comme en 1994, Schumacher aborde l'ultime manche du championnat avec un seul point d'avance sur son adversaire Jacques Villeneuve (Williams). Mieux parti que son rival, l'Allemand domine le début de course avant de perdre progressivement du terrain, au point de se faire rattraper dans la dernière partie de l'épreuve. Grâce à un freinage tardif, Villeneuve porte une attaque à l'intérieur du virage sur Schumacher qui réplique en se rabattant sur la Williams. Le contact entre la roue avant droite de la Ferrari et le flanc gauche de la Williams propulse Schumacher dans un bac à graviers, provoquant son abandon, tandis que Villeneuve rallie l'arrivée et conquiert le titre mondial. Contrairement à ce qui était arrivé après le GP d'Australie 1994 et alors même que la manœuvre litigieuse n'a cette fois pas profité à son auteur, le retentissement médiatique est colossal. La FIA déclasse Schumacher du championnat, laissant entendre qu'elle n'aurait pas hésité à retirer à l'Allemand son titre mondial sur tapis vert. Schumacher conserve toutefois à son palmarès tous les succès et pole positions acquis en cours d'année.
- Grand Prix de Monaco 2006

Auteur du meilleur temps provisoire des qualifications, Michael Schumacher s'immobilise en piste à la fin de son ultime tour de qualification, dans le virage lent de la Rascasse et provoque le déploiement des drapeaux jaunes, empêchant ses adversaires, notamment son adversaire pour le titre Fernando Alonso, d'améliorer leurs temps et de lui ravir la pole position. Jugeant que la manœuvre du pilote allemand est volontaire et n'est pas la conséquence d'une faute de pilotage, les commissaires lui retirent ses temps de qualification, l'obligeant à prendre le lendemain le départ de la course à partir du fond de grille ; il termine néanmoins cinquième du Grand Prix.

### Non-respect du règlement
Au Grand Prix de Grande-Bretagne 1994, lors du premier tour de formation annulé après qu'un pilote a calé sur la grille, Schumacher dépasse provisoirement Damon Hill, placé devant lui sur la grille de départ. La manœuvre est interdite par le règlement qui dispose que les pilotes doivent conserver leurs positions de la grille de départ durant le tour de formation. Schumacher est sanctionné d'un stop-and-go de cinq secondes. La pénalité est formulée à Benetton de manière imprécise et Schumacher, sur ordre de son équipe, refuse de purger sa pénalité ce qui lui vaut de recevoir un drapeau noir, synonyme de disqualification. À nouveau, sur ordre de son équipe, le pilote allemand refuse d'obtempérer. À la suite de longues discussions entre l'équipe et la direction de course, Schumacher purge sa pénalité initiale et termine la course en deuxième position. Peu après, la FIA le disqualifie et le suspend pour les deux courses suivantes. Benetton ayant interjeté appel pour retarder la sanction et permettre à Schumacher de participer à l'épreuve suivante, le Grand Prix d'Allemagne, il ne purgera finalement sa sanction qu'à l'occasion du Grand Prix d'Italie et du Portugal, près de deux mois plus tard.
Si le refus d'obtempérer à un drapeau noir est une faute très grave qui peut justifier la lourdeur de la sanction (notons toutefois qu'en 1989, Nigel Mansell n'avait écopé que d'une seule course de suspension pour une telle faute au Grand Prix du Portugal), cela ne doit pas faire oublier que cette faute était l'ultime degré d'un bras de fer entamé à la suite de l'infraction bénigne de Schumacher lors du tour de formation. Infraction qui n'avait jamais donné lieu à sanction. Plusieurs théories s'affrontent pour expliquer la sévérité des commissaires. Pour certains, il s'agissait, en entravant la domination de Schumacher, de relancer artificiellement l'intérêt du championnat, plombé par la mort de Senna. Pour d'autres, cette sévérité de la FIA est plutôt à relier à l'affaire de l'antipatinage expliquée plus bas ; ayant acquis la certitude d'une tricherie de Benetton sans parvenir à la démontrer, la FIA aurait cherché d'autres prétextes, même les plus dérisoires, pour sanctionner l'écurie italo-britannique.

### Conflit avec un autre pilote
Largement en tête du Grand Prix de Belgique 1998, disputé sous une pluie battante, Schumacher s'apprête à prendre un tour à David Coulthard mais le heurte violemment à l'arrière. De retour aux stands sur trois roues pour abandonner, Schumacher furieux, rejoint Coulthard dans son garage, déclarant que ce dernier « a voulu le tuer » et il faut l'intervention de mécaniciens pour éviter que des coups soient échangés. Il est difficile, sans données télémétriques, de savoir si Schumacher a commis une erreur ou si Coulthard, équipier chez McLaren de Mika Häkkinen, rival de Schumacher au championnat, a levé le pied de manière inconsidérée. David Coulthard estime, cinq ans plus tard après avoir été victime d'un incident similaire avec Fernando Alonso au Grand Prix d'Europe 2003, qu'il avait commis une erreur à Spa en levant le pied de l'accélérateur en pleine ligne droite, dans une portion du circuit où la visibilité était mauvaise.

### Consignes d'équipe

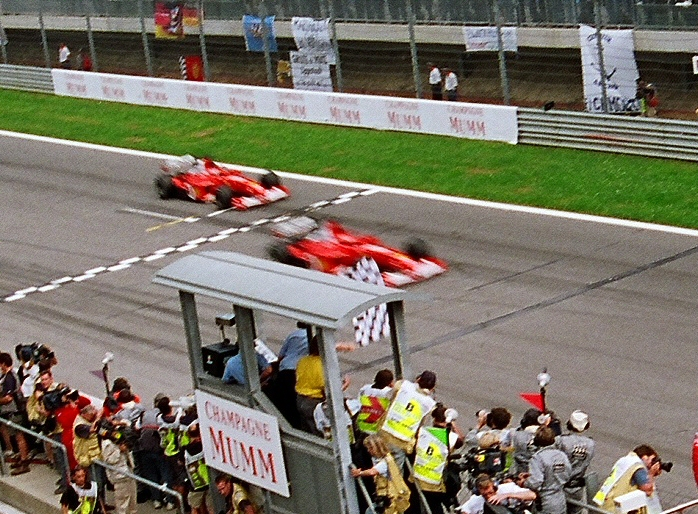
L'arrivée controversée des Ferrari au Grand Prix d'Autriche 2002.

À quelques mètres de la ligne d'arrivée du Grand Prix d'Autriche 2002, Rubens Barrichello, leader de l'épreuve depuis le départ, ralentit pour offrir la victoire à son coéquipier Michael Schumacher, le meilleur représentant de Ferrari dans la lutte pour le titre mondial. La cérémonie du podium (au cours de laquelle Schumacher laisse Barrichello monter sur la plus haute marche et lui offre la coupe du vainqueur, lui signifiant qu'il est le vainqueur moral) se déroule sous des bordées de sifflets et d'injures. La polémique fait rage pendant plusieurs semaines dans les médias spécialisés. Les critiques sont essentiellement adressées à Jean Todt, le directeur de la Scuderia Ferrari à l'origine de l'ordre enjoignant Barrichello à laisser gagner Schumacher. Il est également reproché à Schumacher de ne pas avoir outrepassé cette consigne.
Un incident similaire s'est produit lors du précédent GP d'Autriche, où Barrichello cède sa seconde place à Schumacher qui avait besoin de points supplémentaires puisque Coulthard, sur lequel Schumacher avait 8 points d'avance, filait vers une nouvelle victoire.

### Autres incidents et polémiques
En 1994, année du premier titre de Michael Schumacher, il y eut une polémique sur l'éventuelle présence d'aides électroniques bannies par le règlement sur la Benetton B194. Les accusations se basent sur les très bons départs de Schumacher et sur le fait que Benetton a tardé à présenter son boîtier électronique lors d'un contrôle demandé par la FIA. La FIA ne parvient pas à prouver l'activation en piste des aides électroniques présentes dans le boîtier électronique de sa Benetton, et que l'écurie présente comme un reliquat inactif des programmes de recherche et développement de l'année précédente.
Au Grand Prix de Belgique 1995, il est reproché à Schumacher, équipé de pneus lisses (slick) sous une pluie fine, d'avoir résisté face à Damon Hill équipé en pneus pluie, en changeant plusieurs fois de ligne pour défendre sa position. Néanmoins, les commissaires de course n'interviendront pas.
Au Grand Prix du Canada 1998, Schumacher est sanctionné d'un stop-and-go de dix secondes pour avoir poussé Heinz-Harald Frentzen hors de la piste en voulant défendre sa position à la sortie des stands, sachant qu'il ne pouvait le voir. Une ligne blanche infranchissable délimite désormais la sortie des stands pour éviter ce genre d'incident.
Au Grand Prix de Grande-Bretagne 1998, il passe la ligne d'arrivée dans les stands, voulant effectuer sa pénalité (stop-and-go de 10 secondes), consécutive à un dépassement sous drapeau jaune. L'erreur sera toutefois reconnue par la FIA, dont les commissaires avaient annoncé la sanction en dehors des délais prévus par le règlement de l'époque.
Lors du Grand Prix de Monaco 2010, Schumacher est sanctionné de manière controversée d'une pénalité de 20 secondes pour avoir dépassé Fernando Alonso dans le dernier virage, alors que la course était précédemment sous le régime de la voiture de sécurité. Classé initialement sixième, il obtient finalement la douzième place. La FIA est contrainte de récrire le règlement pour le clarifier.
En août 2010, à l'occasion du Grand Prix de Hongrie, alors que Schumacher bataille avec Rubens Barrichello pour conserver la dixième place, le pilote brésilien, plus rapide, dépasse Schumacher dans la ligne droite du Hungaroring. Alors que les deux pilotes sont lancés à 300 km/h, le pilote allemand tasse Barrichello contre le muret des stands, le Brésilien devant mettre une roue dans l'herbe avant de dépasser. Barrichello dira de Schumacher qu'il est « cinglé ». Cette manœuvre vaut à Schumacher une rétrogradation de dix places sur la grille de départ à Spa pour avoir « gêné illégitimement la voiture 9 au cours d'une manœuvre de dépassement » selon les commissaires de course. Ce dernier s'en défendra puis présentera finalement ses excuses à Barrichello en reconnaissant que la manœuvre était disproportionnée.

## Résultats et statistiques

### Résultats en Formule Ford
| Saison | Écurie       | Châssis              | Courses disputées | Pole positions | Meilleurs tours | Podiums | Victoires | Points inscrits | Classement |
| ------ | ------------ | -------------------- | ----------------- | -------------- | --------------- | ------- | --------- | --------------- | ---------- |
| 1988   | Eufra Racing | Van Diemen RF88-Ford | 6                 | 1              | 2               | 4       | 3         | 124             | 6e         |

| Saison | Écurie       | Châssis              | Courses disputées | Pole positions | Meilleurs tours | Podiums | Victoires | Points inscrits | Classement |
| ------ | ------------ | -------------------- | ----------------- | -------------- | --------------- | ------- | --------- | --------------- | ---------- |
| 1988   | Eufra Racing | Van Diemen RF88-Ford | 4                 | 1              | 0               | 3       | 2         | 50              | 2e         |

### Résultats en Formule 3
| Saison | Écurie          | Châssis                | Courses disputées | Pole positions | Meilleurs tours | Podiums | Victoires | Points inscrits | Classement |
| ------ | --------------- | ---------------------- | ----------------- | -------------- | --------------- | ------- | --------- | --------------- | ---------- |
| 1989   | WTS Racing      | Reynard 893-Volkswagen | 12                | 2              | 0               | 7       | 2         | 163             | 2e         |
| 1990   | West WTS Racing | Reynard 903-Volkswagen | 11                | 6              | 4               | 7       | 5         | 148             | Champion   |

| Saison | Circuit                             | Écurie          | Châssis                | Courses disputées | Pole positions | Meilleurs tours | Podiums | Victoires | Points inscrits | Classement  |
| ------ | ----------------------------------- | --------------- | ---------------------- | ----------------- | -------------- | --------------- | ------- | --------- | --------------- | ----------- |
| 1989   | Circuito Internazionale Santamonica | WTS Racing      | Reynard 893-Volkswagen | 1                 | 0              | 0               | 0       | 0         | 0               | Abandon     |
| 1990   | Circuit Bugatti                     | West WTS Racing | Reynard 903-Volkswagen | 1                 | 1              | 1               | 0       | 0         | 0               | Disqualifié |

| Saison | Écurie          | Châssis                | Courses disputées | Pole positions | Meilleurs tours | Podiums | Victoires | Points inscrits | Classement |
| ------ | --------------- | ---------------------- | ----------------- | -------------- | --------------- | ------- | --------- | --------------- | ---------- |
| 1989   | WTS Motorsport  | Reynard 893-Volkswagen | 1                 | 0              | 0               | 0       | 0         | 0               | Abandon    |
| 1990   | West WTS Racing | Reynard 903-Volkswagen | 1                 | 0              | 0               | 0       | 1         | 1               | Vainqueur  |

### Résultats en Formule 3000
| Saison | Écurie      | Châssis       | Courses disputées | Pole positions | Meilleurs tours | Podiums | Victoires | Points inscrits | Classement |
| ------ | ----------- | ------------- | ----------------- | -------------- | --------------- | ------- | --------- | --------------- | ---------- |
| 1991   | Team LeMans | Reynard-Mugen | 1                 | 0              | 0               | 1       | 0         | 6               | 12e        |

### Résultats en DTM
| Saison | Écurie              | Voiture                      | Courses disputées | Pole positions | Meilleurs tours | Podiums | Victoires | Points inscrits | Classement |
| ------ | ------------------- | ---------------------------- | ----------------- | -------------- | --------------- | ------- | --------- | --------------- | ---------- |
| 1990   | AMG Motorenbau GmbH | Mercedes 190 E 2.5-16 Evo II | 2                 | 0              | 0               | 0       | 0         | 0               | Non classé |
| 1990   | Zakspeed Racing     | Mercedes 190 E 2.5-16 Evo II | 4                 | 0              | 0               | 0       | 0         | 0               | Non classé |

### Résultats en championnat du monde des voitures de sport
| Saison | Écurie               | Châssis                                  | Pneus    | Courses disputées | Pole positions | Meilleurs tours | Podiums | Victoires | Points inscrits | Classement |
| ------ | -------------------- | ---------------------------------------- | -------- | ----------------- | -------------- | --------------- | ------- | --------- | --------------- | ---------- |
| 1990   | Team Sauber Mercedes | Sauber Mercedes C11                      | Goodyear | 4                 | 0              | 1               | 3       | 1         | 21              | 5e         |
| 1991   | Team Sauber Mercedes | Sauber Mercedes C11 Sauber Mercedes C291 | Goodyear | 7                 | 0              | 2               | 2       | 1         | 43              | 9e         |

| Saison        | Écurie               | Châssis              | Moteur       | Pneus    | Courses  | Courses  | Courses  | Courses | Courses  | Courses  | Courses  | Courses | Courses | Classement | Points inscrits |
| Saison        | Écurie               | Châssis              | Moteur       | Pneus    | 1        | 2        | 3        | 4       | 5        | 6        | 7        | 8       | 9       | Classement | Points inscrits |
| ------------- | -------------------- | -------------------- | ------------ | -------- | -------- | -------- | -------- | ------- | -------- | -------- | -------- | ------- | ------- | ---------- | --------------- |
| 1990          | Team Sauber Mercedes | Sauber Mercedes C11  | Mercedes V8  | Goodyear | SUZ      | MON      | SIL Dsq. | SPA     | DIJ 2e   | NÜR 2e   | DON      | MON     | MEX 1er | 5e         | 21              |
| 1991          | Team Sauber Mercedes | Sauber Mercedes C291 | Mercedes F12 | Goodyear | SUZ Abd. | MON Abd. | SIL 2e   |         | NÜR Abd. | MAG Abd. | MEX Abd. | AUT 1er |         | 9e         | 43              |
| 1991          | Team Sauber Mercedes | Sauber Mercedes C11  | Mercedes V8  | Goodyear |          |          |          | LMS 5e  |          |          |          |         |         | 9e         | 43              |
| Légende : ici |                      |                      |              |          |          |          |          |         |          |          |          |         |         |            |                 |

| no | Année | Manche | Grand Prix | Circuit                      | Écurie               | Voiture | Équipier        |
| -- | ----- | ------ | ---------- | ---------------------------- | -------------------- | ------- | --------------- |
| 1  | 1990  | 9/9    | Mexico     | Autódromo Hermanos Rodríguez | Team Sauber Mercedes | C11     | Jochen Mass     |
| 2  | 1991  | 8/8    | Autopolis  | Autopolis                    | Team Sauber Mercedes | C291    | Karl Wendlinger |

| Année | Équipe               | no | Châssis             | Moteur         | Pneumatiques | Catégorie | Équipiers                           | Départ | Tours     | Résultat |
| ----- | -------------------- | -- | ------------------- | -------------- | ------------ | --------- | ----------------------------------- | ------ | --------- | -------- |
| 1991  | Team Sauber Mercedes | 31 | Sauber Mercedes C11 | Mercedes V8 2T | Goodyear     | S2        | Karl Wendlinger Fritz Kreutzpointer | 5e     | 355 tours | 5e       |

### Résultats en championnat du monde de Formule 1
Michael Schumacher détient toujours le record du nombre de meilleurs tours en course et codétient le record du nombre de titres de champion du monde avec Lewis Hamilton.
- 19 saisons en championnat du monde de Formule 1 ;
- 307 départs en Grands Prix ;
- 7 titres de champion du monde ;
- 5 titres consécutifs de champion du monde (2000, 2001, 2002, 2003 et 2004) ;
- 68 pole positions ;
- 91 victoires ;
- 13 victoires dans une année (soit 72,22 %) en 2004 ;
- 7 victoires consécutives (de Europe 2004 à Hongrie 2004) ;
- 19 podiums consécutifs (à cheval sur les années 2001-2002), record ;
- 155 podiums ;
- 115 départs en première ligne ;
- 77 meilleurs tours ;
- 10 meilleurs tours dans une saison (soit 55,56 %) en 2004, partage le record avec Kimi Raikkonen ;
- 1 560 points inscrits ;
- 24 Grands Prix consécutifs dans les points ;
- 22 hat tricks, record ;
- 142 Grands Prix en ayant mené au moins un tour ;
- 5 111 tours en tête ;
- 16 699 tours parcourus (80 599 km parcourus) ;
- 24 148 km en tête (soit 29,96 % de la distance parcourue) ;
- 68 abandons ;
- Débuts en Formule 1 : le 25 août 1991 au Grand Prix de Belgique, sur le circuit de Spa-Francorchamps – abandon au départ ;
- Première victoire : Grand Prix automobile de Belgique 1992, sur le circuit de Spa-Francorchamps, le 30 août 1992 pour son 18e Grand Prix ;
- Première pole position : Grand Prix automobile de Monaco 1994, sur le circuit de Monaco, le 15 mai 1994 pour son 42e Grand Prix ;
- Premier hat trick : Grand Prix de Monaco, sur le circuit de Monaco, le 15 mai 1994 pour son 42e Grand Prix.

| Saison | Écurie                              | Châssis        | Moteur      | Pneus            | GP disputés | Pole Positions | Victoires | Podiums | Meilleurs tours en course | Abandons | Points inscrits | Classement  |
| ------ | ----------------------------------- | -------------- | ----------- | ---------------- | ----------- | -------------- | --------- | ------- | ------------------------- | -------- | --------------- | ----------- |
| 1991   | Team 7Up Jordan Camel Benetton Ford | 191 B191       | Ford V8     | Goodyear Pirelli | 6           | 0              | 0         | 0       | 0                         | 3        | 4               | 14e         |
| 1992   | Camel Benetton Ford                 | B191B B192     | Ford V8     | Goodyear         | 16          | 0              | 1         | 8       | 2                         | 4        | 53              | 3e          |
| 1993   | Camel Benetton Ford                 | B193 B193B     | Ford V8     | Goodyear         | 16          | 0              | 1         | 9       | 5                         | 7        | 52              | 4e          |
| 1994   | Mild Seven Benetton Ford            | B194           | Ford V8     | Goodyear         | 14          | 6              | 8         | 10      | 9                         | 2        | 92              | Champion    |
| 1995   | Mild Seven Benetton Renault         | B195           | Renault V10 | Goodyear         | 17          | 4              | 9         | 11      | 8                         | 5        | 102             | Champion    |
| 1996   | Scuderia Ferrari                    | F310           | Ferrari V10 | Goodyear         | 15          | 4              | 3         | 8       | 2                         | 7        | 59              | 3e          |
| 1997   | Scuderia Ferrari Marlboro           | F310B          | Ferrari V10 | Goodyear         | 17          | 3              | 5         | 8       | 3                         | 4        | 78              | Disqualifié |
| 1998   | Scuderia Ferrari Marlboro           | F300           | Ferrari V10 | Goodyear         | 16          | 3              | 6         | 11      | 6                         | 3        | 86              | 2e          |
| 1999   | Scuderia Ferrari Marlboro           | F399           | Ferrari V10 | Bridgestone      | 10          | 3              | 2         | 6       | 5                         | 2        | 44              | 5e          |
| 2000   | Scuderia Ferrari Marlboro           | F1-2000        | Ferrari V10 | Bridgestone      | 17          | 9              | 9         | 12      | 1                         | 4        | 108             | Champion    |
| 2001   | Scuderia Ferrari Marlboro           | F2001          | Ferrari V10 | Bridgestone      | 17          | 11             | 9         | 14      | 3                         | 2        | 123             | Champion    |
| 2002   | Scuderia Ferrari Marlboro           | F2001 F2002    | Ferrari V10 | Bridgestone      | 17          | 7              | 11        | 17      | 7                         | 0        | 144             | Champion    |
| 2003   | Scuderia Ferrari Marlboro           | F2002 F2003-GA | Ferrari V10 | Bridgestone      | 16          | 5              | 6         | 8       | 5                         | 1        | 93              | Champion    |
| 2004   | Scuderia Ferrari Marlboro           | F2004          | Ferrari V10 | Bridgestone      | 18          | 8              | 13        | 15      | 10                        | 1        | 148             | Champion    |
| 2005   | Scuderia Ferrari Marlboro           | F2004M F2005   | Ferrari V10 | Bridgestone      | 19          | 1              | 1         | 5       | 3                         | 6        | 62              | 3e          |
| 2006   | Scuderia Ferrari Marlboro           | 248 F1         | Ferrari V8  | Bridgestone      | 18          | 4              | 7         | 13      | 7                         | 3        | 121             | 2e          |
| 2010   | Mercedes GP Petronas F1 Team        | MGP W01        | Mercedes V8 | Bridgestone      | 19          | 0              | 0         | 0       | 0                         | 2        | 72              | 9e          |
| 2011   | Mercedes GP Petronas F1 Team        | MGP W02        | Mercedes V8 | Pirelli          | 19          | 0              | 0         | 0       | 0                         | 3        | 76              | 8e          |
| 2012   | Mercedes AMG Petronas F1 Team       | F1 W03         | Mercedes V8 | Pirelli          | 20          | 0              | 0         | 1       | 1                         | 7        | 49              | 13e         |

| Saison        | Écurie                        | Châssis  | Moteur      | Pneus | Courses  | Courses | Courses  | Courses  | Courses  | Courses  | Courses  | Courses  | Courses  | Courses  | Courses  | Courses  | Courses  | Courses  | Courses  | Courses  | Courses  | Courses | Courses  | Courses | Classement  | Points inscrits |
| Saison        | Écurie                        | Châssis  | Moteur      | Pneus | 1        | 2       | 3        | 4        | 5        | 6        | 7        | 8        | 9        | 10       | 11       | 12       | 13       | 14       | 15       | 16       | 17       | 18      | 19       | 20      | Classement  | Points inscrits |
| ------------- | ----------------------------- | -------- | ----------- | ----- | -------- | ------- | -------- | -------- | -------- | -------- | -------- | -------- | -------- | -------- | -------- | -------- | -------- | -------- | -------- | -------- | -------- | ------- | -------- | ------- | ----------- | --------------- |
| 1991          | Team 7Up Jordan               | 191      | Ford V8     | G     | USA      | BRÉ     | SMR      | MON      | CAN      | MEX      | FRA      | GBR      | ALL      | HON      | BEL Abd. |          |          |          |          |          |          |         |          |         | 14e         | 4               |
| 1991          | Camel Benetton Ford           | B191     | Ford V8     | P     | USA      | BRÉ     | SMR      | MON      | CAN      | MEX      | FRA      | GBR      | ALL      | HON      |          | ITA 5e   | POR 6e   | ESP 6e   | JAP Abd. | AUS Abd. |          |         |          |         | 14e         | 4               |
| 1992          | Camel Benetton Ford           | B191B    | Ford V8     | G     | AFS 4e   | MEX 3e  | BRÉ 3e   |          |          |          |          |          |          |          |          |          |          |          |          |          |          |         |          |         | 3e          | 53              |
| 1992          | Camel Benetton Ford           | B192     | Ford V8     | G     |          |         |          | ESP 2e   | SMR Abd. | MON 4e   | CAN 2e   | FRA Abd. | GBR 4e   | ALL 3e   | HON Abd. | BEL 1er  | ITA 3e   | POR 7e   | JAP Abd. | AUS 2e   |          |         |          |         | 3e          | 53              |
| 1993          | Camel Benetton Ford           | B193     | Ford V8     | G     | AFS Abd. | BRÉ 3e  |          |          |          |          |          |          |          |          |          |          |          |          |          |          |          |         |          |         | 4e          | 52              |
| 1993          | Camel Benetton Ford           | B193B    | Ford V8     | G     |          |         | EUR Abd. | SMR 2e   | ESP 3e   | MON Abd. | CAN 2e   | FRA 3e   | GBR 2e   | ALL 2e   | HON Abd. | BEL 2e   | ITA Abd. | POR 1er  | JAP Abd. | AUS Abd. |          |         |          |         | 4e          | 52              |
| 1994          | Mild Seven Benetton Ford      | B194     | Ford V8     | G     | BRÉ 1er  | PAC 1er | SMR 1er  | MON 1er  | ESP 2e   | CAN 1er  | FRA 1er  | GBR Dsq  | ALL Abd. | HON 1er  | BEL Dsq  | ITA      | POR      | EUR 1er  | JAP 2e   | AUS Abd. |          |         |          |         | Champion    | 92              |
| 1995          | Mild Seven Benetton Renault   | B195     | Renault V10 | G     | BRÉ 1er  | ARG 3e  | SMR Abd. | ESP 1er  | MON 1er  | CAN 5e   | FRA 1er  | GBR Abd. | ALL 1er  | HON Abd. | BEL 1er  | ITA Abd. | POR 2e   | EUR 1er  | PAC 1er  | JAP 1er  | AUS Abd. |         |          |         | Champion    | 102             |
| 1996          | Scuderia Ferrari              | F310     | Ferrari V10 | G     | AUS Abd. | BRÉ 3e  | ARG Abd. | EUR 2e   | SMR 2e   | MON Abd. | ESP 1er  | CAN Abd. | FRA Np.  | GBR Abd. | ALL 4e   | HON 9e   | BEL 1er  | ITA 1er  | POR 3e   | JAP 2e   |          |         |          |         | 3e          | 59              |
| 1997          | Scuderia Ferrari Marlboro     | F310B    | Ferrari V10 | G     | AUS 2e   | BRÉ 5e  | ARG Abd. | SMR 2e   | MON 1er  | ESP 4e   | CAN 1er  | FRA 1er  | GBR Abd. | ALL 2e   | HON 4e   | BEL 1er  | ITA 6e   | AUT 6e   | LUX Abd. | JAP 1er  | EUR Abd. |         |          |         | Disqualifié | 78              |
| 1998          | Scuderia Ferrari Marlboro     | F300     | Ferrari V10 | G     | AUS Abd. | BRÉ 3e  | ARG 1er  | SMR 2e   | ESP 3e   | MON 10e  | CAN 1er  | FRA 1er  | GBR 1er  | AUT 3e   | ALL 5e   | HON 1er  | BEL Abd. | ITA 1er  | LUX 2e   | JAP Abd. |          |         |          |         | 2e          | 86              |
| 1999          | Scuderia Ferrari Marlboro     | F399     | Ferrari V10 | B     | AUS 8e   | BRÉ 2e  | SMR 1er  | MON 1er  | ESP 3e   | CAN Abd. | FRA 5e   | GBR Abd. | AUT      | ALL      | HON      | BEL      | ITA      | EUR      | MAL 2e   | JAP 2e   |          |         |          |         | 5e          | 44              |
| 2000          | Scuderia Ferrari Marlboro     | F1-2000  | Ferrari V10 | B     | AUS 1er  | BRÉ 1er | SMR 1er  | GBR 3e   | ESP 5e   | EUR 1er  | MON Abd. | CAN 1er  | FRA Abd. | AUT Abd. | ALL Abd. | HON 2e   | BEL 2e   | ITA 1er  | USA 1er  | JAP 1er  | MAL 1er  |         |          |         | Champion    | 108             |
| 2001          | Scuderia Ferrari Marlboro     | F2001    | Ferrari V10 | B     | AUS 1er  | MAL 1er | BRÉ 2e   | SMR Abd. | ESP 1er  | AUT 2e   | MON 1er  | CAN 2e   | EUR 1er  | FRA 1er  | GBR 2e   | ALL Abd. | HON 1er  | BEL 1er  | ITA 4e   | USA 2e   | JAP 1er  |         |          |         | Champion    | 123             |
| 2002          | Scuderia Ferrari Marlboro     | F2001    | Ferrari V10 | B     | AUS 1er  | MAL 3e  |          |          |          |          |          |          |          |          |          |          |          |          |          |          |          |         |          |         | Champion    | 144             |
| 2002          | Scuderia Ferrari Marlboro     | F2002    | Ferrari V10 | B     |          |         | BRÉ 1er  | SMR 1er  | ESP 1er  | AUT 1er  | MON 2e   | CAN 1er  | EUR 2e   | FRA 1er  | GBR 1er  | ALL 1er  | HON 2e   | BEL 1er  | ITA 2e   | USA 2e   | JAP 1er  |         |          |         | Champion    | 144             |
| 2003          | Scuderia Ferrari Marlboro     | F2002    | Ferrari V10 | B     | AUS 4e   | MAL 6e  | BRÉ Abd. | SMR 1er  |          |          |          |          |          |          |          |          |          |          |          |          |          |         |          |         | Champion    | 93              |
| 2003          | Scuderia Ferrari Marlboro     | F2003-GA | Ferrari V10 | B     |          |         |          |          | ESP 1er  | AUT 1er  | MON 3e   | CAN 1er  | EUR 5e   | FRA 3e   | GBR 4e   | ALL 7e   | HON 8e   | ITA 1er  | USA 1er  | JAP 8e   |          |         |          |         | Champion    | 93              |
| 2004          | Scuderia Ferrari Marlboro     | F2004    | Ferrari V10 | B     | AUS 1er  | MAL 1er | BHR 1er  | SMR 1er  | ESP 1er  | MON Abd. | EUR 1er  | CAN 1er  | USA 1er  | FRA 1er  | GBR 1er  | ALL 1er  | HON 1er  | BEL 2e   | ITA 2e   | CHI 12e  | JAP 1er  | BRÉ 7e  |          |         | Champion    | 148             |
| 2005          | Scuderia Ferrari Marlboro     | F2004M   | Ferrari V10 | B     | AUS Abd. | MAL 7e  |          |          |          |          |          |          |          |          |          |          |          |          |          |          |          |         |          |         | 3e          | 62              |
| 2005          | Scuderia Ferrari Marlboro     | F2005    | Ferrari V10 | B     |          |         | BAH Abd. | SAN 2e   | ESP Abd. | MON 7e   | EUR 5e   | CAN 2e   | USA 1er  | FRA 3e   | GBR 6e   | ALL 5e   | HON 10e  | TUR Abd. | ITA 10e  | BEL Abd. | BRÉ 4e   | JAP 7e  | CHI Abd. |         | 3e          | 62              |
| 2006          | Scuderia Ferrari Marlboro     | 248 F1   | Ferrari V8  | B     | BAH 2e   | MAL 6e  | AUS Abd. | SAN 1er  | EUR 1er  | ESP 2e   | MON 5e   | GBR 2e   | CAN 2e   | USA 1er  | FRA 1er  | ALL 1er  | HON 8e   | TUR 3e   | ITA 1er  | CHI 1er  | JAP Abd. | BRÉ 4e  |          |         | 2e          | 121             |
| 2010          | Mercedes GP Petronas F1 Team  | MGP W01  | Mercedes V8 | B     | BAH 6e   | AUS 10e | MAL Abd. | CHI 10e  | ESP 4e   | MON 12e  | TUR 4e   | CAN 11e  | EUR 15e  | GBR 9e   | ALL 9e   | HON 11e  | BEL 7e   | ITA 9e   | SIN 13e  | JAP 6e   | COR 4e   | BRÉ 7e  | ABD Abd. |         | 9e          | 72              |
| 2011          | Mercedes GP Petronas F1 Team  | MGP W02  | Mercedes V8 | P     | AUS Abd. | MAL 9e  | CHI 8e   | TUR 12e  | ESP 6e   | MON Abd. | CAN 4e   | EUR 17e  | GBR 9e   | ALL 8e   | HON Abd. | BEL 5e   | ITA 5e   | SIN Abd. | JAP 6e   | COR Abd. | IND 5e   | ABD 7e  | BRÉ 15e  |         | 8e          | 76              |
| 2012          | Mercedes AMG Petronas F1 Team | F1 W03   | Mercedes V8 | P     | AUS Abd. | MAL 10e | CHI Abd. | BAH 10e  | ESP Abd. | MON Abd. | CAN Abd. | EUR 3e   | GBR 7e   | ALL 7e   | HON Abd. | BEL 7e   | ITA 6e   | SIN Abd. | JAP 11e  | COR 13e  | IND 22e  | ABD 11e | USA 16e  | BRÉ 7e  | 13e         | 49              |
| Légende : ici |                               |          |             |       |          |         |          |          |          |          |          |          |          |          |          |          |          |          |          |          |          |         |          |         |             |                 |

### Victoires en championnat du monde de Formule 1
| no | Année | Manche | Grand Prix      | Circuit           | Écurie           | Voiture  |
| -- | ----- | ------ | --------------- | ----------------- | ---------------- | -------- |
| 1  | 1992  | 12/16  | Belgique        | Spa-Francorchamps | Benetton-Ford    | B192     |
| 2  | 1993  | 14/16  | Portugal        | Estoril           | Benetton-Ford    | B193     |
| 3  | 1994  | 01/16  | Brésil          | Interlagos        | Benetton-Ford    | B194     |
| 4  | 1994  | 02/16  | Pacifique       | Aida              | Benetton-Ford    | B194     |
| 5  | 1994  | 03/16  | Saint-Marin     | Imola             | Benetton-Ford    | B194     |
| 6  | 1994  | 04/16  | Monaco          | Monaco            | Benetton-Ford    | B194     |
| 7  | 1994  | 06/16  | Canada          | Montréal          | Benetton-Ford    | B194     |
| 8  | 1994  | 07/16  | France          | Magny-Cours       | Benetton-Ford    | B194     |
| 9  | 1994  | 10/16  | Hongrie         | Hungaroring       | Benetton-Ford    | B194     |
| 10 | 1994  | 14/16  | Europe          | Jerez             | Benetton-Ford    | B194     |
| 11 | 1995  | 01/17  | Brésil          | Interlagos        | Benetton-Renault | B195     |
| 12 | 1995  | 04/17  | Espagne         | Barcelone         | Benetton-Renault | B195     |
| 13 | 1995  | 05/17  | Monaco          | Monaco            | Benetton-Renault | B195     |
| 14 | 1995  | 07/17  | France          | Magny-Cours       | Benetton-Renault | B195     |
| 15 | 1995  | 09/17  | Allemagne       | Hockenheim        | Benetton-Renault | B195     |
| 16 | 1995  | 11/17  | Belgique        | Spa-Francorchamps | Benetton-Renault | B195     |
| 17 | 1995  | 14/17  | Europe          | Nürburgring       | Benetton-Renault | B195     |
| 18 | 1995  | 15/17  | Pacifique       | Aida              | Benetton-Renault | B195     |
| 19 | 1995  | 16/17  | Japon           | Suzuka            | Benetton-Renault | B195     |
| 20 | 1996  | 07/16  | Espagne         | Barcelone         | Ferrari          | F310     |
| 21 | 1996  | 13/16  | Belgique        | Spa-Francorchamps | Ferrari          | F310     |
| 22 | 1996  | 14/16  | Italie          | Monza             | Ferrari          | F310     |
| 23 | 1997  | 05/17  | Monaco          | Monaco            | Ferrari          | F310B    |
| 24 | 1997  | 07/17  | Canada          | Montréal          | Ferrari          | F310B    |
| 25 | 1997  | 08/17  | France          | Magny-Cours       | Ferrari          | F310B    |
| 26 | 1997  | 12/17  | Belgique        | Spa-Francorchamps | Ferrari          | F310B    |
| 27 | 1997  | 16/17  | Japon           | Suzuka            | Ferrari          | F310B    |
| 28 | 1998  | 03/16  | Argentine       | Buenos Aires      | Ferrari          | F300     |
| 29 | 1998  | 07/16  | Canada          | Montréal          | Ferrari          | F300     |
| 30 | 1998  | 08/16  | France          | Magny-Cours       | Ferrari          | F300     |
| 31 | 1998  | 09/16  | Grande-Bretagne | Silverstone       | Ferrari          | F300     |
| 32 | 1998  | 12/16  | Hongrie         | Hungaroring       | Ferrari          | F300     |
| 33 | 1998  | 14/16  | Italie          | Monza             | Ferrari          | F300     |
| 34 | 1999  | 03/16  | Saint-Marin     | Imola             | Ferrari          | F399     |
| 35 | 1999  | 04/16  | Monaco          | Monaco            | Ferrari          | F399     |
| 36 | 2000  | 01/17  | Australie       | Melbourne         | Ferrari          | F1-2000  |
| 37 | 2000  | 02/17  | Brésil          | Interlagos        | Ferrari          | F1-2000  |
| 38 | 2000  | 03/17  | Saint-Marin     | Imola             | Ferrari          | F1-2000  |
| 39 | 2000  | 06/17  | Europe          | Nürburgring       | Ferrari          | F1-2000  |
| 40 | 2000  | 08/17  | Canada          | Montréal          | Ferrari          | F1-2000  |
| 41 | 2000  | 14/17  | Italie          | Monza             | Ferrari          | F1-2000  |
| 42 | 2000  | 15/17  | États-Unis      | Indianapolis      | Ferrari          | F1-2000  |
| 43 | 2000  | 16/17  | Japon           | Suzuka            | Ferrari          | F1-2000  |
| 44 | 2000  | 17/17  | Malaisie        | Sepang            | Ferrari          | F1-2000  |
| 45 | 2001  | 01/17  | Australie       | Melbourne         | Ferrari          | F2001    |
| 46 | 2001  | 02/17  | Malaisie        | Sepang            | Ferrari          | F2001    |
| 47 | 2001  | 05/17  | Espagne         | Barcelone         | Ferrari          | F2001    |
| 48 | 2001  | 07/17  | Monaco          | Monaco            | Ferrari          | F2001    |
| 49 | 2001  | 09/17  | Europe          | Nürburgring       | Ferrari          | F2001    |
| 50 | 2001  | 10/17  | France          | Magny-Cours       | Ferrari          | F2001    |
| 51 | 2001  | 13/17  | Hongrie         | Hungaroring       | Ferrari          | F2001    |
| 52 | 2001  | 14/17  | Belgique        | Spa-Francorchamps | Ferrari          | F2001    |
| 53 | 2001  | 17/17  | Japon           | Suzuka            | Ferrari          | F2001    |
| 54 | 2002  | 01/17  | Australie       | Melbourne         | Ferrari          | F2001    |
| 55 | 2002  | 03/17  | Brésil          | Interlagos        | Ferrari          | F2002    |
| 56 | 2002  | 04/17  | Saint-Marin     | Imola             | Ferrari          | F2002    |
| 57 | 2002  | 05/17  | Espagne         | Barcelone         | Ferrari          | F2002    |
| 58 | 2002  | 06/17  | Autriche        | A1-Ring           | Ferrari          | F2002    |
| 59 | 2002  | 08/17  | Canada          | Montréal          | Ferrari          | F2002    |
| 60 | 2002  | 10/17  | Grande-Bretagne | Silverstone       | Ferrari          | F2002    |
| 61 | 2002  | 11/17  | France          | Magny-Cours       | Ferrari          | F2002    |
| 62 | 2002  | 12/17  | Allemagne       | Hockenheim        | Ferrari          | F2002    |
| 63 | 2002  | 14/17  | Belgique        | Spa-Francorchamps | Ferrari          | F2002    |
| 64 | 2002  | 17/17  | Japon           | Suzuka            | Ferrari          | F2002    |
| 65 | 2003  | 04/16  | Saint-Marin     | Imola             | Ferrari          | F2002B   |
| 66 | 2003  | 05/16  | Espagne         | Barcelone         | Ferrari          | F2003-GA |
| 67 | 2003  | 06/16  | Autriche        | A1-Ring           | Ferrari          | F2003-GA |
| 68 | 2003  | 08/16  | Canada          | Montréal          | Ferrari          | F2003-GA |
| 69 | 2003  | 14/16  | Italie          | Monza             | Ferrari          | F2003-GA |
| 70 | 2003  | 15/16  | États-Unis      | Indianapolis      | Ferrari          | F2003-GA |
| 71 | 2004  | 01/18  | Australie       | Melbourne         | Ferrari          | F2004    |
| 72 | 2004  | 02/18  | Malaisie        | Sepang            | Ferrari          | F2004    |
| 73 | 2004  | 03/18  | Bahreïn         | Sakhir            | Ferrari          | F2004    |
| 74 | 2004  | 04/18  | Saint-Marin     | Imola             | Ferrari          | F2004    |
| 75 | 2004  | 05/18  | Espagne         | Barcelone         | Ferrari          | F2004    |
| 76 | 2004  | 07/18  | Europe          | Nürburgring       | Ferrari          | F2004    |
| 77 | 2004  | 08/18  | Canada          | Montréal          | Ferrari          | F2004    |
| 78 | 2004  | 09/18  | États-Unis      | Indianapolis      | Ferrari          | F2004    |
| 79 | 2004  | 10/18  | France          | Magny-Cours       | Ferrari          | F2004    |
| 80 | 2004  | 11/18  | Grande-Bretagne | Silverstone       | Ferrari          | F2004    |
| 81 | 2004  | 12/18  | Allemagne       | Hockenheim        | Ferrari          | F2004    |
| 82 | 2004  | 13/18  | Hongrie         | Hungaroring       | Ferrari          | F2004    |
| 83 | 2004  | 17/18  | Japon           | Suzuka            | Ferrari          | F2004    |
| 84 | 2005  | 09/19  | États-Unis      | Indianapolis      | Ferrari          | F2005    |
| 85 | 2006  | 04/18  | Saint-Marin     | Imola             | Ferrari          | 248 F1   |
| 86 | 2006  | 05/18  | Europe          | Nürburgring       | Ferrari          | 248 F1   |
| 87 | 2006  | 10/18  | États-Unis      | Indianapolis      | Ferrari          | 248 F1   |
| 88 | 2006  | 11/18  | France          | Magny-Cours       | Ferrari          | 248 F1   |
| 89 | 2006  | 12/18  | Allemagne       | Hockenheim        | Ferrari          | 248 F1   |
| 90 | 2006  | 15/18  | Italie          | Monza             | Ferrari          | 248 F1   |
| 91 | 2006  | 16/18  | Chine           | Shanghai          | Ferrari          | 248 F1   |

### Résultats par Grands Prix
| Grands Prix     | Nombre | Pole positions | Meilleurs tours | Podiums | Hat tricks | Victoires | Années des victoires                           | Abandons | Points |
| --------------- | ------ | -------------- | --------------- | ------- | ---------- | --------- | ---------------------------------------------- | -------- | ------ |
| Abou Dabi       | 3      | 0              | 0               | 0       | 0          | 0         | —                                              | 1        | 6      |
| Afrique du Sud  | 2      | 0              | 0               | 0       | 0          | 0         | —                                              | 1        | 3      |
| Allemagne       | 17     | 2              | 5               | 7       | 1          | 4         | 1995, 2002, 2004, 2006                         | 3        | 79     |
| Argentine       | 4      | 0              | 1               | 2       | 0          | 1         | 1998                                           | 2        | 14     |
| Australie       | 19     | 3              | 5               | 6       | 2          | 4         | 2000, 2001, 2002, 2004                         | 10       | 58     |
| Autriche        | 6      | 2              | 2               | 4       | 1          | 2         | 2002, 2003                                     | 1        | 31     |
| Bahreïn         | 5      | 2              | 1               | 2       | 1          | 1         | 2004                                           | 1        | 27     |
| Belgique        | 16     | 1              | 4               | 9       | 1          | 6         | 1992, 1995, 1996, 1997, 2001, 2002             | 3        | 102    |
| Brésil          | 18     | 1              | 5               | 10      | 0          | 4         | 1994, 1995, 2000, 2002                         | 1        | 94     |
| Canada          | 18     | 6              | 4               | 12      | 1          | 7         | 1994, 1997, 1998, 2000, 2002, 2003, 2004       | 3        | 118    |
| Chine           | 6      | 0              | 1               | 1       | 0          | 1         | 2006                                           | 2        | 15     |
| Corée du Sud    | 3      | 0              | 0               | 0       | 0          | 0         | —                                              | 1        | 12     |
| Espagne         | 19     | 7              | 7               | 12      | 3          | 6         | 1995, 1996, 2001, 2002, 2003, 2004             | 2        | 118    |
| États-Unis      | 8      | 4              | 3               | 7       | 1          | 5         | 2000, 2003, 2004, 2005, 2006                   | 0        | 62     |
| Europe          | 15     | 3              | 6               | 9       | 2          | 6         | 1994, 1995, 2000, 2001, 2004, 2006             | 2        | 95     |
| France          | 16     | 4              | 5               | 11      | 2          | 8         | 1994, 1995, 1997, 1998, 2001, 2002, 2004, 2006 | 3        | 98     |
| Grande-Bretagne | 18     | 1              | 3               | 7       | 0          | 3         | 1998, 2002, 2004                               | 4        | 75     |
| Hongrie         | 17     | 7              | 4               | 7       | 2          | 4         | 1994, 1998, 2001, 2004                         | 4        | 65     |
| Inde            | 2      | 0              | 0               | 0       | 0          | 0         | —                                              | 0        | 10     |
| Italie          | 17     | 3              | 2               | 8       | 1          | 5         | 1996, 1998, 2000, 2003, 2006                   | 2        | 94     |
| Japon           | 19     | 8              | 4               | 9       | 2          | 6         | 1995, 1997, 2000, 2001, 2002, 2004             | 5        | 97     |
| Luxembourg      | 2      | 1              | 0               | 1       | 0          | 0         | —                                              | 1        | 6      |
| Malaisie        | 11     | 5              | 2               | 5       | 0          | 3         | 2000, 2001, 2004                               | 1        | 51     |
| Mexique         | 1      | 0              | 0               | 1       | 0          | 0         | —                                              | 0        | 4      |
| Monaco          | 18     | 3              | 5               | 7       | 1          | 5         | 1994, 1995, 1997, 1999, 2001                   | 6        | 71     |
| Pacifique       | 2      | 0              | 2               | 2       | 0          | 2         | 1994, 1995                                     | 0        | 20     |
| Portugal        | 5      | 0              | 0               | 3       | 0          | 1         | 1993                                           | 0        | 21     |
| Saint-Marin     | 15     | 5              | 5               | 12      | 1          | 7         | 1994, 1999, 2000, 2002, 2003, 2004, 2006       | 3        | 102    |
| Singapour       | 3      | 0              | 0               | 0       | 0          | 0         | —                                              | 2        | 0      |
| Turquie         | 4      | 0              | 1               | 1       | 0          | 0         | —                                              | 1        | 18     |

## Vie privée

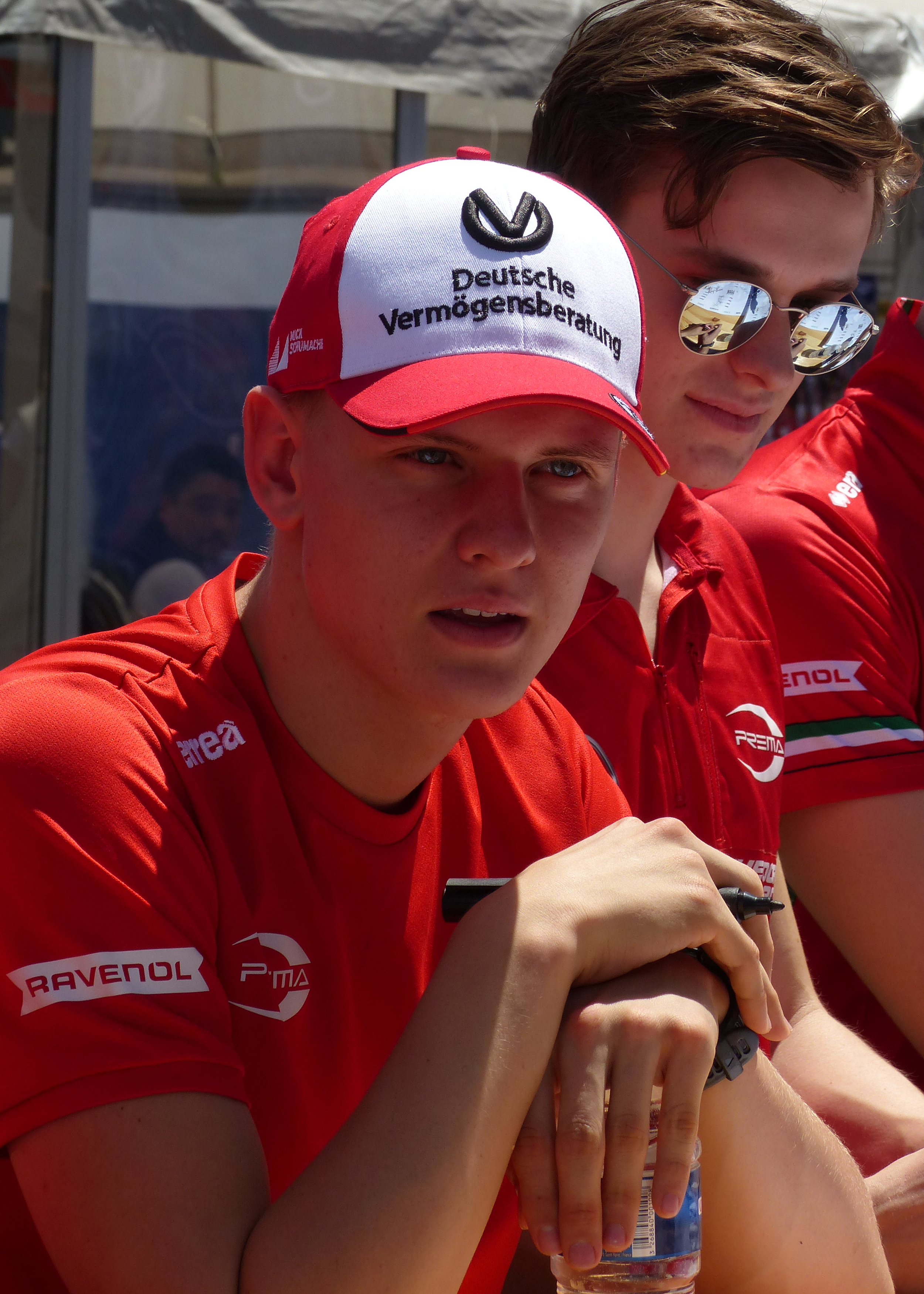
Mick Schumacher, fils de Michael Schumacher et pilote automobile, ici au Grand Prix de Pau 2017.

Michael Schumacher a épousé Corinna Betsch le 1er août 1995 à Kerpen. Ils ont deux enfants : Gina Maria, née le 20 février 1997, cavalière, sacrée championne d'Europe junior de reining en 2015 et championne du monde jeunesse en 2017, et Mick, né le 22 mars 1999, qui court en karting sous le nom Mick Betsch (vice-champion du monde en 2014), puis sous le nom de Mick Schumacher. Il est sacré champion d'Europe de Formule 3 en 2018,.
La famille Schumacher habite une demeure voisine de celle d'Ernesto Bertarelli, au bord du Léman à Gland, en Suisse. Son épouse et lui-même sont passionnés de chevaux, ils possèdent un ranch et plusieurs animaux, notamment la jument Quarter Horse Lady, stationnée au Haras national suisse. Michael et Corinna étaient ainsi très impliqués dans le championnat européen de reining par le biais de leur ranch suisse.
Les loisirs de Michael sont le football (il a joué de 1996 à 2000 au FC Échichens, une équipe semi-professionnelle et participe régulièrement à des matchs d'exhibition), la natation, le tennis, le ski, la moto et le karting. Il participe notamment le 19 novembre 2007 au match contre la pauvreté 2007 opposant les amis de Ronaldo aux amis de Zidane (poste d'attaquant en remplacement de Ronaldo).
Durant sa carrière, il s'entraînait de manière très intensive, sans doute plus que la plupart des pilotes[réf. nécessaire], ce qui faisait de lui l'un des meilleurs athlètes parmi tous les pilotes de Formule 1, même à ses 38 ans.
Michael est un collectionneur de Fiat 500. Il essaie de préserver au maximum sa vie privée du regard des médias.
Il a reçu au cours de sa carrière de nombreux surnoms, dont ceux de : « Baron rouge » (en référence à Manfred von Richthofen, l'as de l'aviation allemande de la Première Guerre mondiale), « Der Regenmeister » (« Le Maître de la pluie »), « Schuey », « Der Kaiser » (« L'Empereur ») et « Schumi » (surnom utilisé affectueusement par ses fans, plus rarement par les journalistes).
En 2000, au Grand Prix de Monaco, il change les couleurs de son casque qui devient entièrement rouge. La raison : son nouveau coéquipier cette année-là, Rubens Barrichello, avait le haut du casque de la même couleur (bleue), posant des problèmes de reconnaissance.
Schumacher n'a jamais caché son admiration pour Ayrton Senna, et a même envisagé d'arrêter sa carrière après l'accident tragique du pilote brésilien le 1er mai 1994.
Michael Schumacher est, avec Jean Todt, membre fondateur de l'Institut du cerveau et de la moelle épinière. Le pilote et son directeur de course ont plusieurs années fait des dons importants et utilisé leur image au profit de la fondation de l'ICM. C'est encore au profit de cette organisation (tous les sportifs apparaissant dans ce film le font au profit d'organisations caritatives) que Schumacher et Todt font une apparition dans le film Astérix aux Jeux Olympiques, sorti le 30 janvier 2008. Le pilote incarne le rôle de Shumix, conducteur de char. Il porte sur son costume des badges « ICM ». Ce projet a aussi bénéficié du soutien de plusieurs autres acteurs du monde de la Formule 1 et de ses sponsors, comme Max Mosley, Michelle Yeoh, Philip Morris International et son président Louis Camilleri.
Malgré un retour en demi-teinte, Michael Schumacher est désigné plus grand sportif allemand de tous les temps, selon un sondage réalisé par le journal allemand Bild en juin 2011.
Michael Schumacher, qui est catholique romain, a reçu la bénédiction de l'archevêque Georg Gänswein, secrétaire particulier du pape Benoît XVI, en 2018.

## Distinctions et décorations

### Récompenses
- Grand Prix de l'Académie des sports : 2001
- Nommé Champion des sports en 2002 par l'UNESCO.
- Primé Médaille d'or des Sports Automobiles en 2006 par la FIA.
- Prix Prince des Asturies des sports : 2007.
- Prix Laureus World Sportsman of the Year : 2002, 2004.
- Personnalité sportive allemande de l'année : 1995, 2004.
- Champions des champions mondiaux du journal L'Équipe : 2001, 2002, 2003.
- Le 29 avril 2010, il est fait chevalier de la Légion d'honneur par le premier ministre français François Fillon[151].

### Hommages
- L'astéroïde de la ceinture principale (15761) Schumi lui a été dédié.
- Le mur final de la piste de descente à ski Spinale Direttissima à Madonna di Campiglio (Italie), une portion qui présente une pente à 70 %, porte son nom depuis janvier 2006[152],[153].

## Dans les arts et la culture populaire

### Parfums
En 2002, deux parfums sont créés, en étroite collaboration avec le pilote, par la société allemande LR Health & Beauty Systems. Michael Schumacher et World Champion sont vendus exclusivement par cette société, par l'intermédiaire de partenaires de vente agréés, dans plus d'une trentaine de pays.

### Jeux vidéo
En 2005, en étroite collaboration avec le pilote allemand, la société française Bigben Interactive crée le jeu Michael Schumacher World Tour 2004.

### À l'écran
- Astérix aux Jeux olympiques (sorti le 30 janvier 2008 en salles et le 22 août 2008 en DVD) : Schumix[156].
- Cars (sorti le 14 juin 2006 en salles et le 14 décembre 2006 en DVD) : il fait une courte apparition à la fin du film où il double une Ferrari.
- Michael Schumacher apparaît dans une publicité pour la Mercedes-Benz SLS AMG dans laquelle il fait une acrobatie dans un tunnel.